# Biserica fortificată din Băgaciu
Biserica evanghelică fortificată din Băgaciu, județul Mureș, a fost construită în secolul al XV-lea și figurează pe lista monumentelor istorice 2010, cod LMI MS-II-a-A-15601.

## Localitatea
Băgaciu (în dialectul săsesc Bogeschterf, Bôzeštref, în germană Bogeschdorf, Bogistorf, în maghiară Szászbogács, Bogács) este satul de reședință al comunei cu același nume din județul Mureș, Transilvania, România.
Satul Băgaciu este atestat documentar în anul 1351, cu numele Bakach.

## Biserica

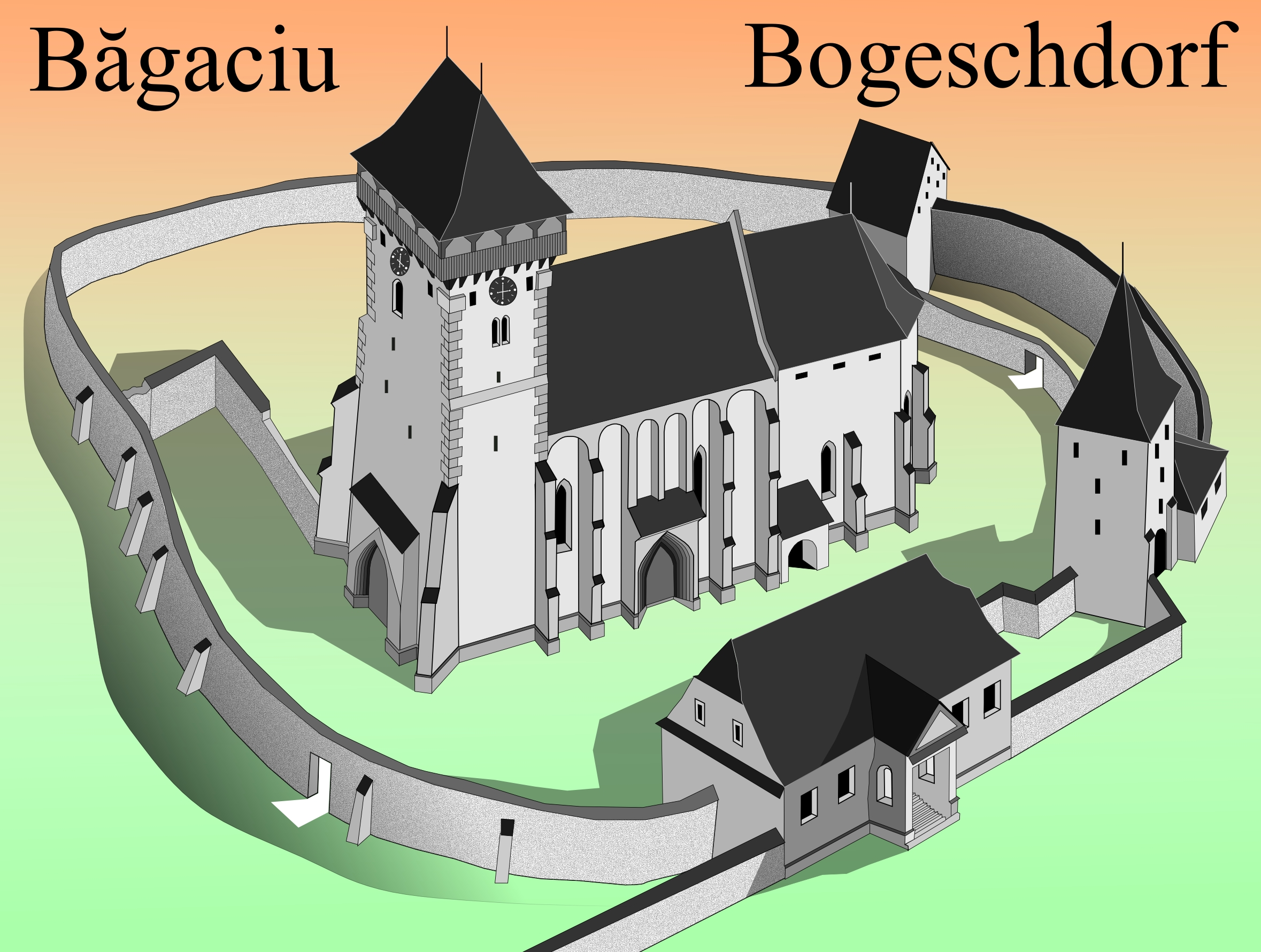
Machetă pentru biserica fortificată din Băgaciu

Biserica evanghelică din satul Băgaciu, pe numele lui german Bogeschdorf, a fost construită cu piatră adusă cu carul din munții Cibin. Ea a fost prima oară atestată într-un document din 1389, dar actuala biserică sală în stilul goticului matur, cea pentru care a fost cărată piatra de la o asemenea distanță, a fost construită câteva decenii mai târziu, la începutul secolului al XV-lea, înainte de anul 1421. Biserica păstrează un valoros altar poliptic cu sculpturi (1518), strane executate de Johannes Reychmuth (1533) cu intarsii din secolul al XVI-lea, precum și fragmente de picturi murale (secolul al XV-lea - XVI-lea). În strană există în acest sens o inscripție situată în partea sudică a corului: "Hoc opus perfectum per me Johannem Reichmut mesatore schegeswariensem ad laudem et honore Marie Virginis, A. 1533." Sculpturile existente înfățișează animale fantastice așa cum este o bufniță a cărei inscripție transmite următorul mesaj privitorilor: "Ich pin eyn fogel und heys dy ayl und ver mych hasset den schent die payl." Altarul poliptic este cea mai valoroasă piesă din biserică, el este împodobit cu o pictură ale cărei influențe vin din Renania sau are caracteristici flamande.
Sala bisericii este lungă și îngustă și a fost prevăzută cu un tavan plat. Pe peretele nordic al corului se face intrarea în sacristie, corul fiind boltit cu nervuri datate în prima perioadă de existență a edificiului. Consolele sculptate ale corului cu măști, viță de vie și figuri fantastice sunt susținute de un șir de colonete alipite pereților corului. Odinioară biserica a fost pictată, însă în urma schimbărilor impuse de Reformă, astăzi nu se mai păstrează decât doar două fragmente de frescă poziționate pe peretele nordic al sălii. Acestea reprezintă un grup de închinători în costume specifice veacului al XV-lea, având ca vecin pe peretele nordic al corului un chip de sfântă. Deasupra lor la circa 3 metri se află inscripționat numele Johannes Plebanus, nume care ar putea fi al autorul picturilor.
Forma bisericii este departe de structura originală din cauza lucrărilor de fortificare care s-au executat de-a lungul vremilor. Exemplu în acest sens sunt pereții navei și ai corului care au fost înălțați, deasupra lor fiind ridicate etaje de apărare prevăzute cu mașiculi. Întreaga structură este sprijită pe contraforți de rezistență, înăuntrul sălii, în colțul sud-vestic și în cel nord-estic fiind săpate două fântâni foarte necesare pe timp de asediu.

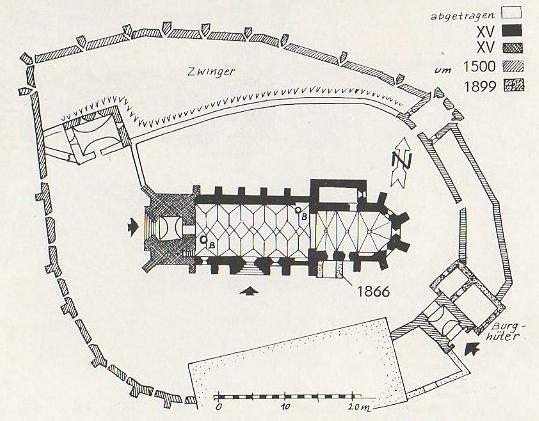
Planul fortificaţiei din Băgaciu

Clopotnița are o datare mai târzie ca biserica, ea fiind construită simultan cu cele două portaluri gotice din calcar și gresie care străjuiesc intrările în edificiul religios din partea de vest și sud. Portalurile sunt bogat decorate cu struguri și viță de vie, caracteristică întâlnită și la portalurile bisericilor din Ațel, Boz și Curciu. Strugurii și vița de vie sunt simboluri care autentifică faptul că regiunea Băgaciu a fost una din cele mai vestite podgorii de pe Valea Târnavelor. Turnul clopotniței este unul uriaș, el având șapte niveluri fapt ce denotă că inițial el juca un rol exclusiv defensiv. Acesta a fost renovat de către Hermann Fabini în anul 1973. La nivelul al patrulea și al cincilea există metereze, al șaselea găzduiește clopotele iar ultimul este acoperit cu lemn și conține orologiul. La nivelul al patrulea există o ușa care face legătura cu podul bisericii.

## Fortificația
Fortificația ovală din jurul bisericii avea ziduri de apărare înalte de 8 metri, cu drumuri de strajă din lemn, astăzi dispărute, și a fost dublată în nord și în est de o curtină suplimentară. În partea de sud-est a ansamblului fortificat se regăsește turnul-poartă construit cu patru niveluri. El avea prevăzută o hersă ale cărei urme se pot vedea și astăzi pe contraforții laterali ai turnului. Clădirea școlii datând de pe la 1800, se află înglobată în zidul fortificației.

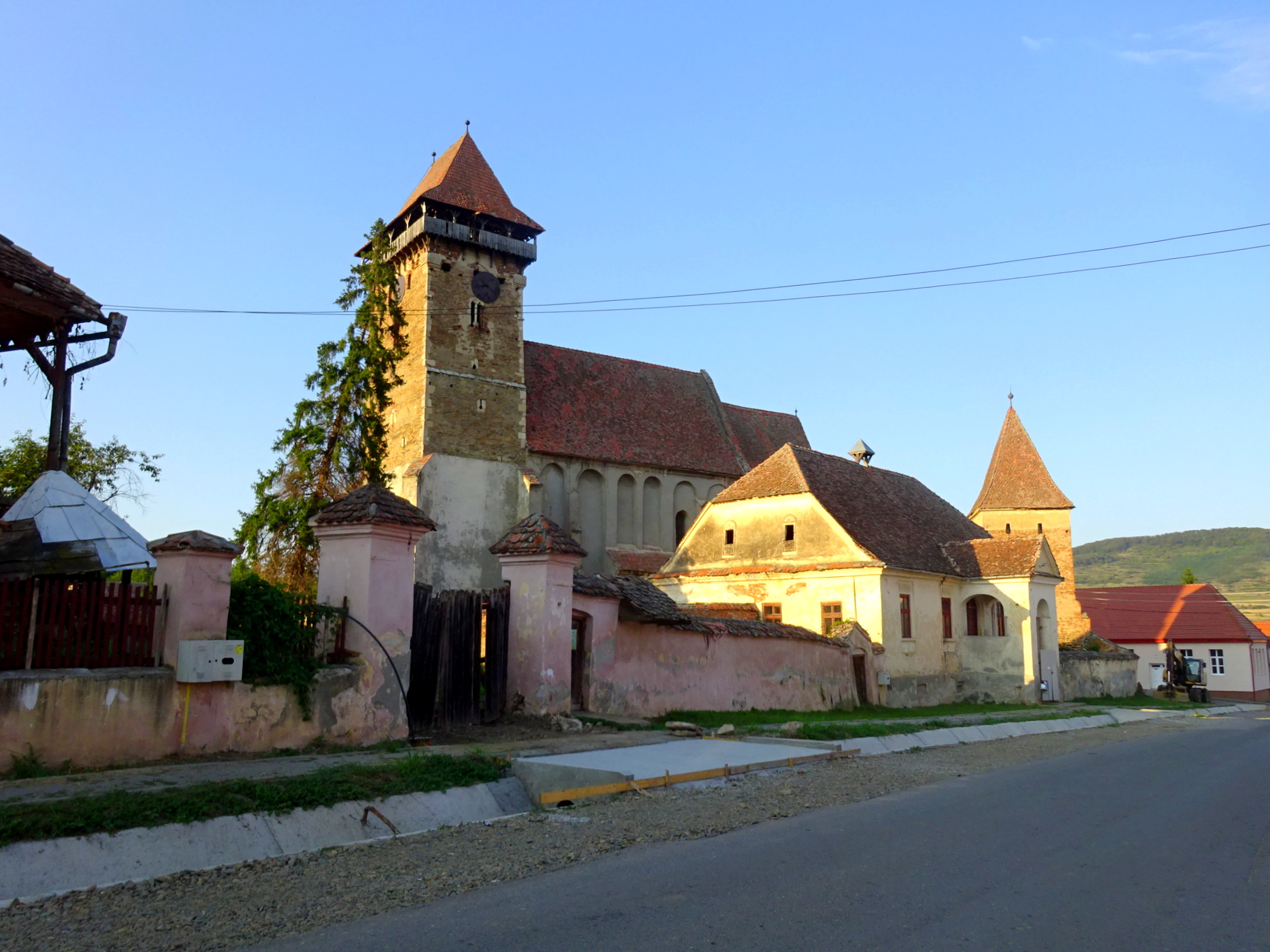
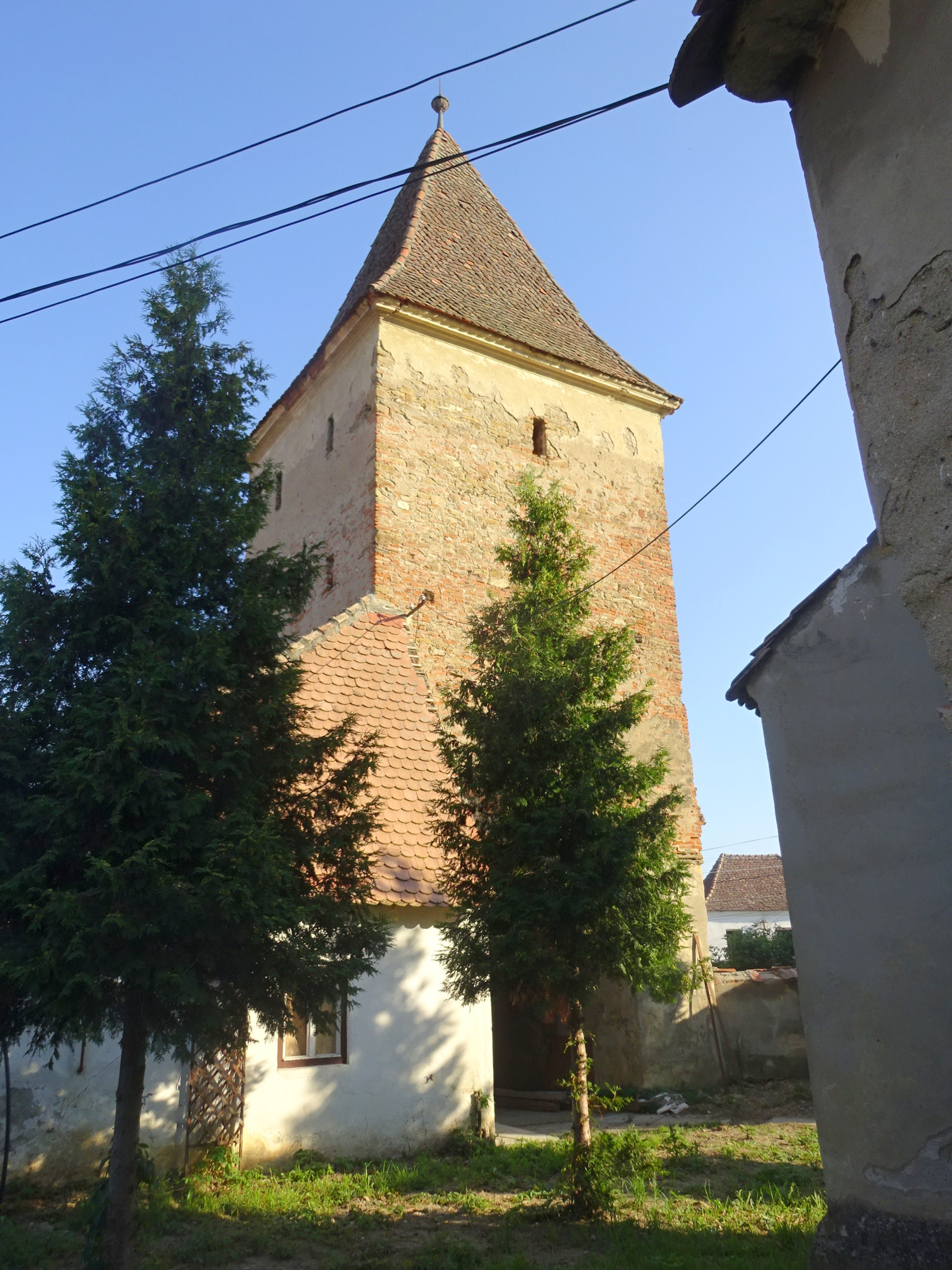
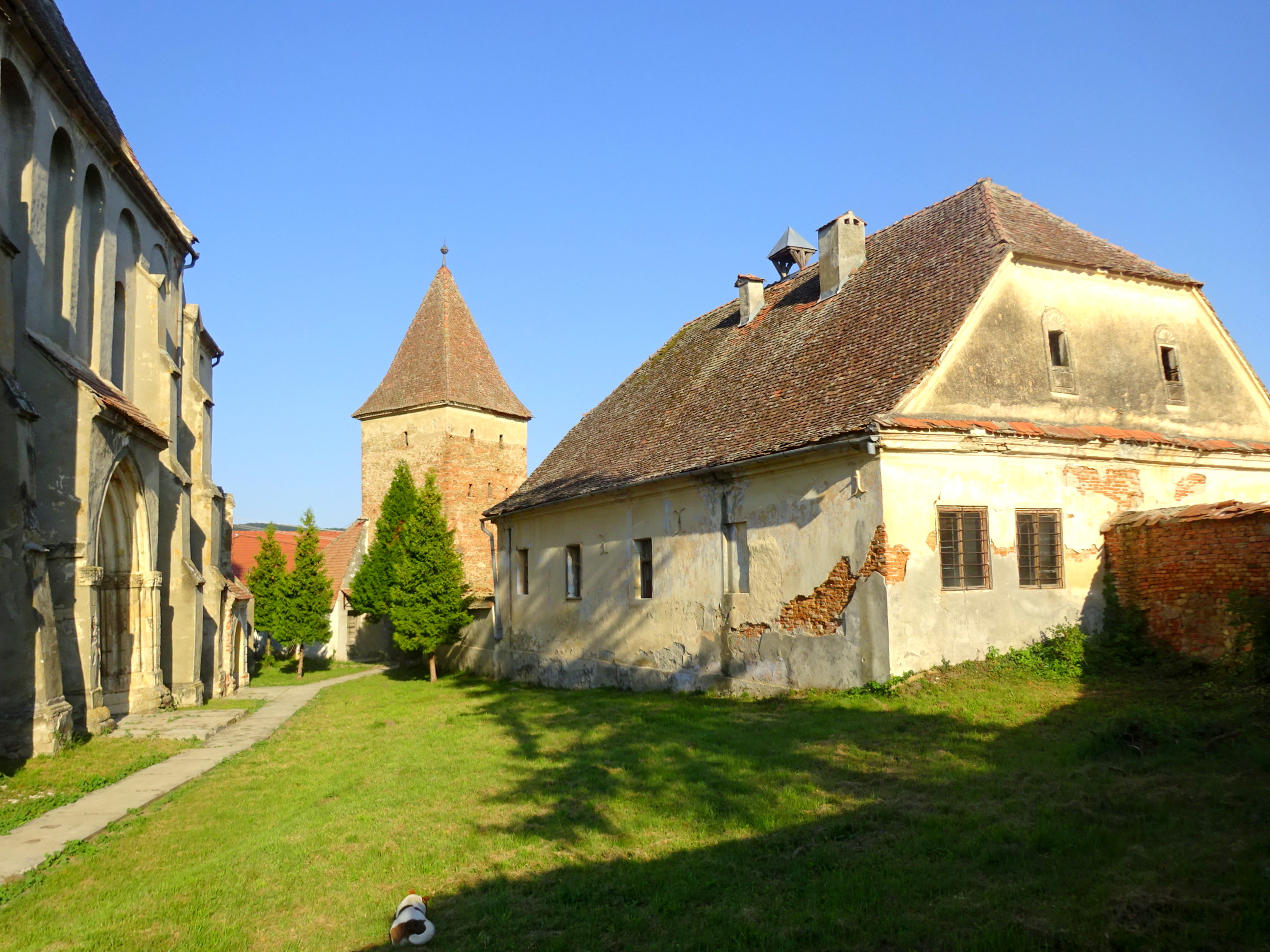
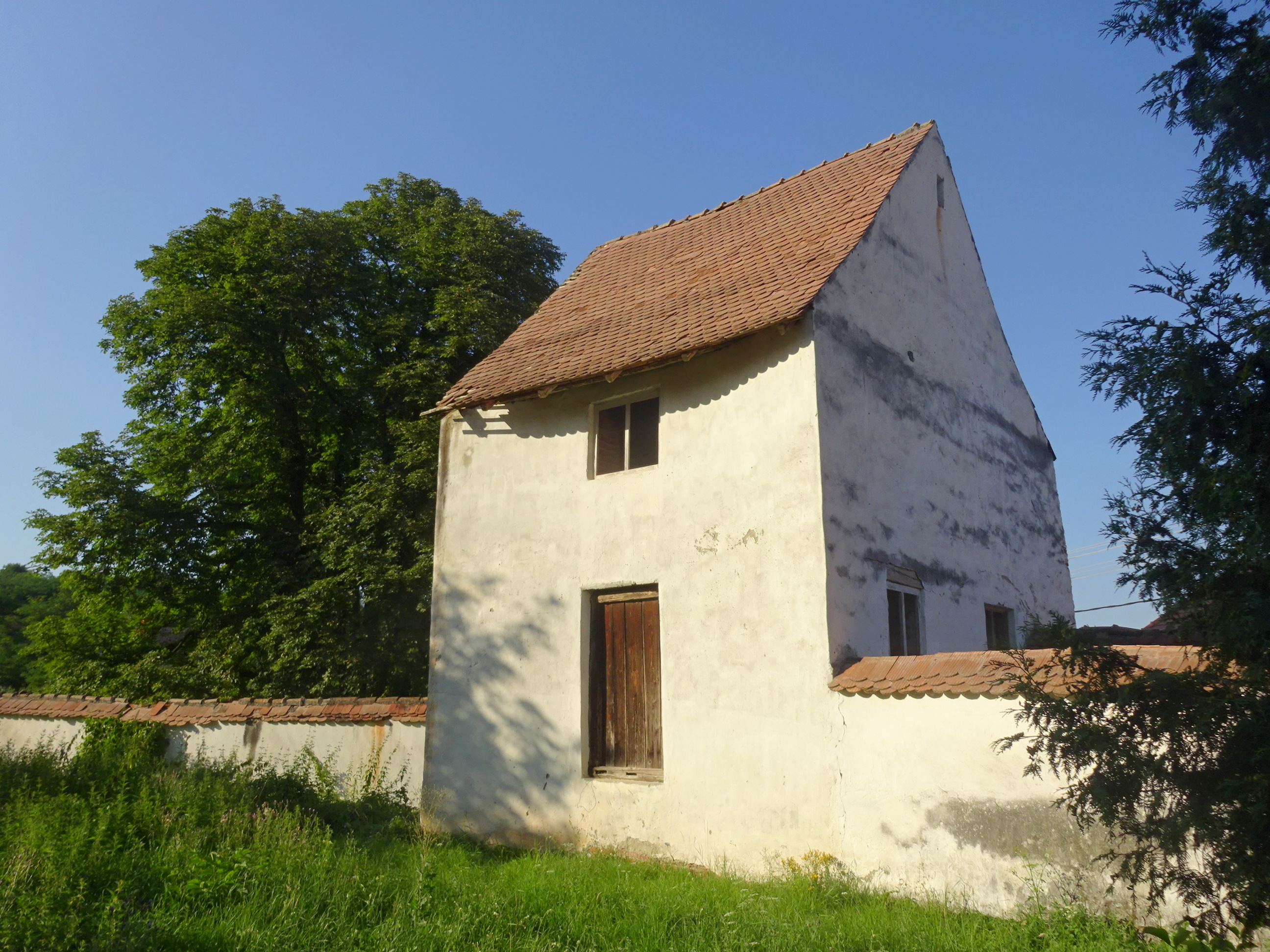
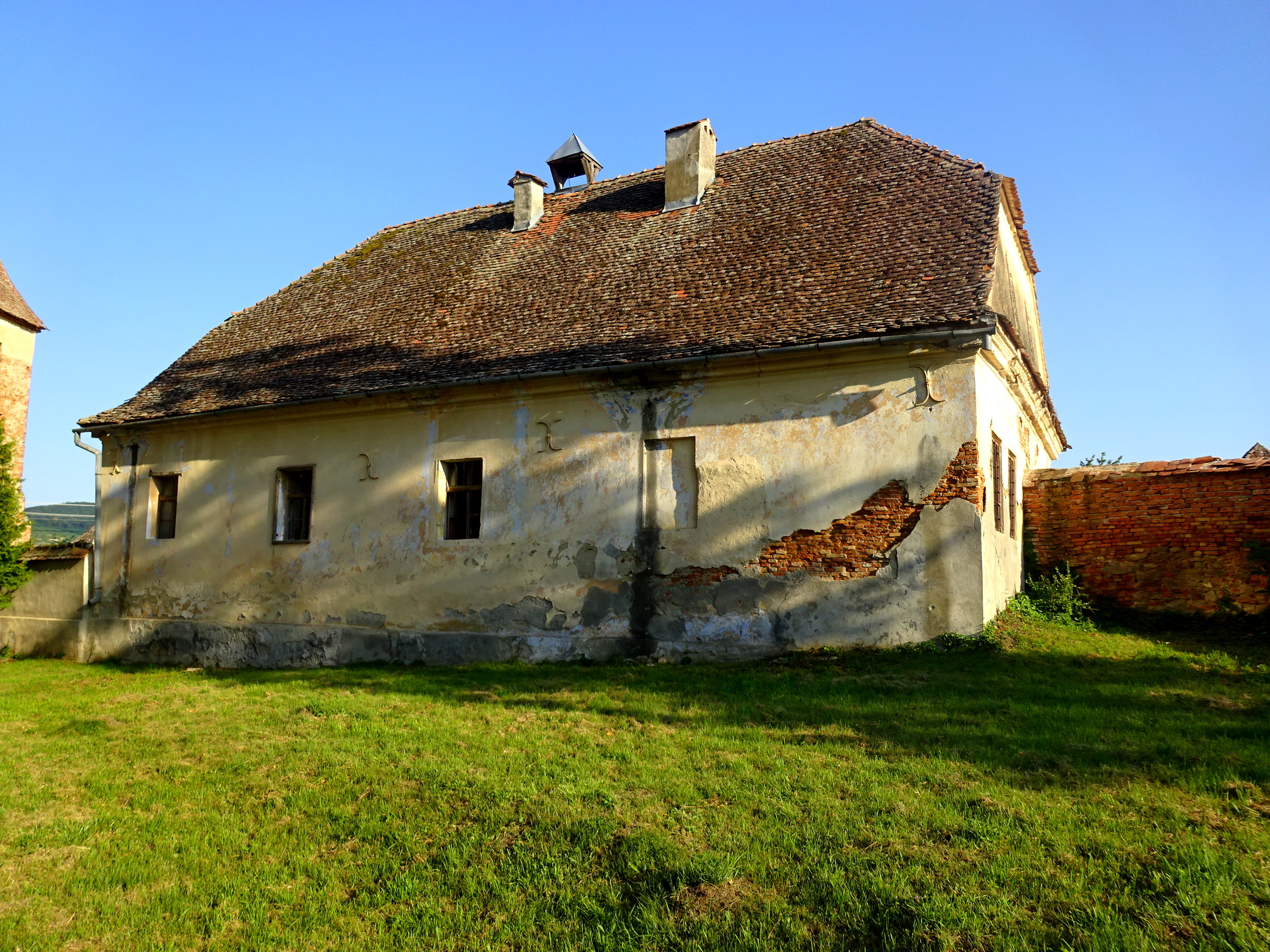
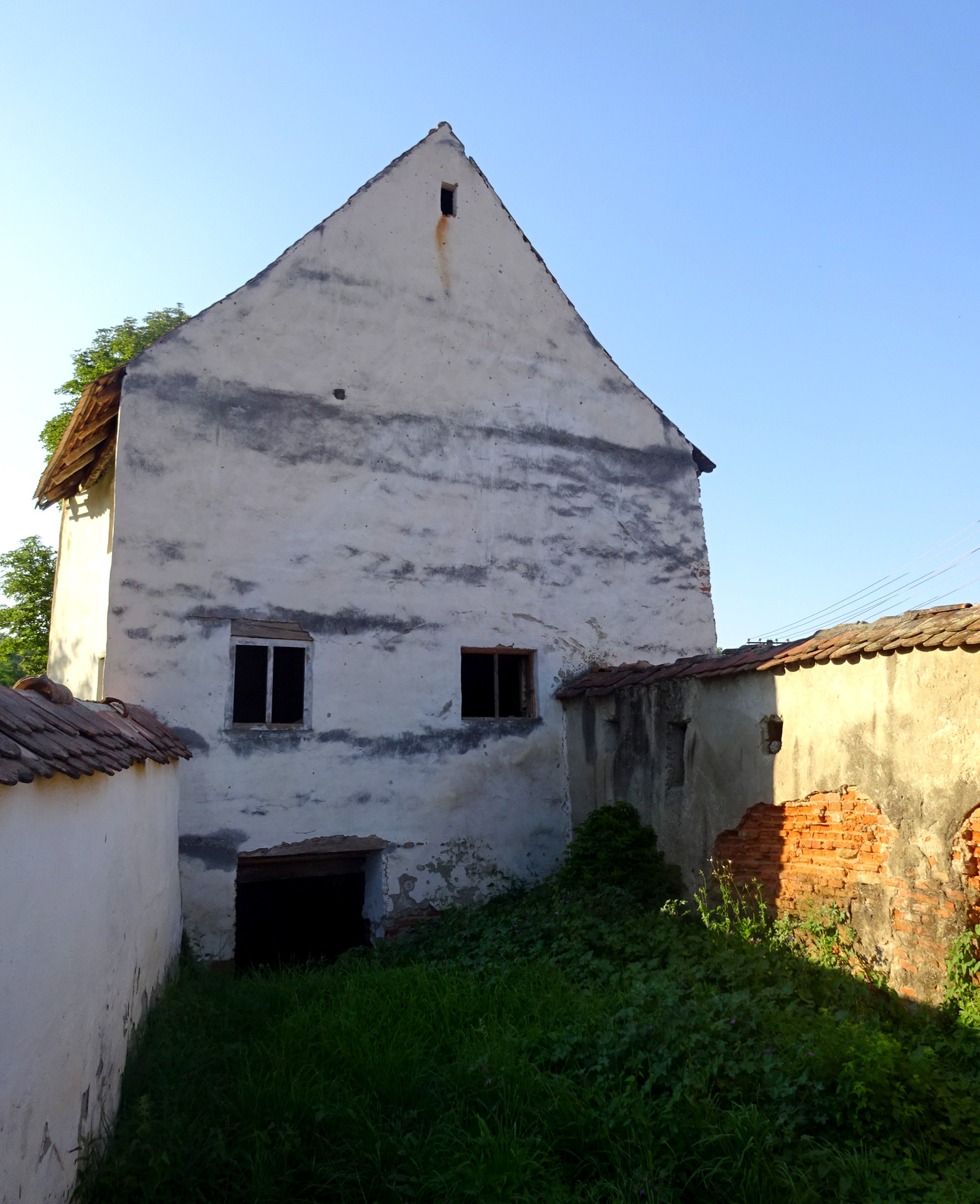
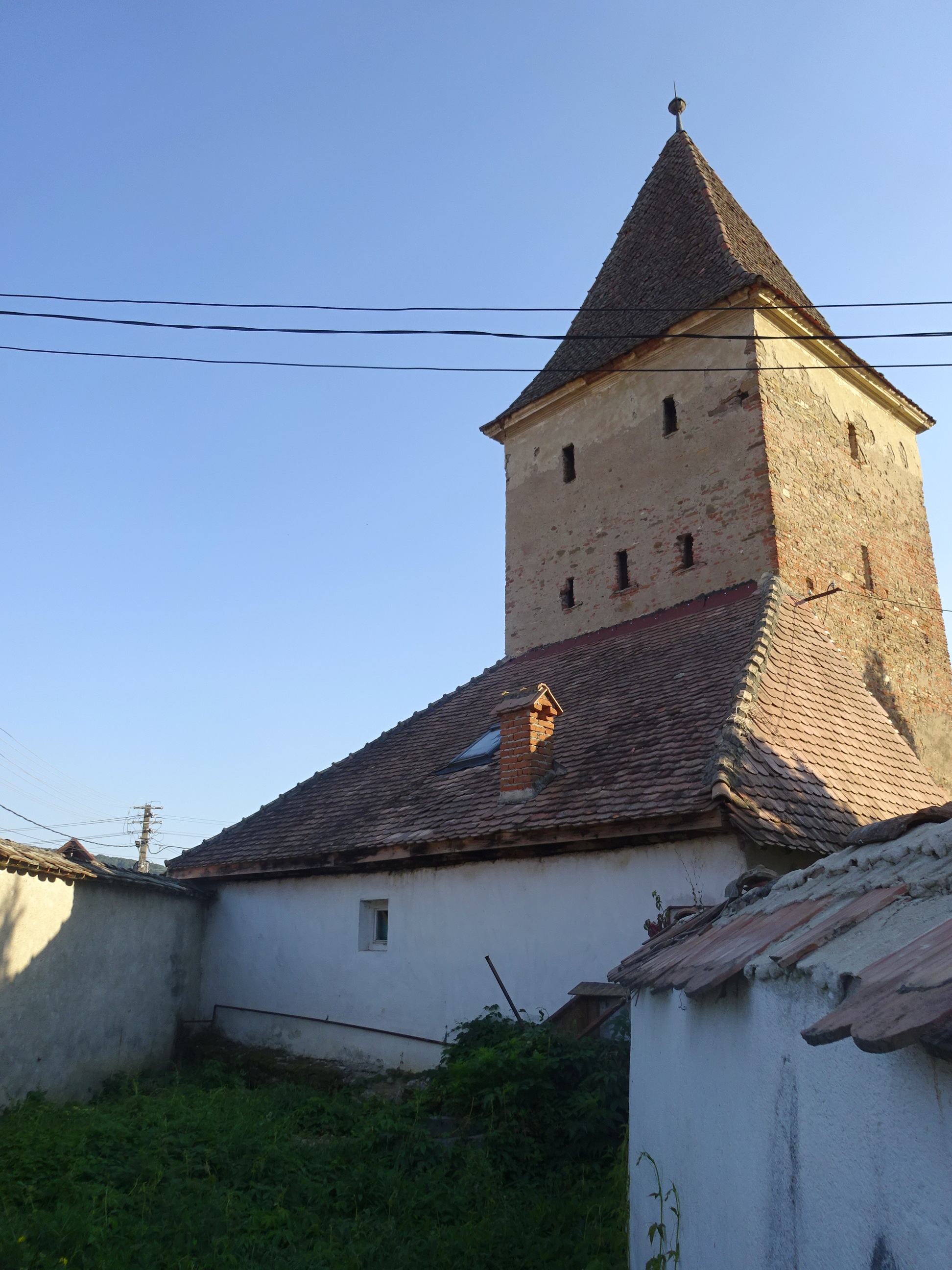
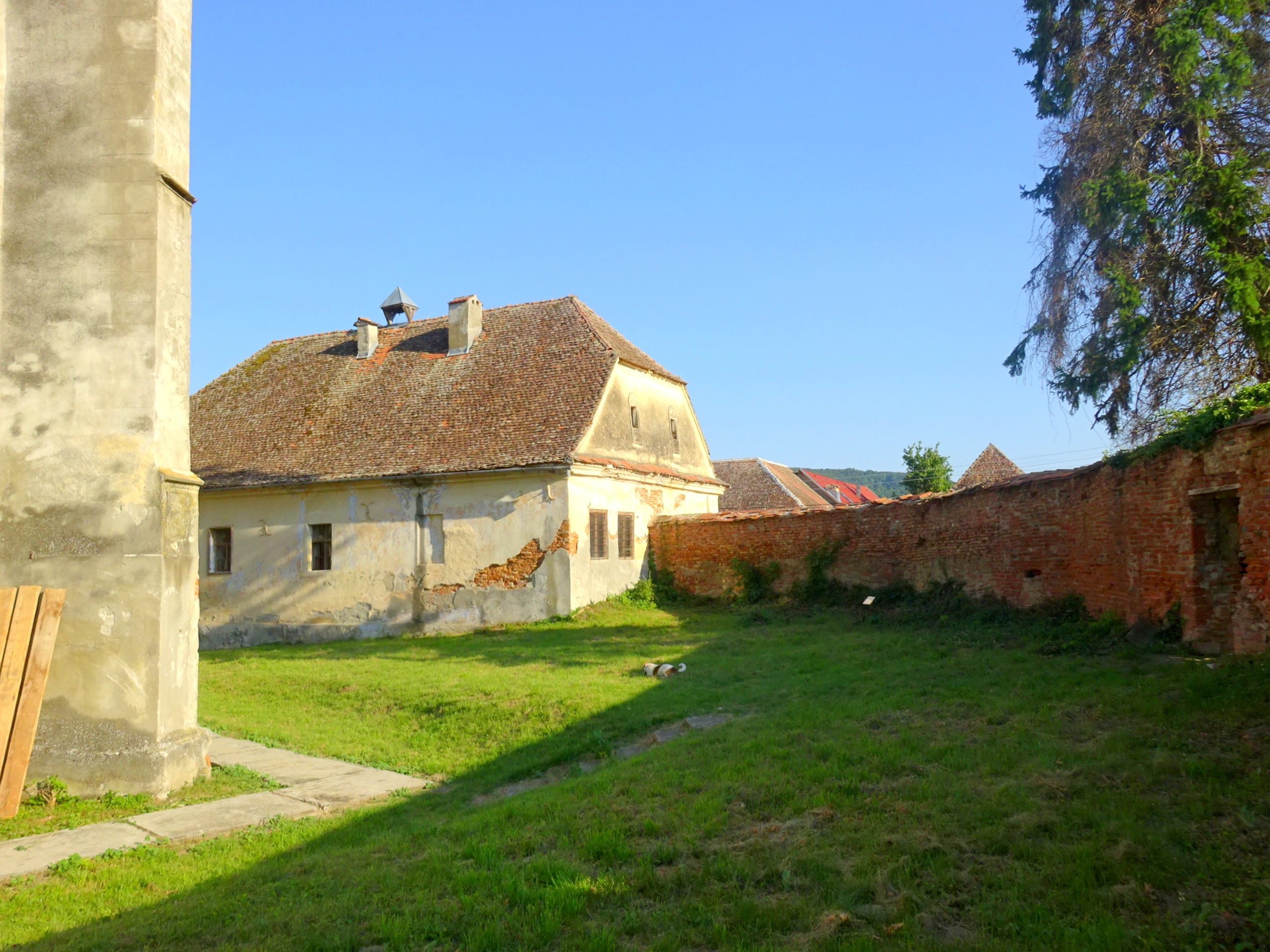
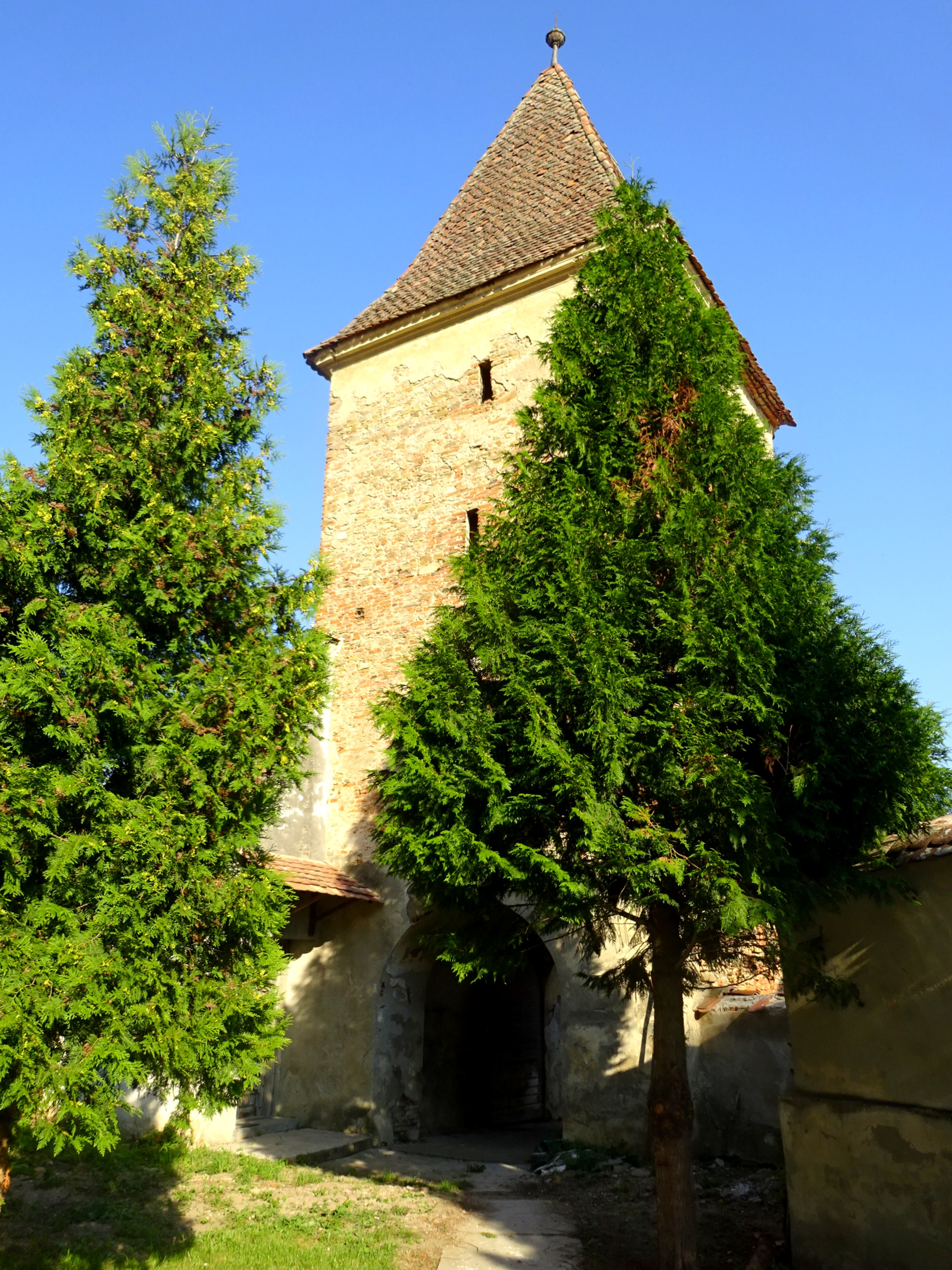

## Altarul triptic
În biserica evanghelică din Băgaciu se află unul dintre cele mai valoroase altare din Transilvania, un altar triptic, sculptat in lemn în stil gotic târziu, dedicat Fecioarei Maria (singurul din zona Blaj-Târnăveni). A fost realizat în anul 1518 și este opera meșterului Johann Stoss din Sighișoara, fiul si ucenicul celebrului sculptor din Nürnberg Veit Stoss.
Când voleurile altarului sunt deschise, apar trei personaje: Sfânta Ecaterina, în centru Sfânta Maria cu pruncul Iisus și Sfânta Magdalena. Panourile de pe cele două aripi prezintă patru scene biblice: Buna Vestire, Vizitațiunea, Nașterea lui Iisus și Adorarea Mariei. Când voleurile sunt închise, în zilele de lucru, apar reprezentările a 16 sfinți, întotdeauna câte doi, chiar dacă aceștia nu s-au întâlnit niciodată, deoarece au trăit în perioade diferite de timp.

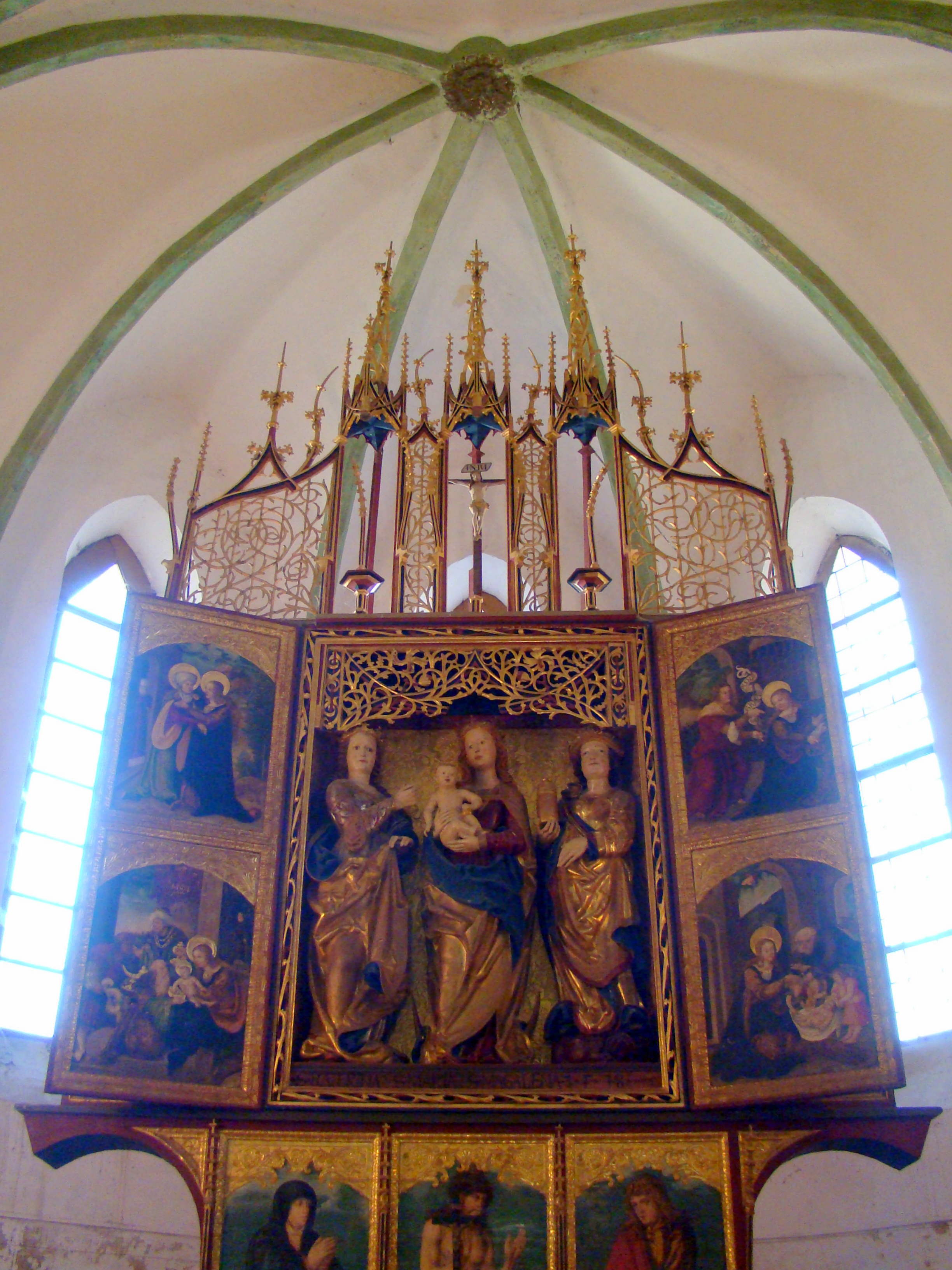
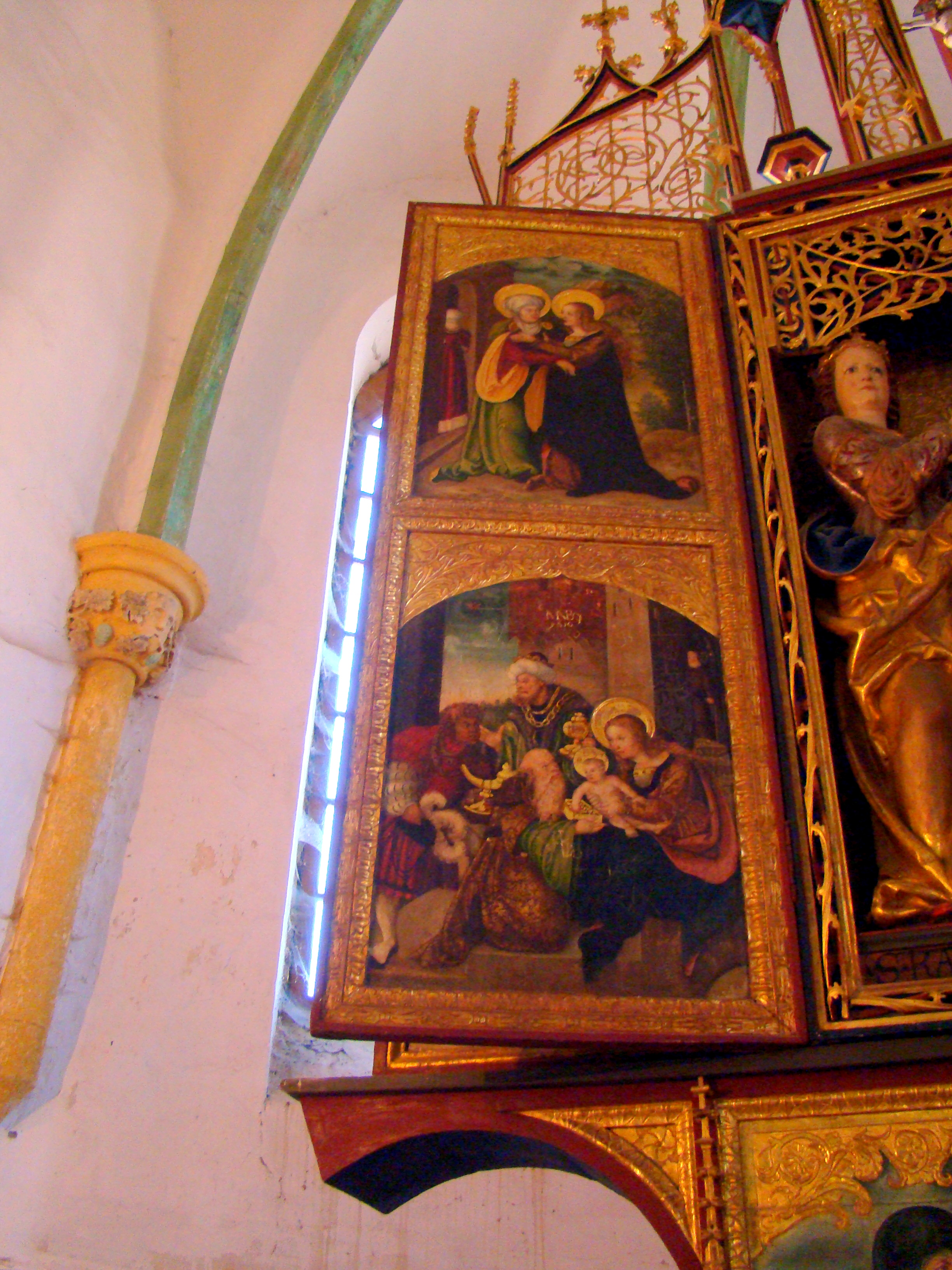
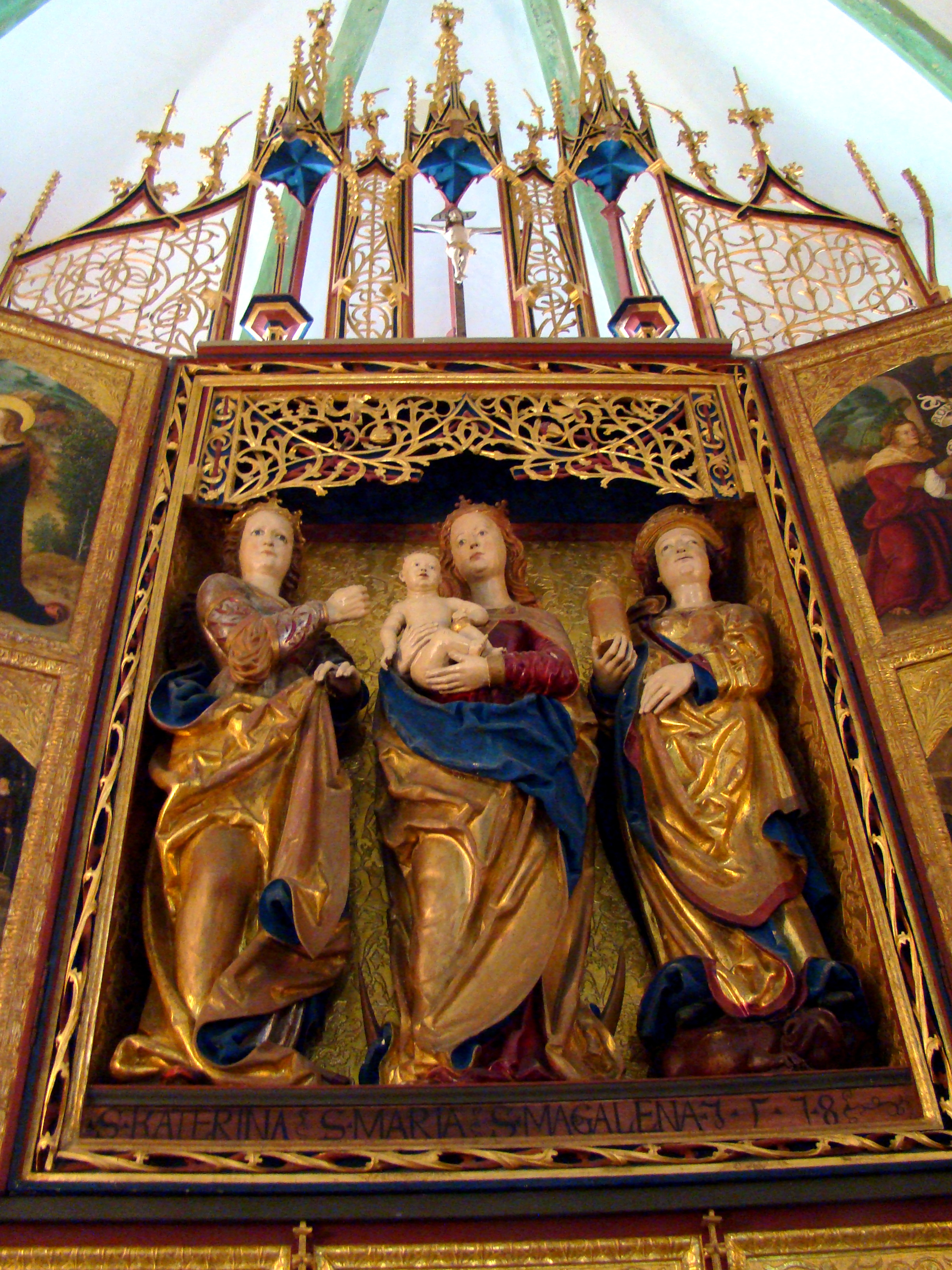
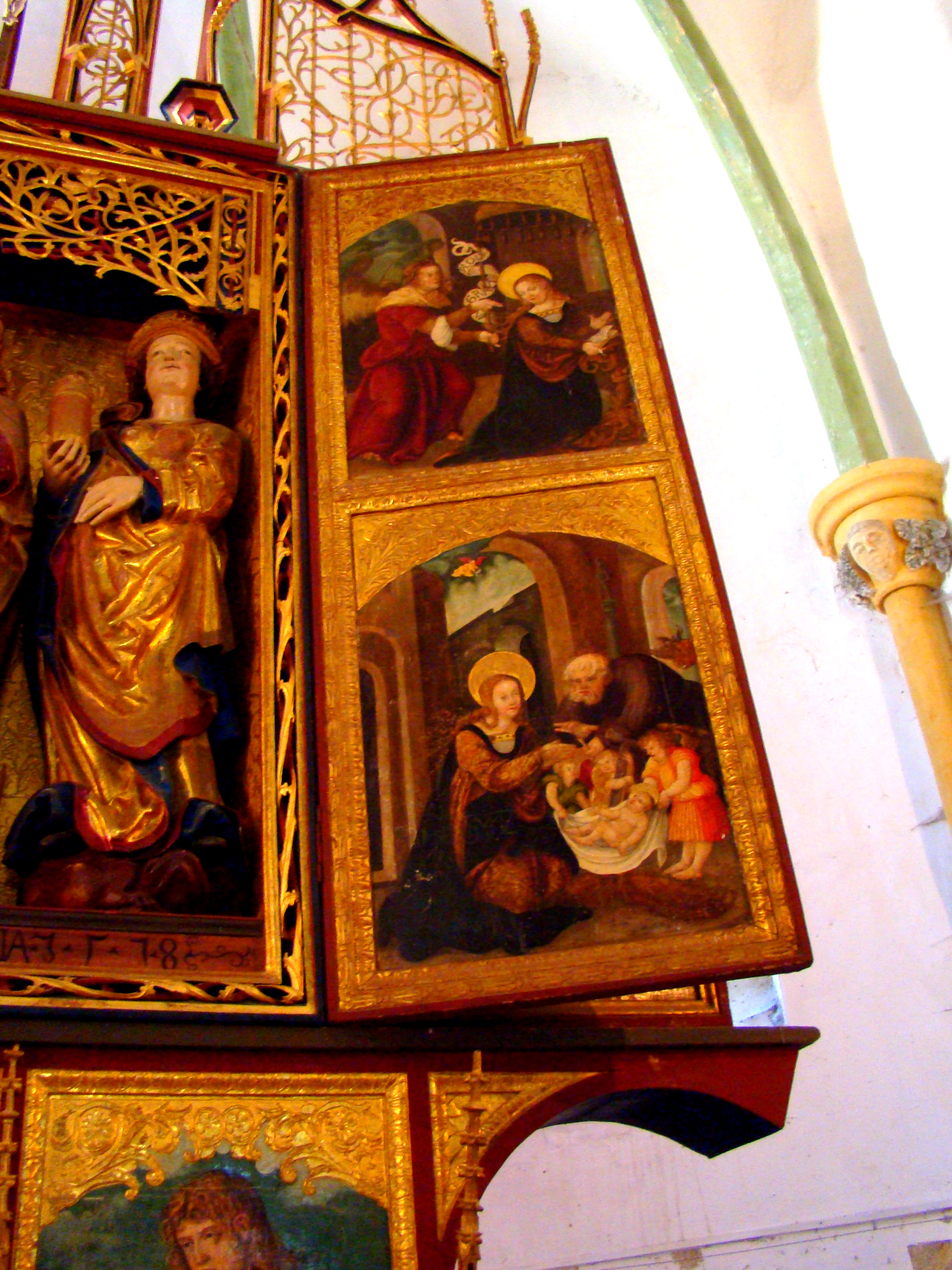
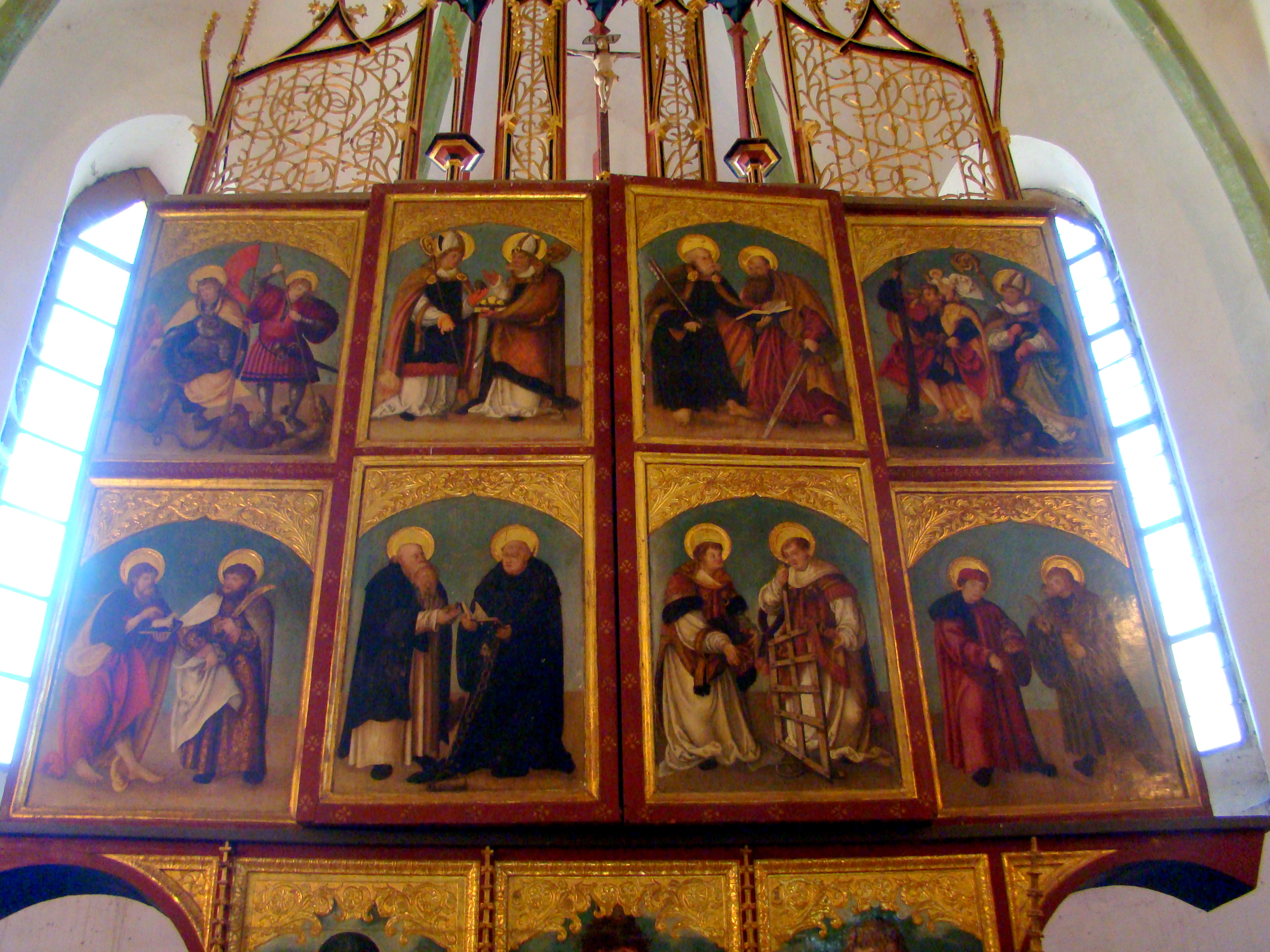

Predela prezintă o scenă din trei imagini, fiecare într-o ramă aurită: în centru este Iisus care se ridică din mormântul deschis. La stânga, se află Maria îndurerată, iar la dreapta discipolul Ioan. 
Coronamentul înalt al altarului este ornamentat cu cinci turnuri și numeroase coloane.

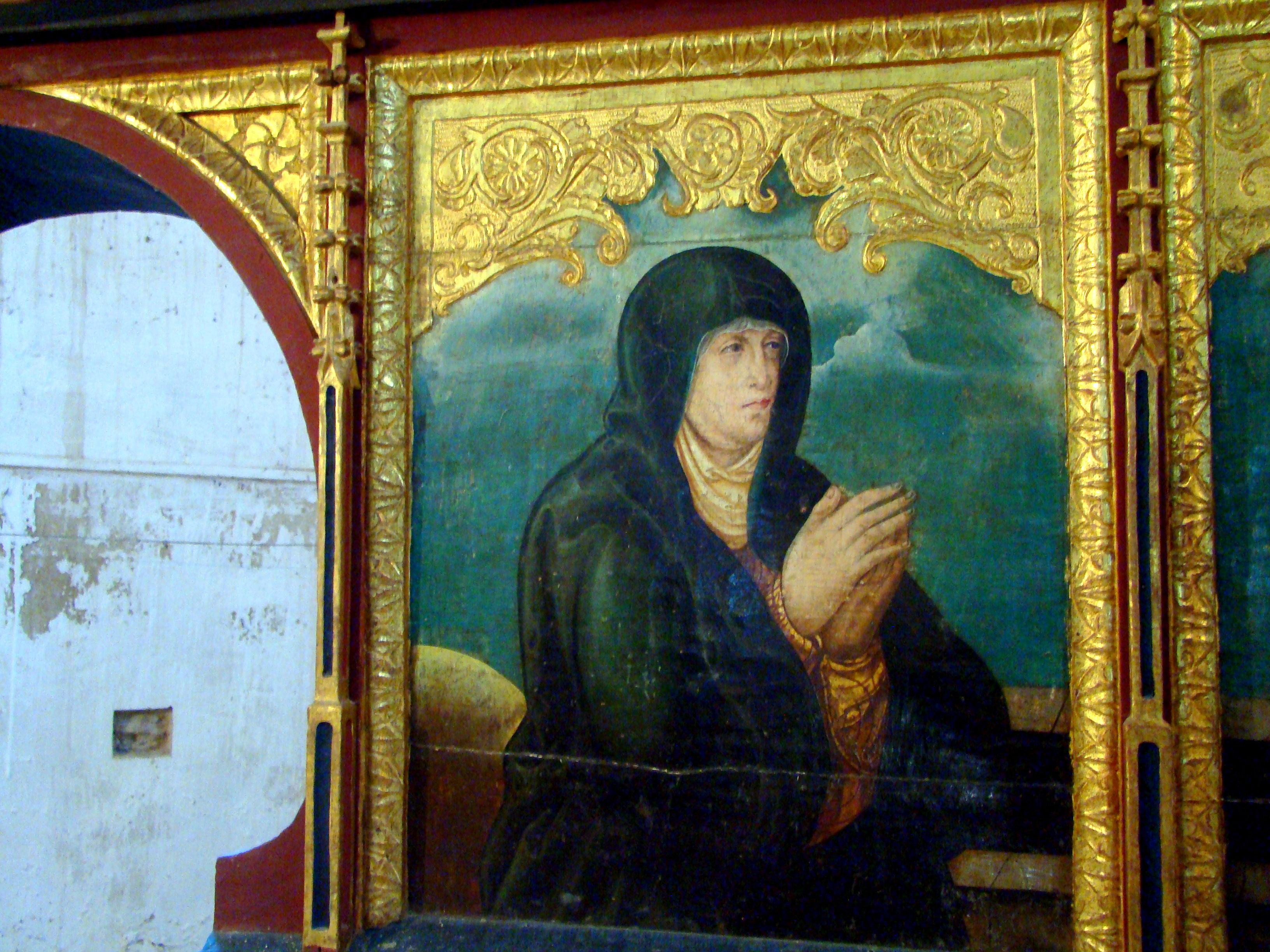
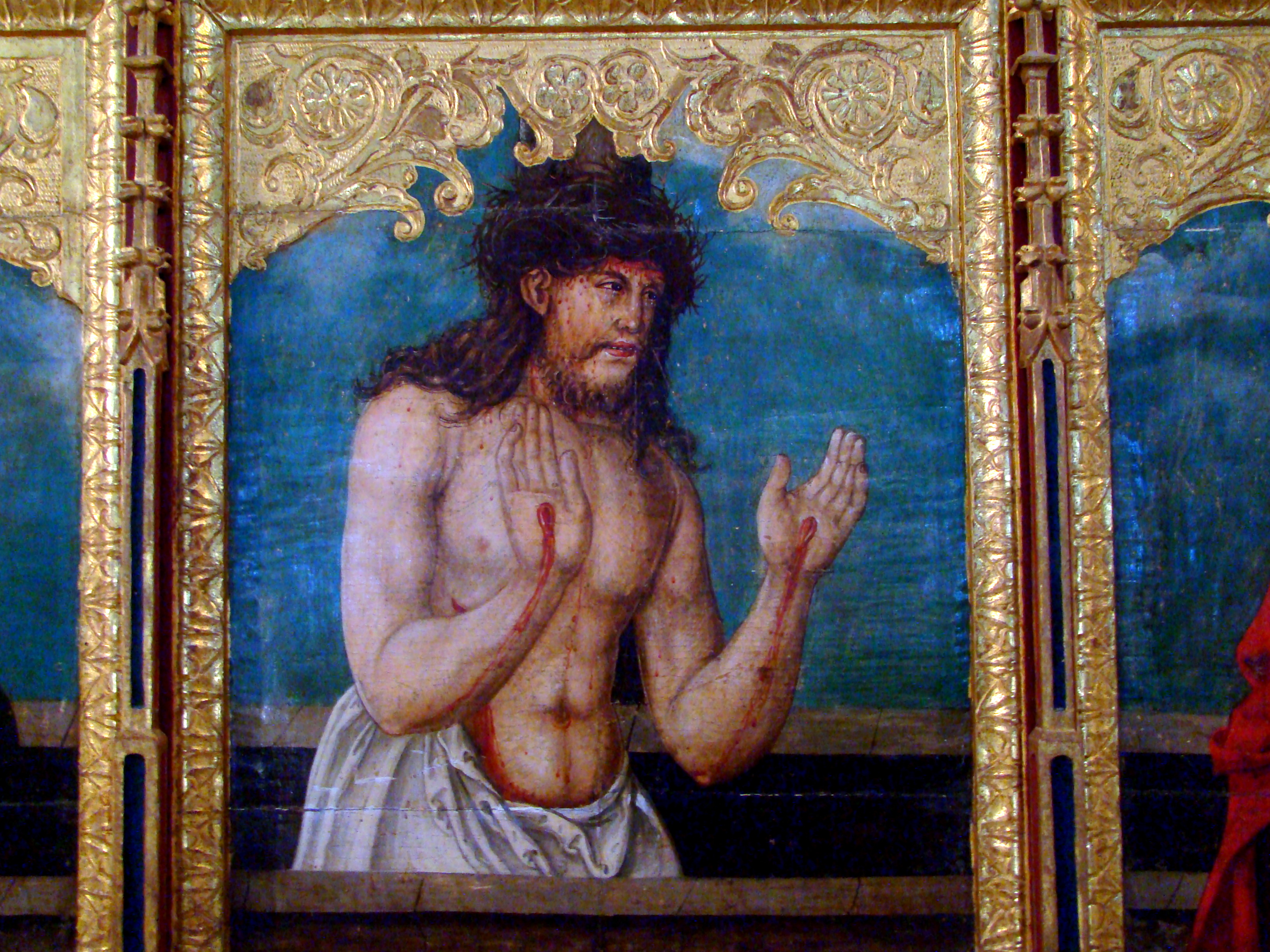
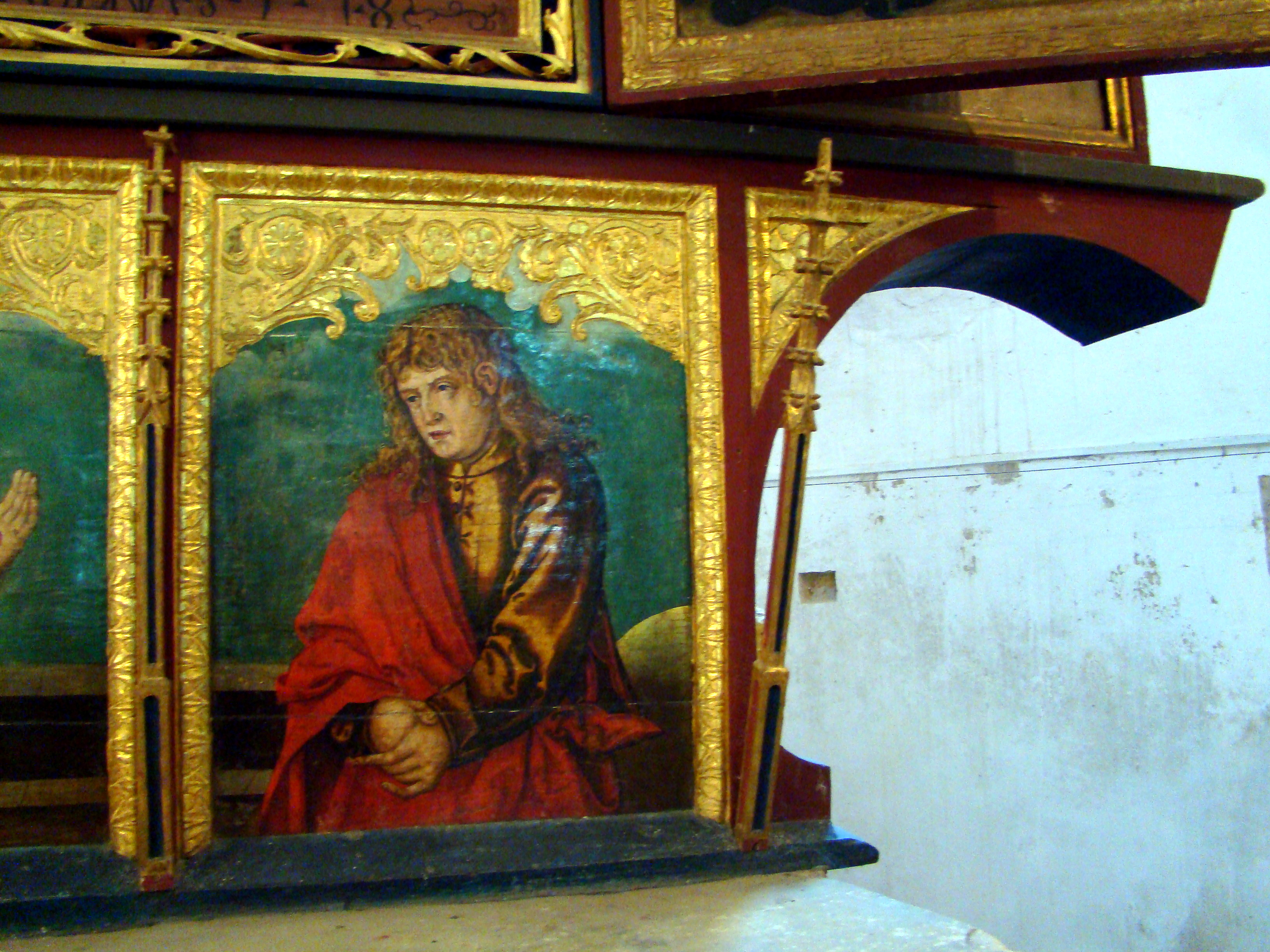
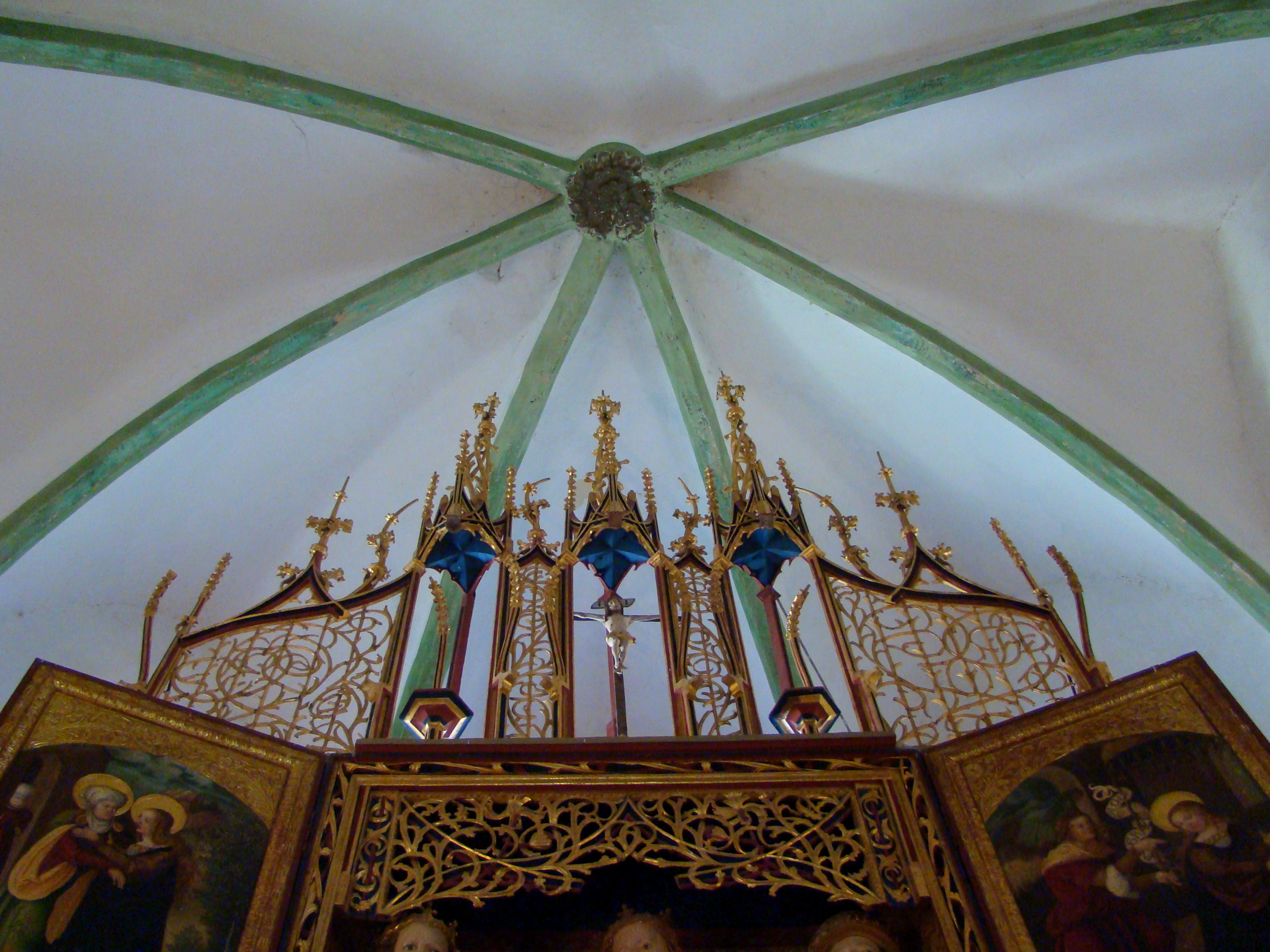

## Stranele
În interiorul bisericii se află cele mai vechi strane sculptate rămase in bisericile săsești din Transilvania, împodobite cu intarsii și executate de Johannes Reychmuth în 1533, conform inscriptiei bine păstrate  de pe strana din partea de sud a corului: „Hoc opus perfectum per me Johannem Reichmut mesatore schegeswariensem ad laudem et honore Marie Virginis, A. 1533."

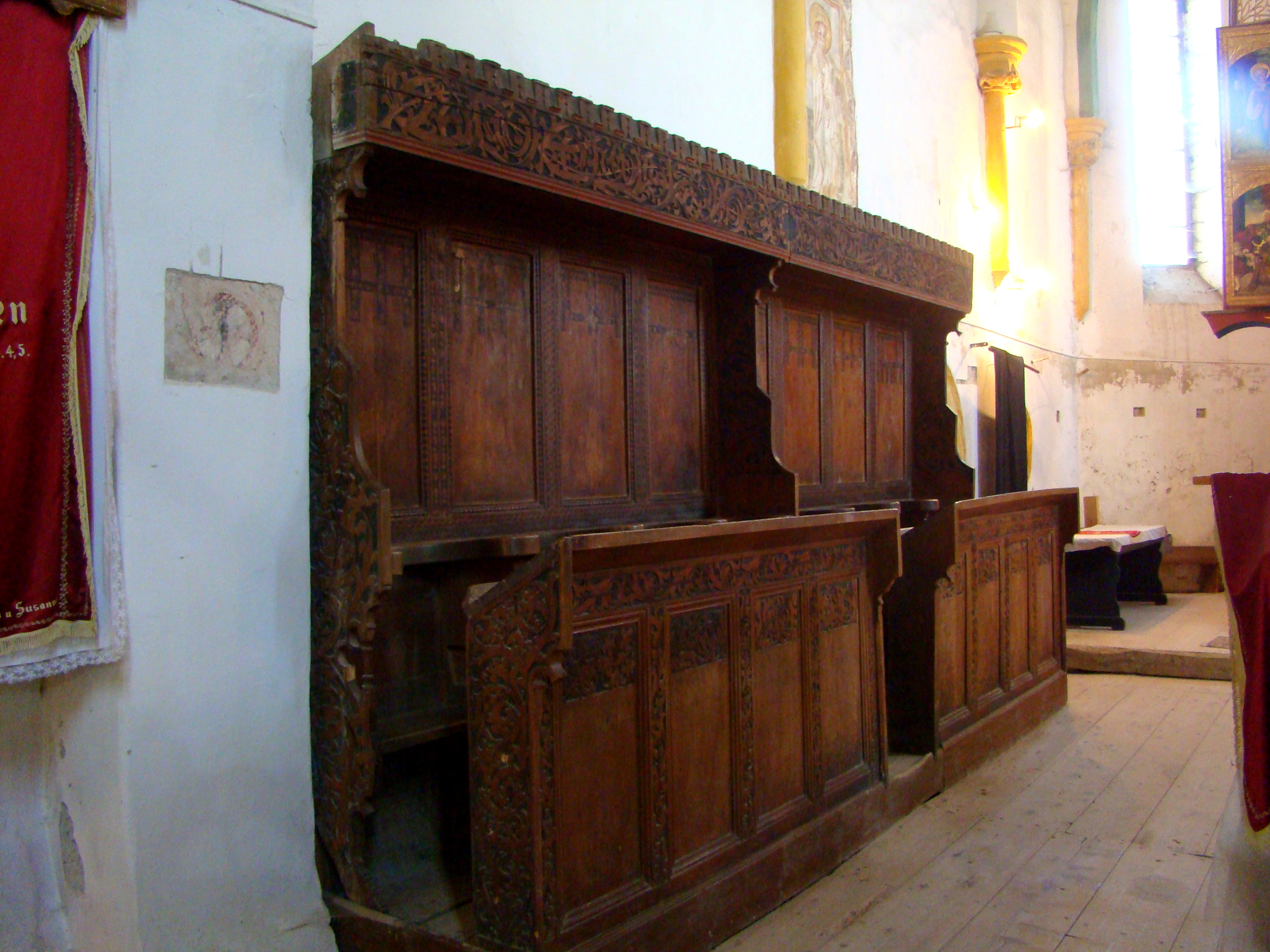
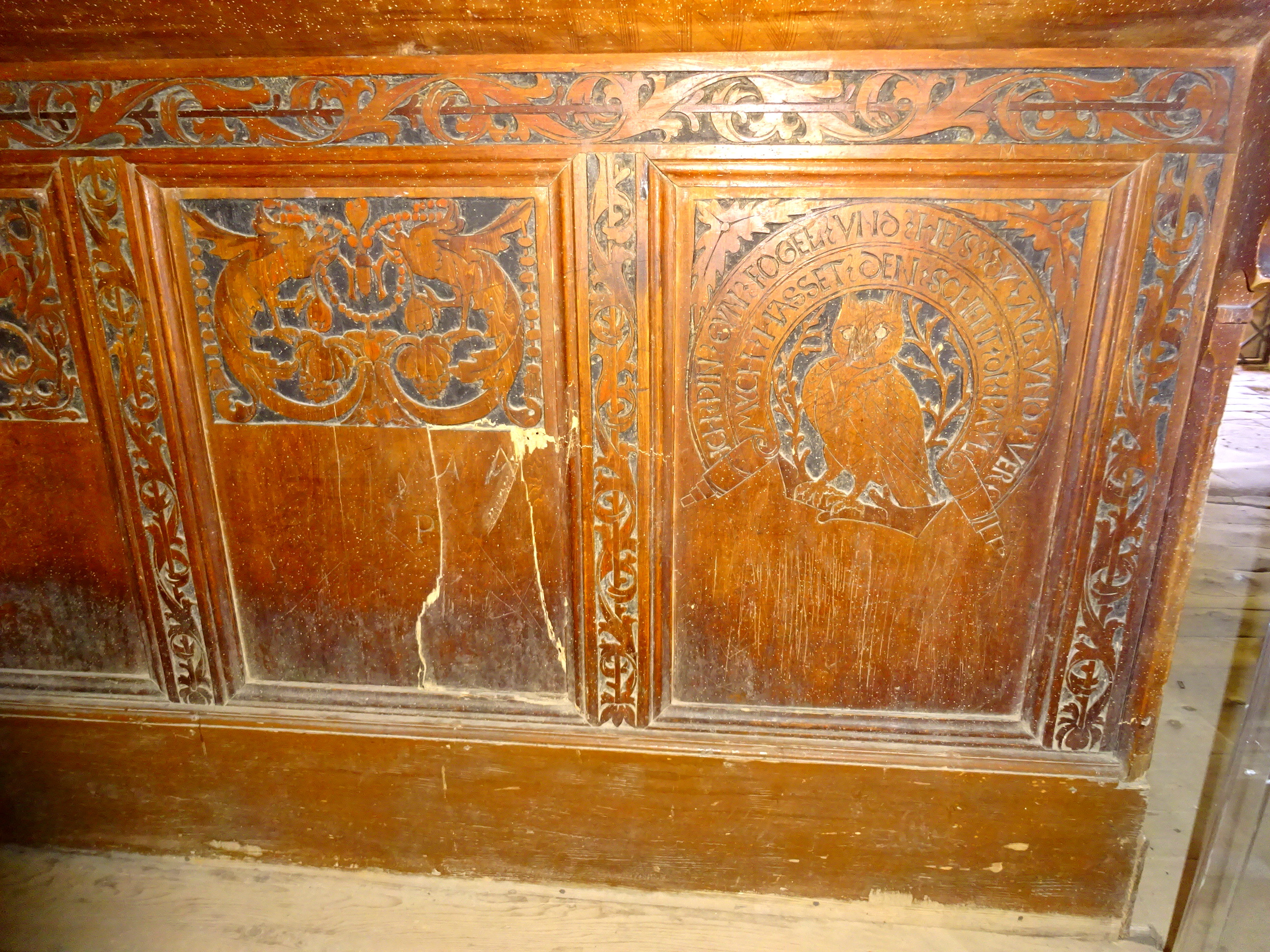
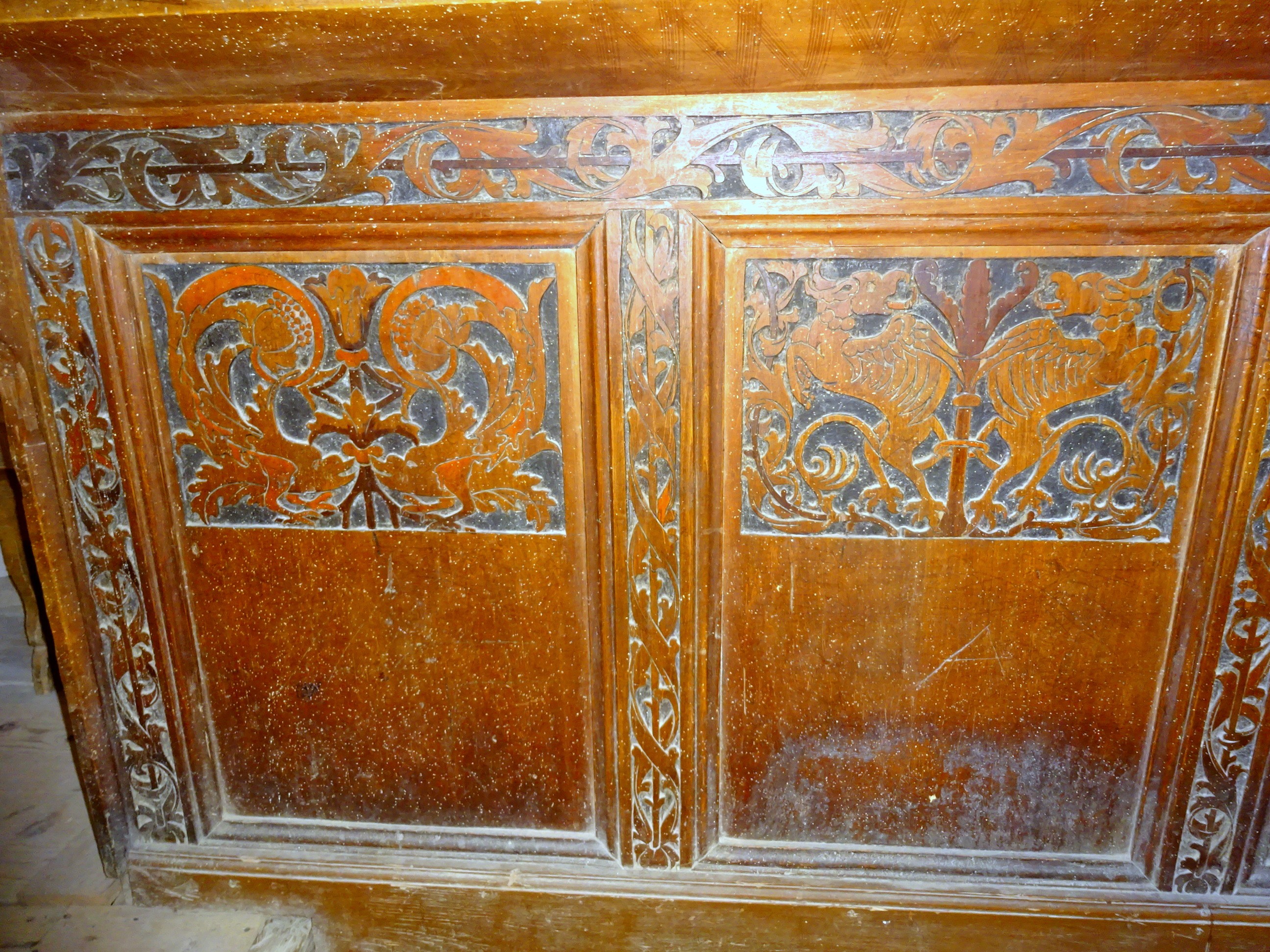
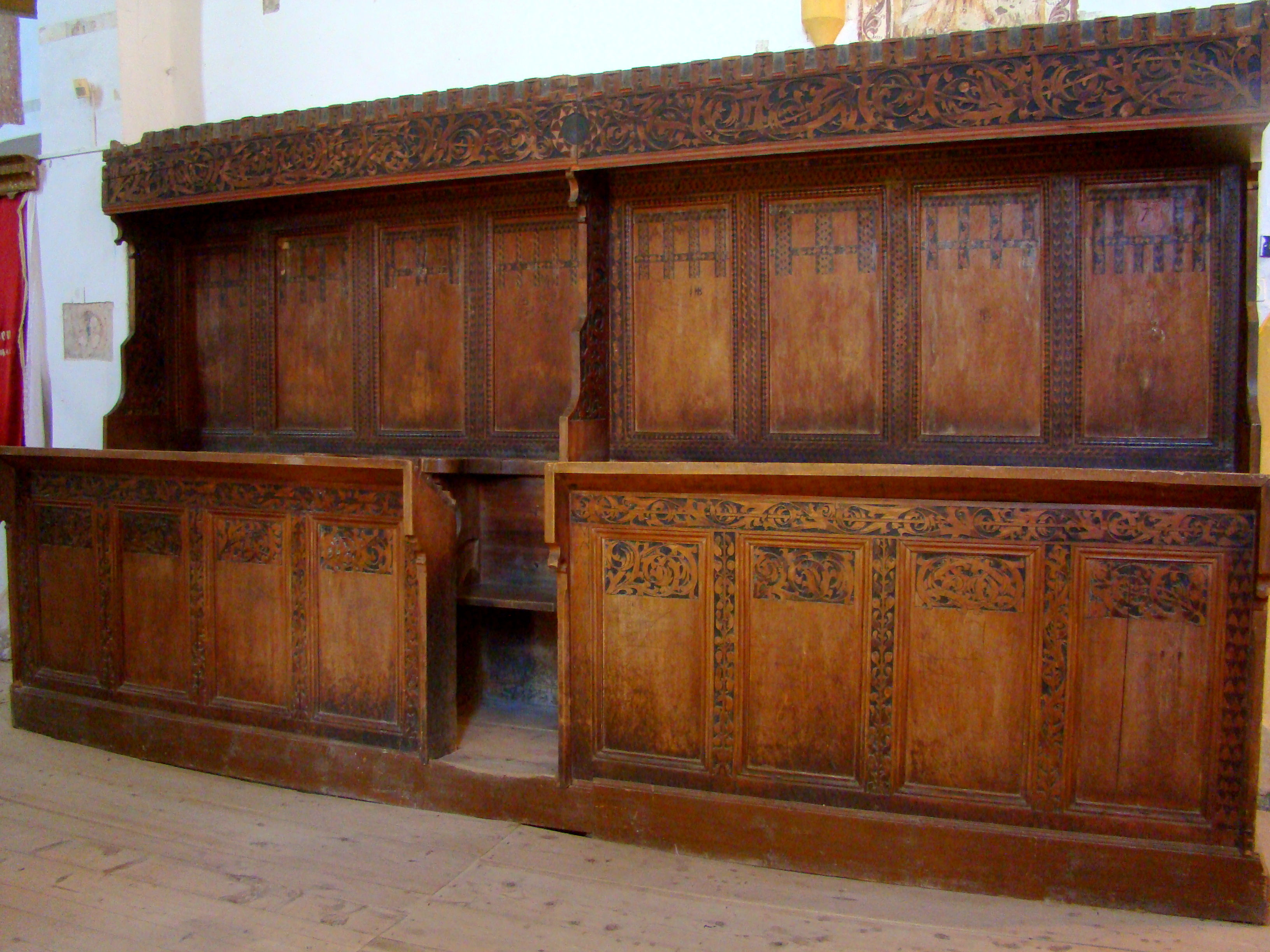
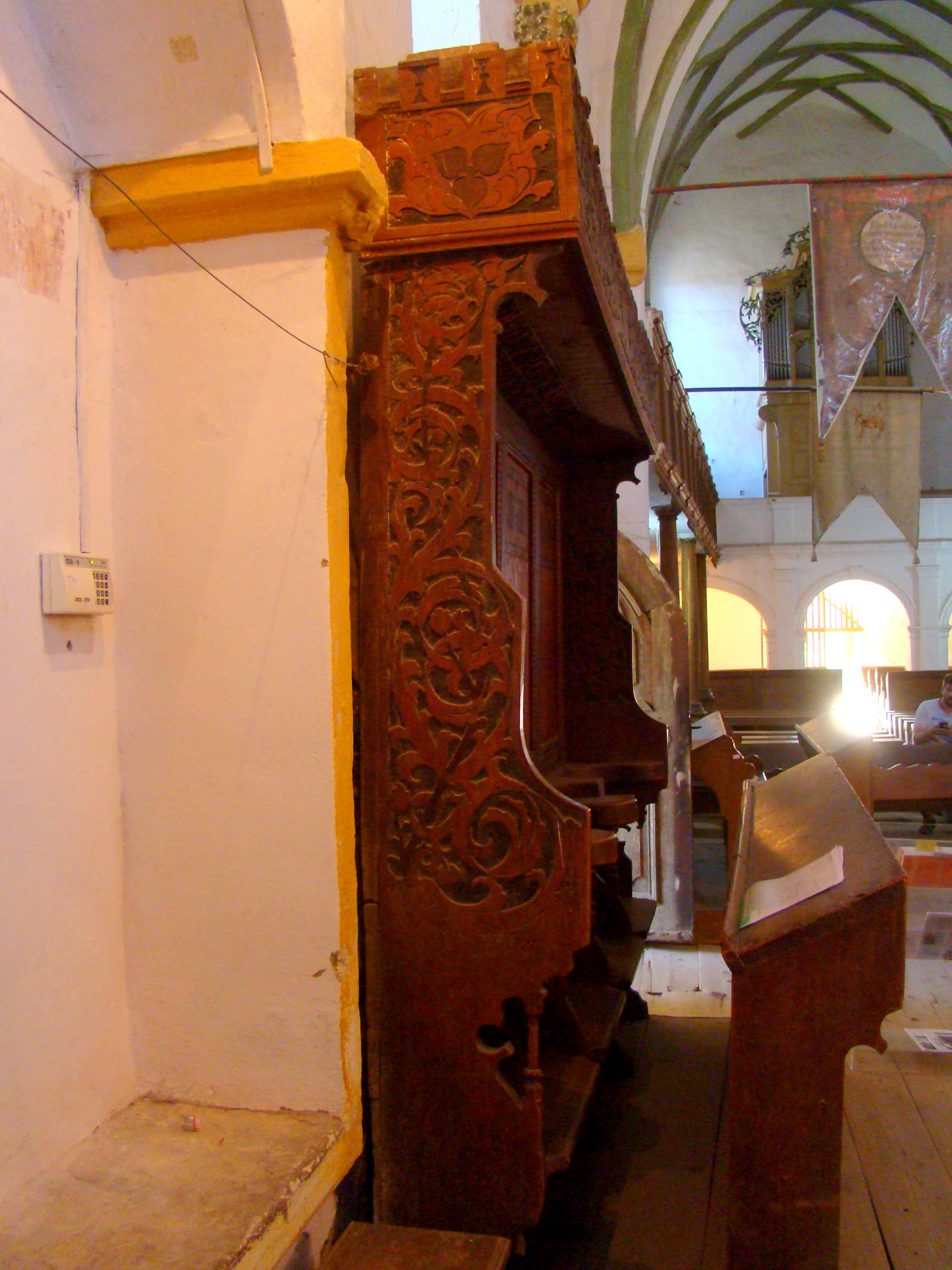
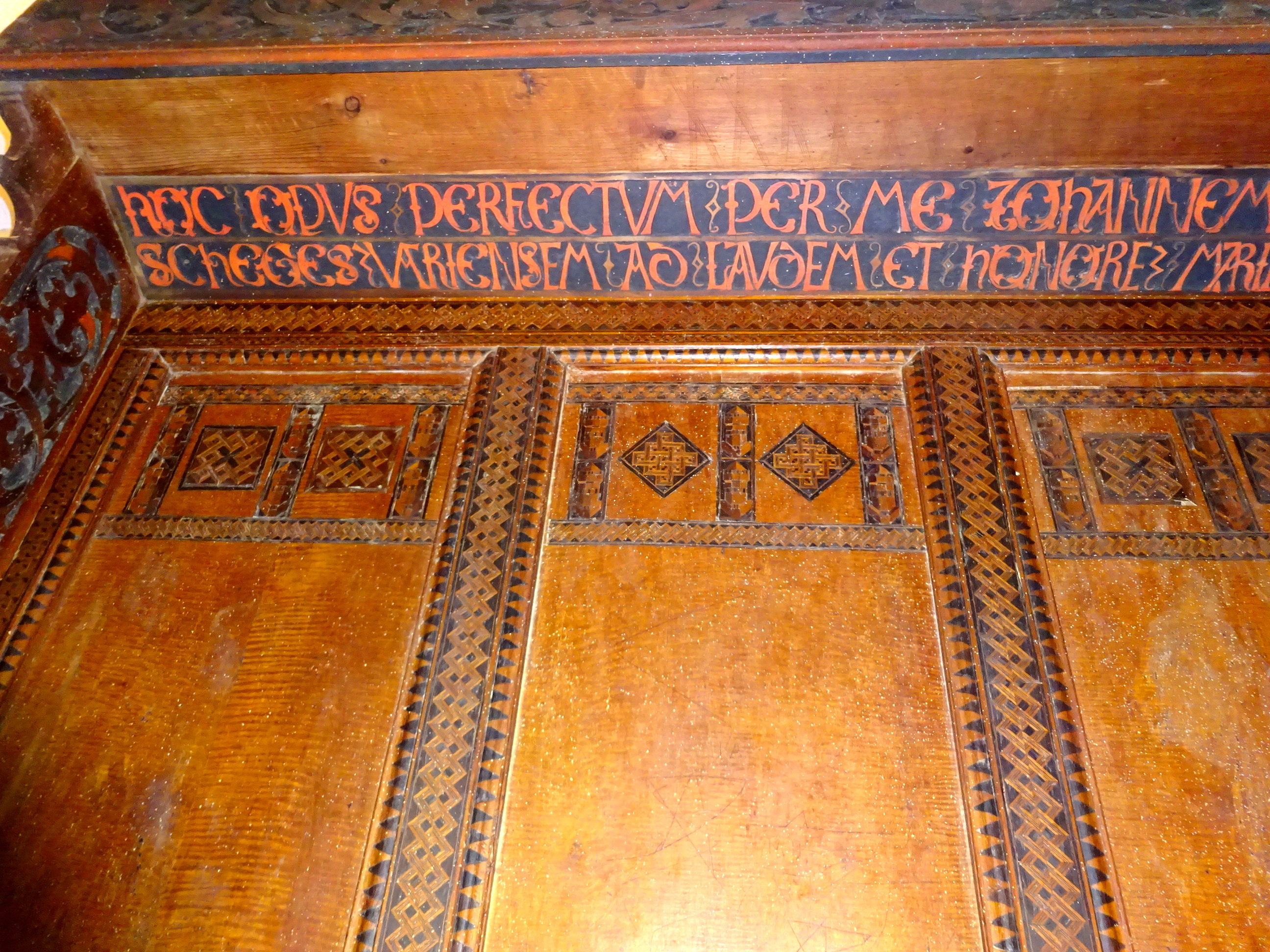
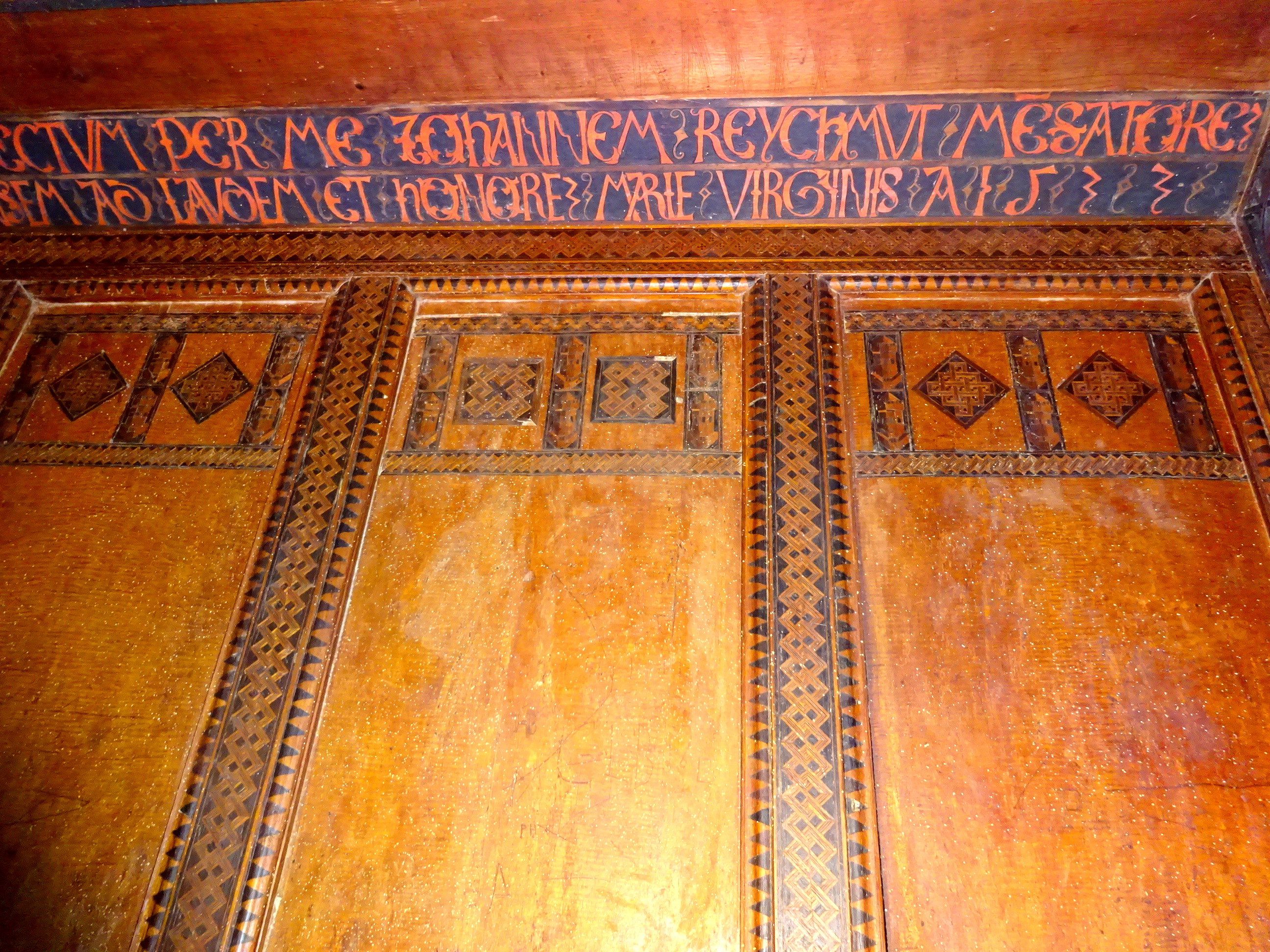
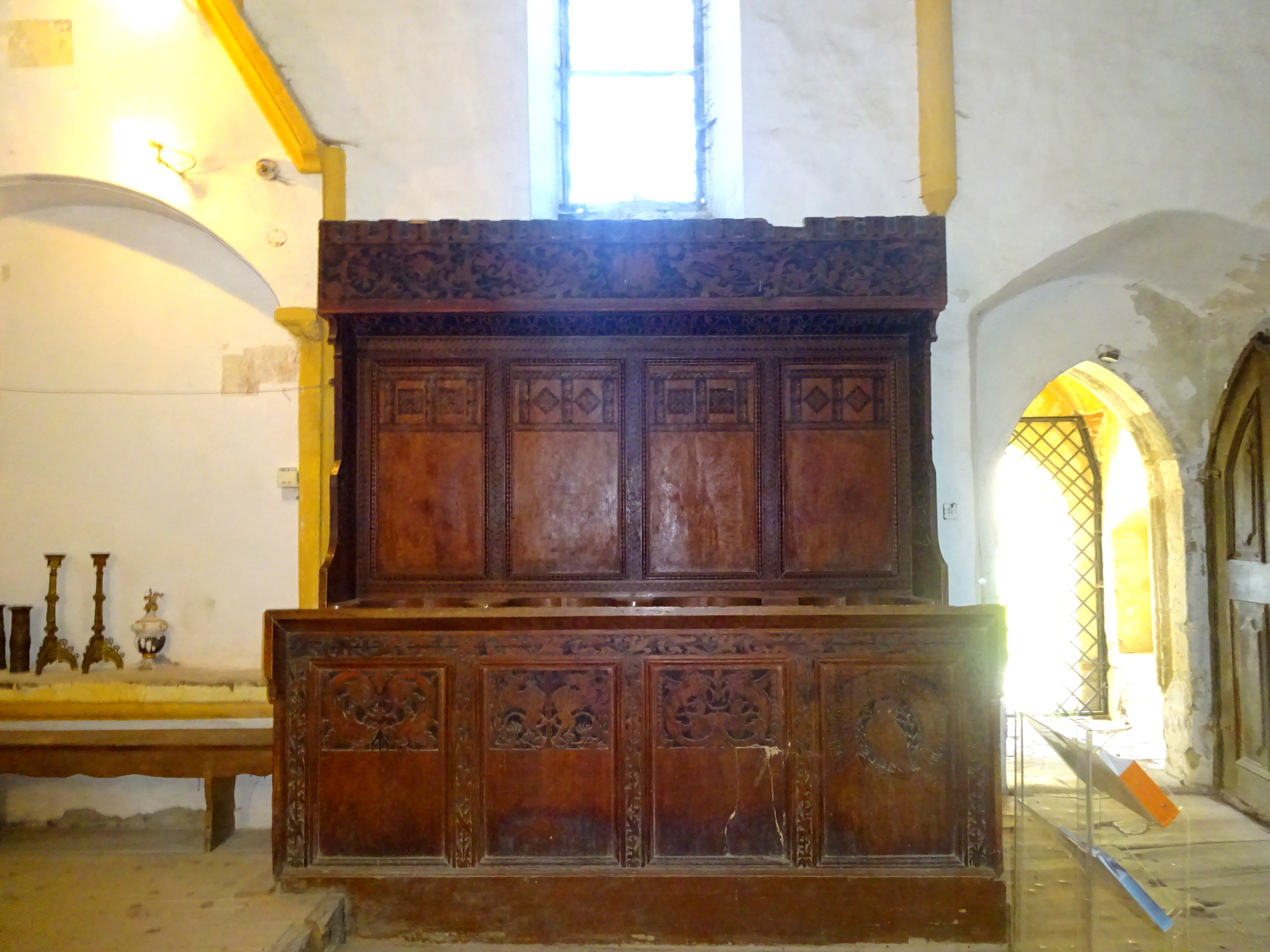

## Orga bisericii
Orga este situată în balconul vestic al bisericii. În forma sa actuală este opera lui Carl Einschenk, care a reconstruit în anul 1921 orga maestrului Samuel J. Maetz din 1804, deoarece tuburile fuseseră rechiziționate în Primul Război Mondial. Realizată în stil rococo, cu ornamente florale verzi și aurii.

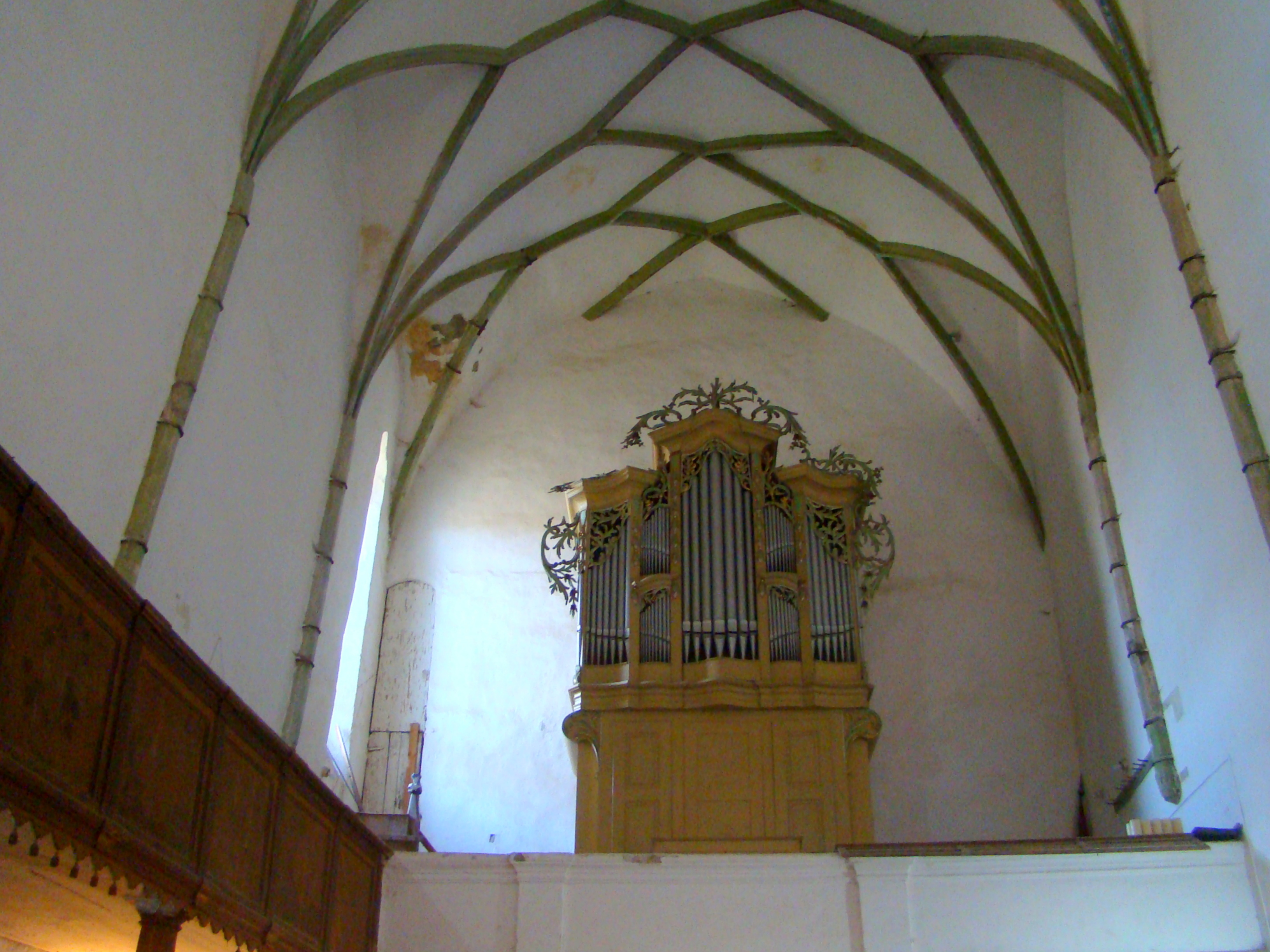
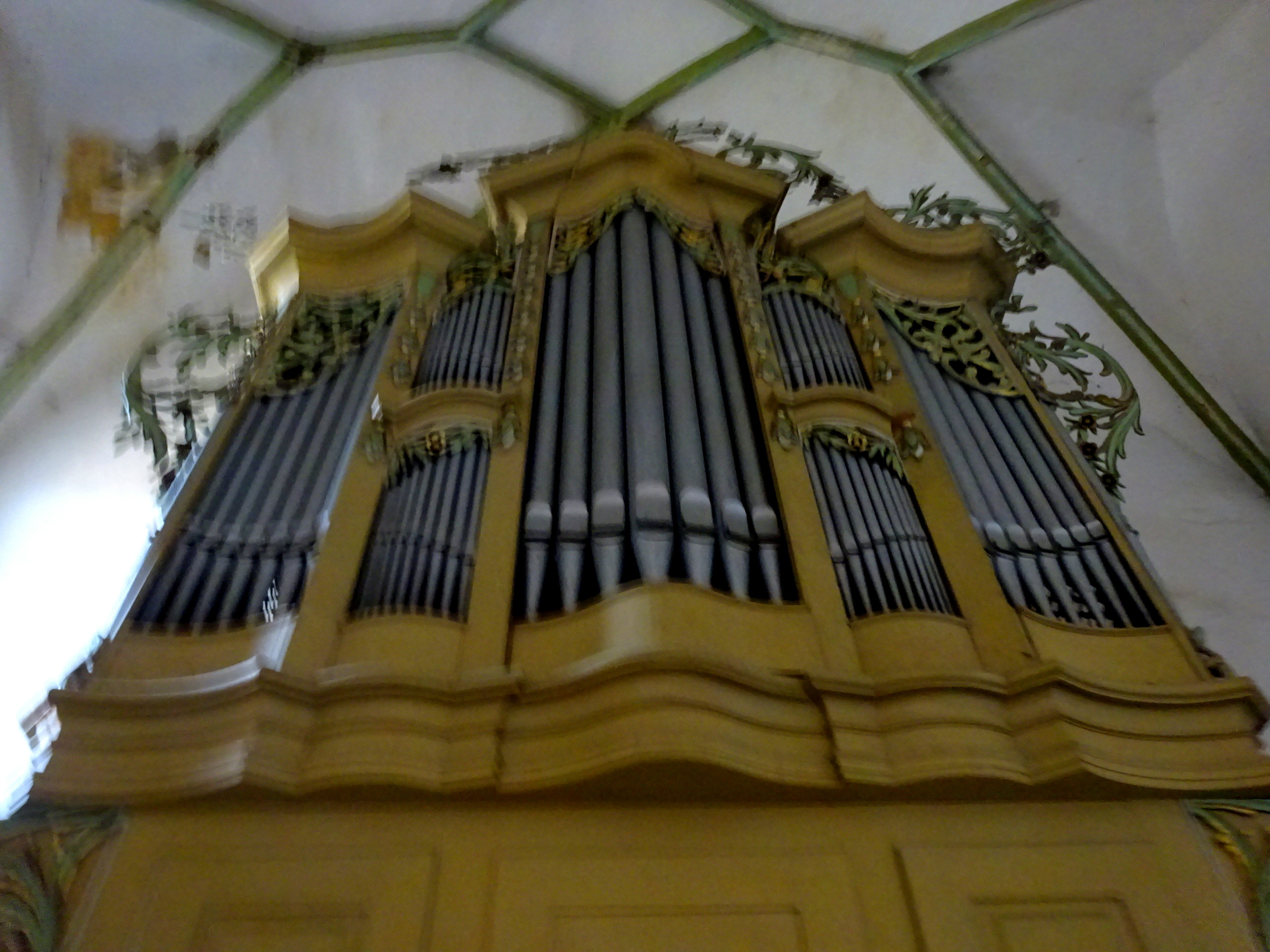
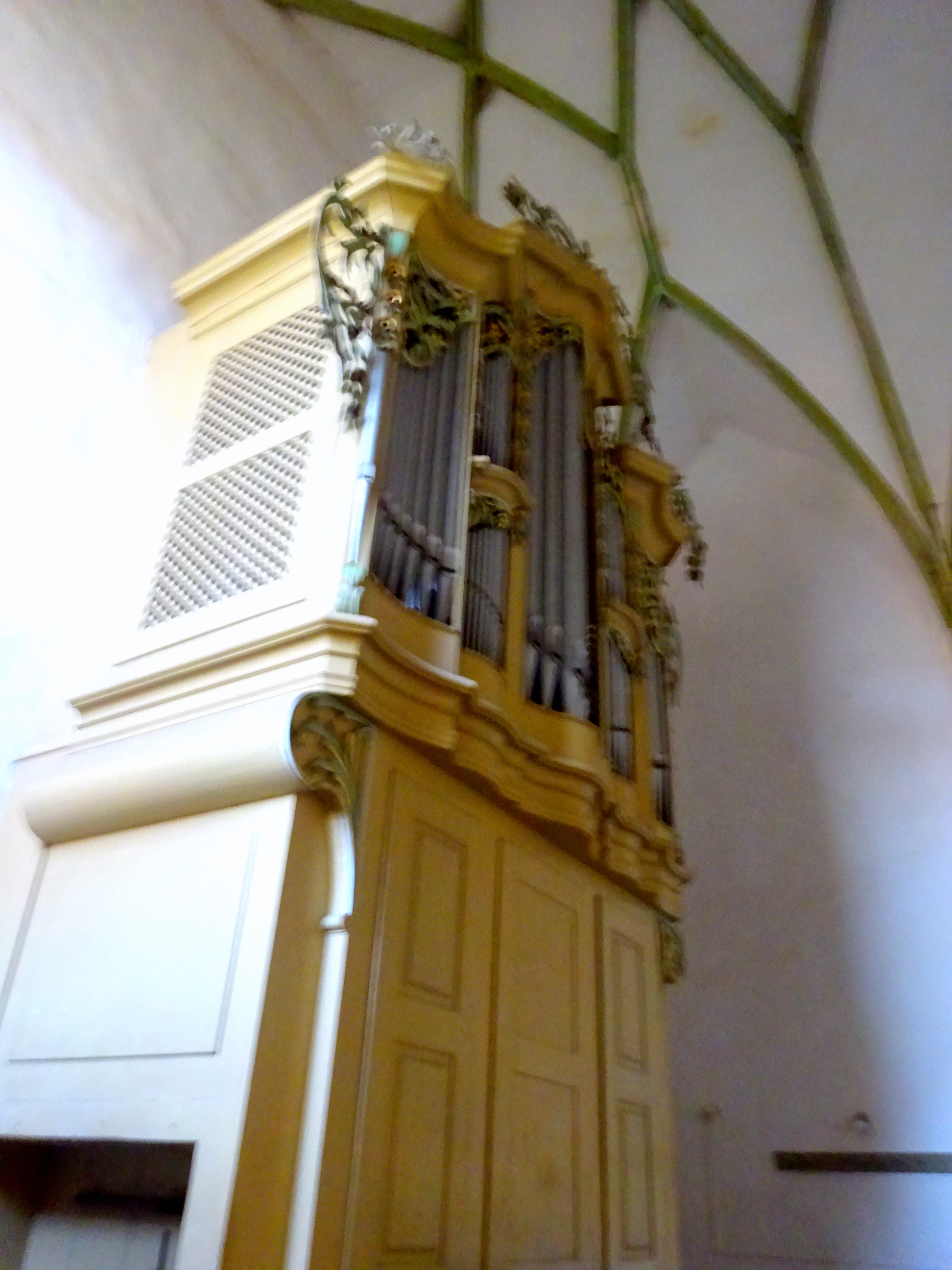
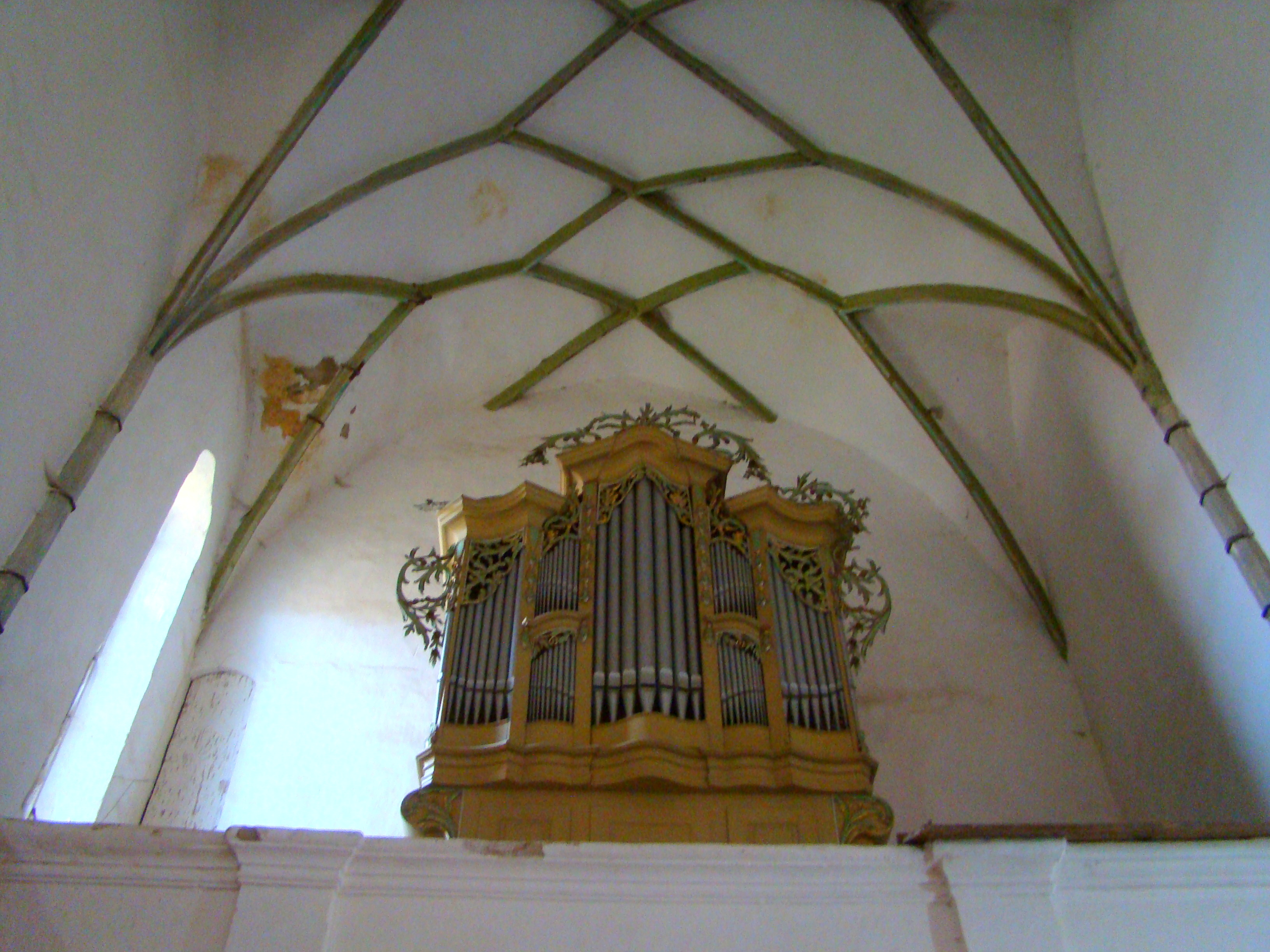

## Portalurile
Ridicată pe locul unei vechi basilici, biserica impresionează prin dimensiunile ei şi ornamentaţia bogată și de o mare valoare artistică. Atât portalul de vest, de la baza turnului-clopotniță, cât şi cel de sud sunt ornate cu sculpturi de mare valoare, considerate a fi printre cele mai reuşite opere în piatră din Transilvania.

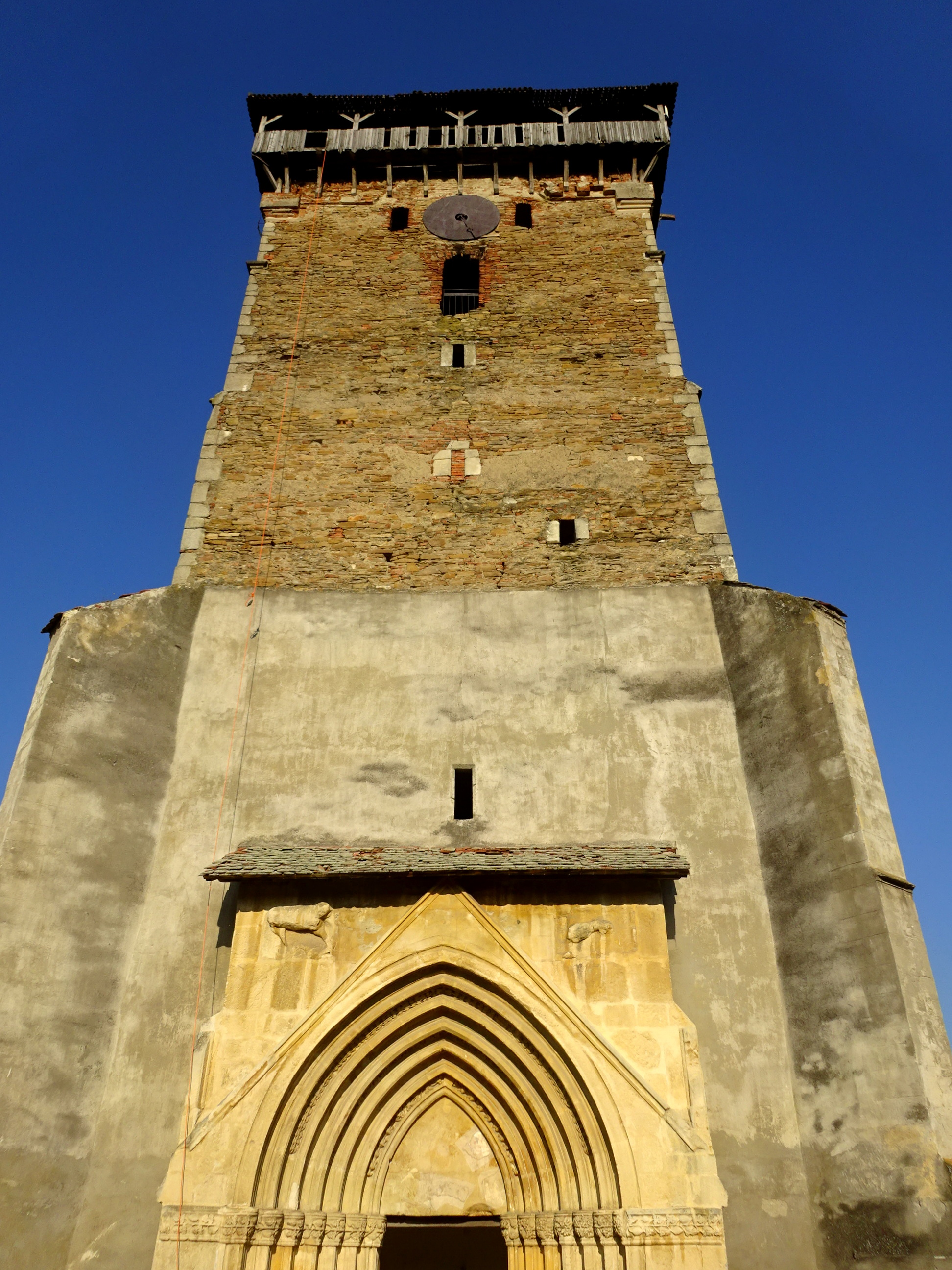
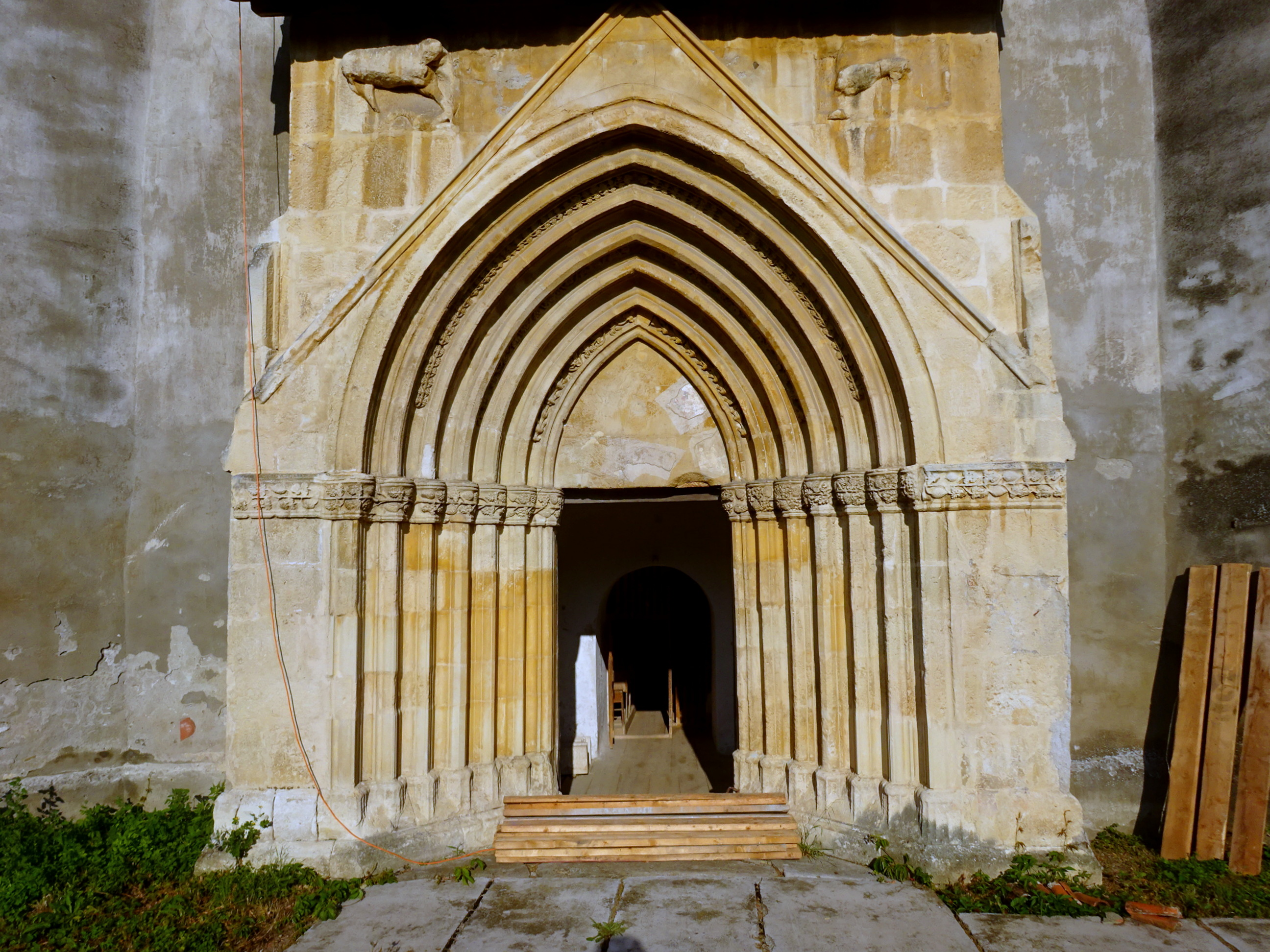
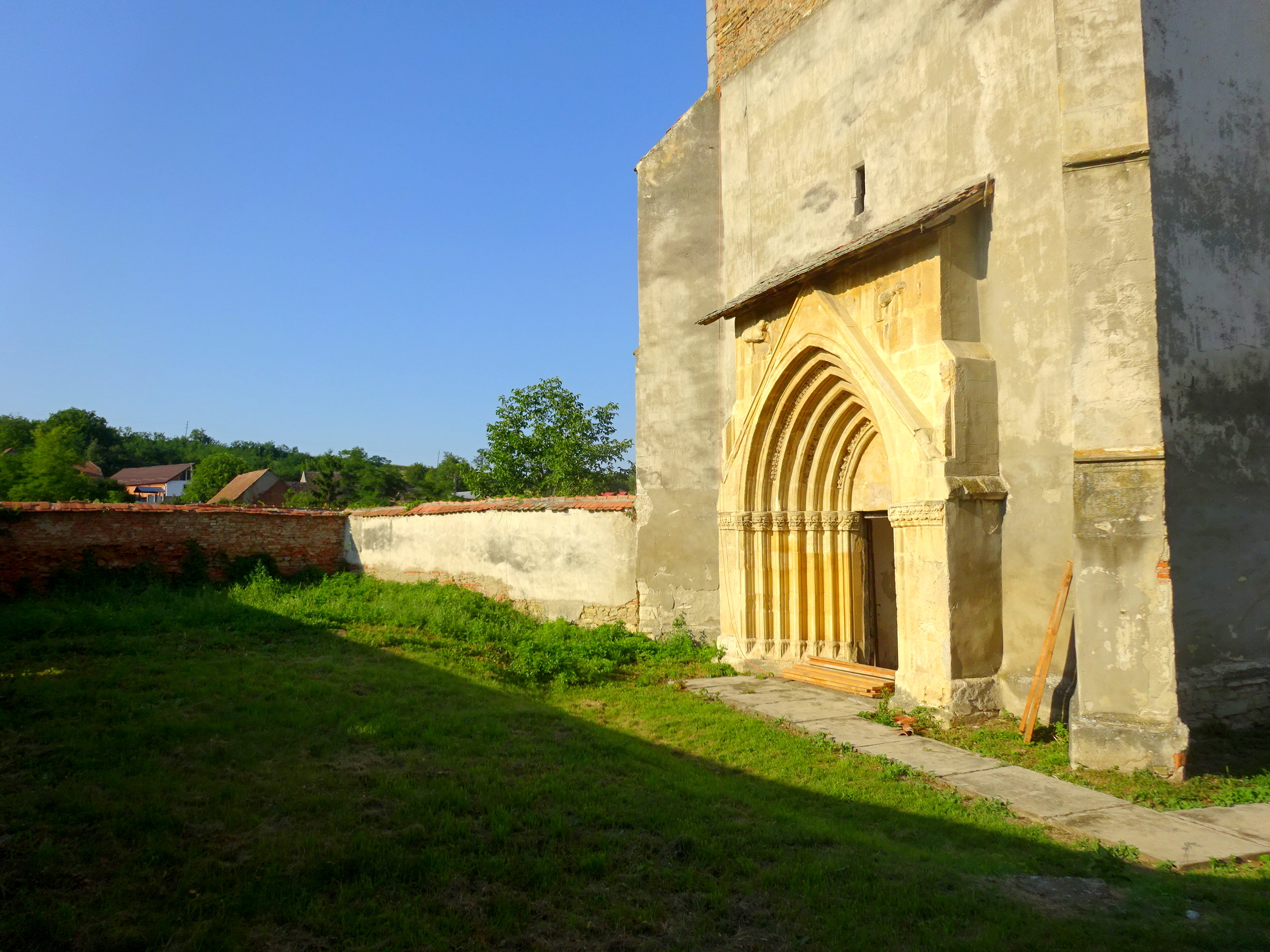
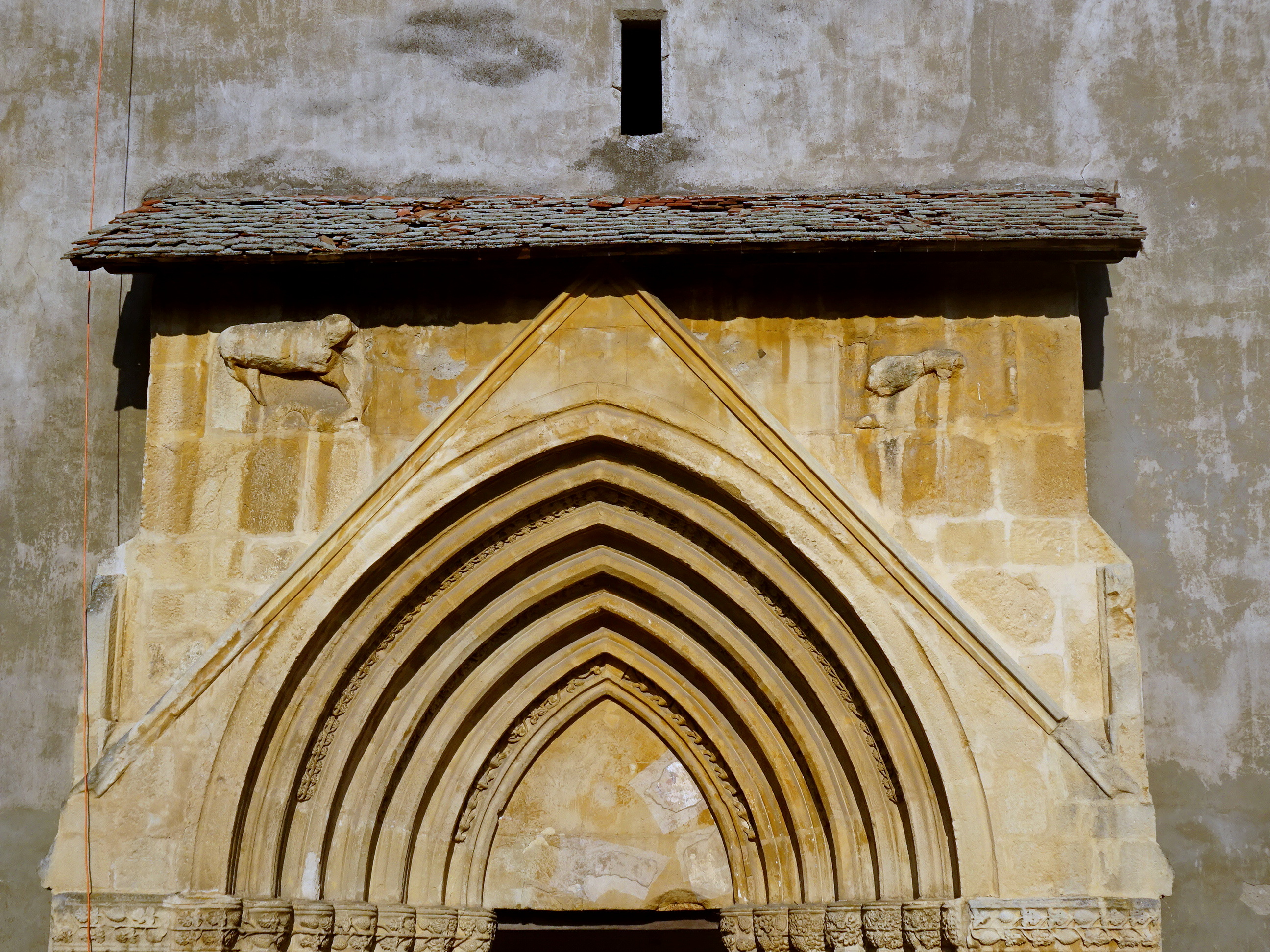
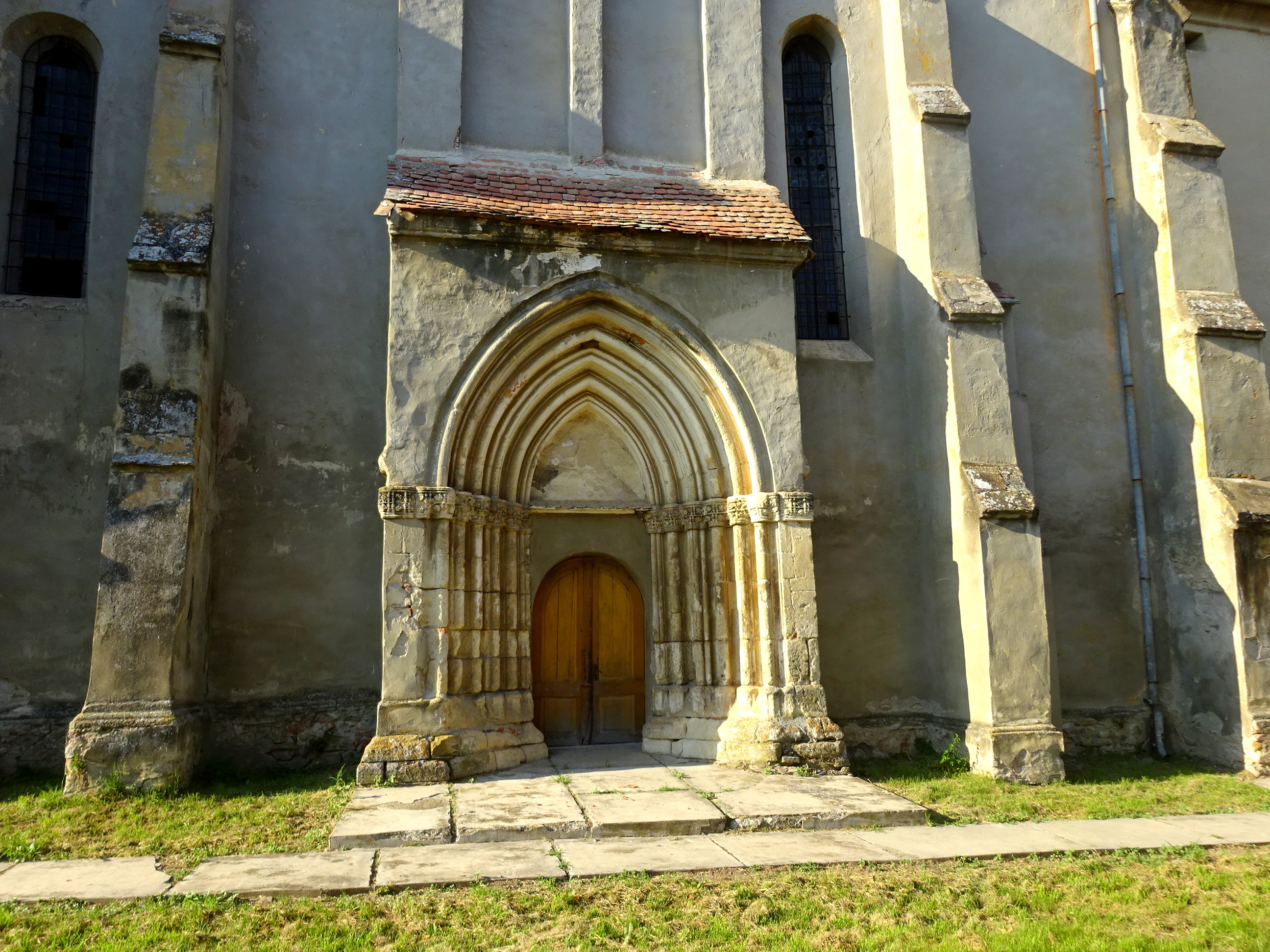
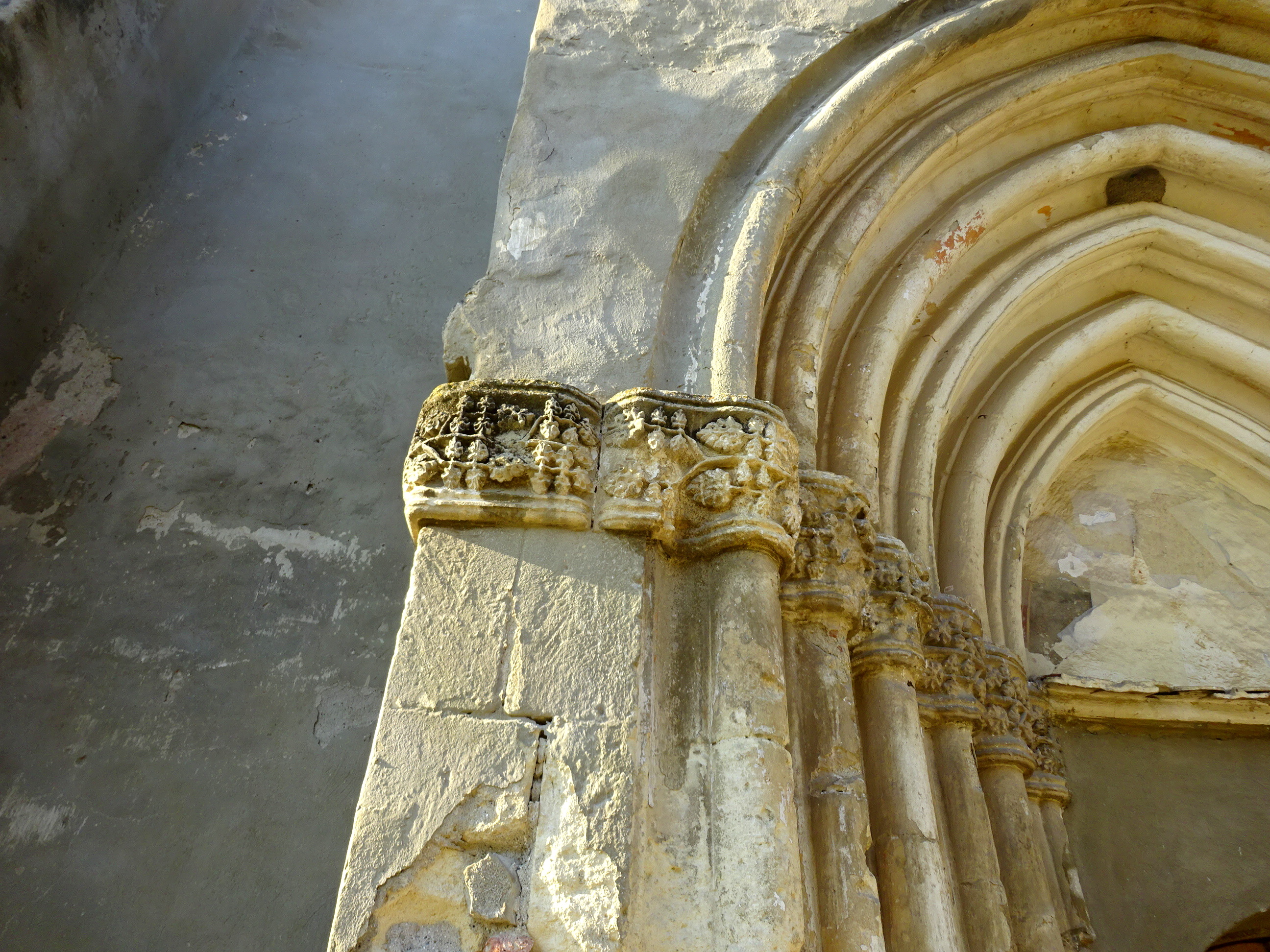
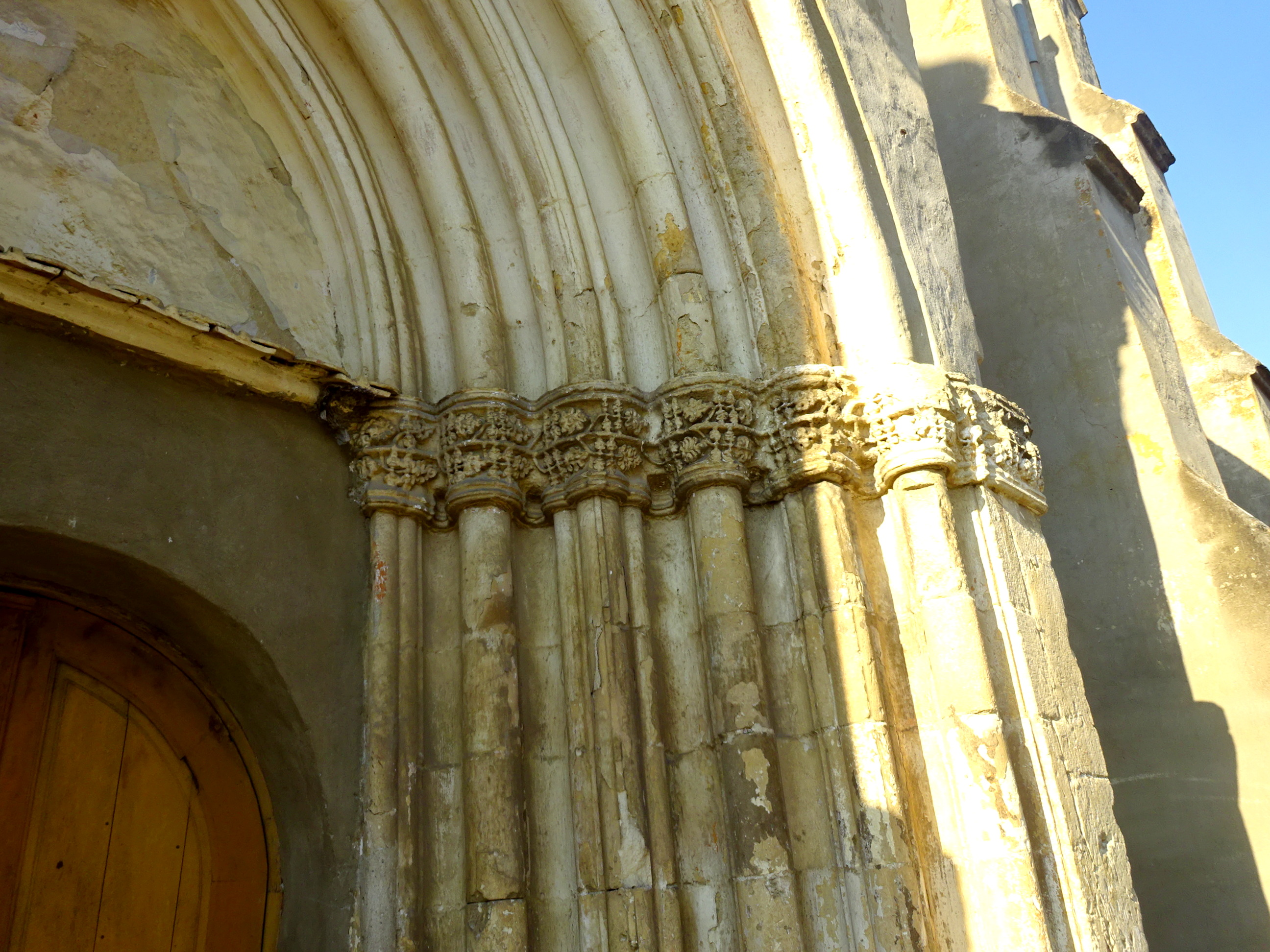
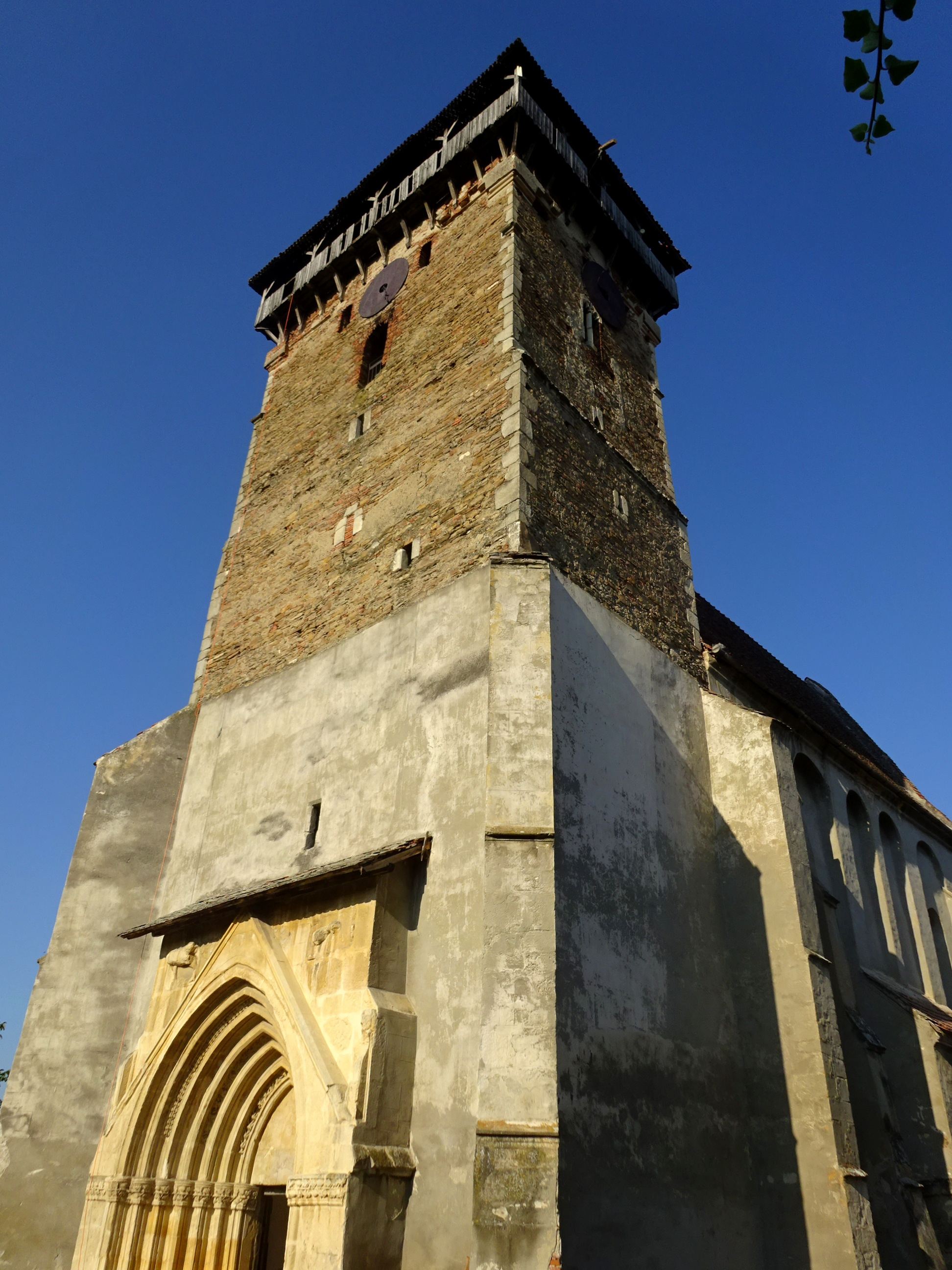

## Biserica-sală
Nava a fost construită înainte de anul 1421, în stilul goticului matur. Este o sală lungă si îngustă, acoperită de o boltă pe nervuri.  Intrarea în sacristie se află pe peretele nordic al corului, iar corul, boltit și el pe nervuri, datează din prima perioada de existență a clădirii. În partea din stânga a corului se găsește un tabernacul gotic de mici dimensiuni.

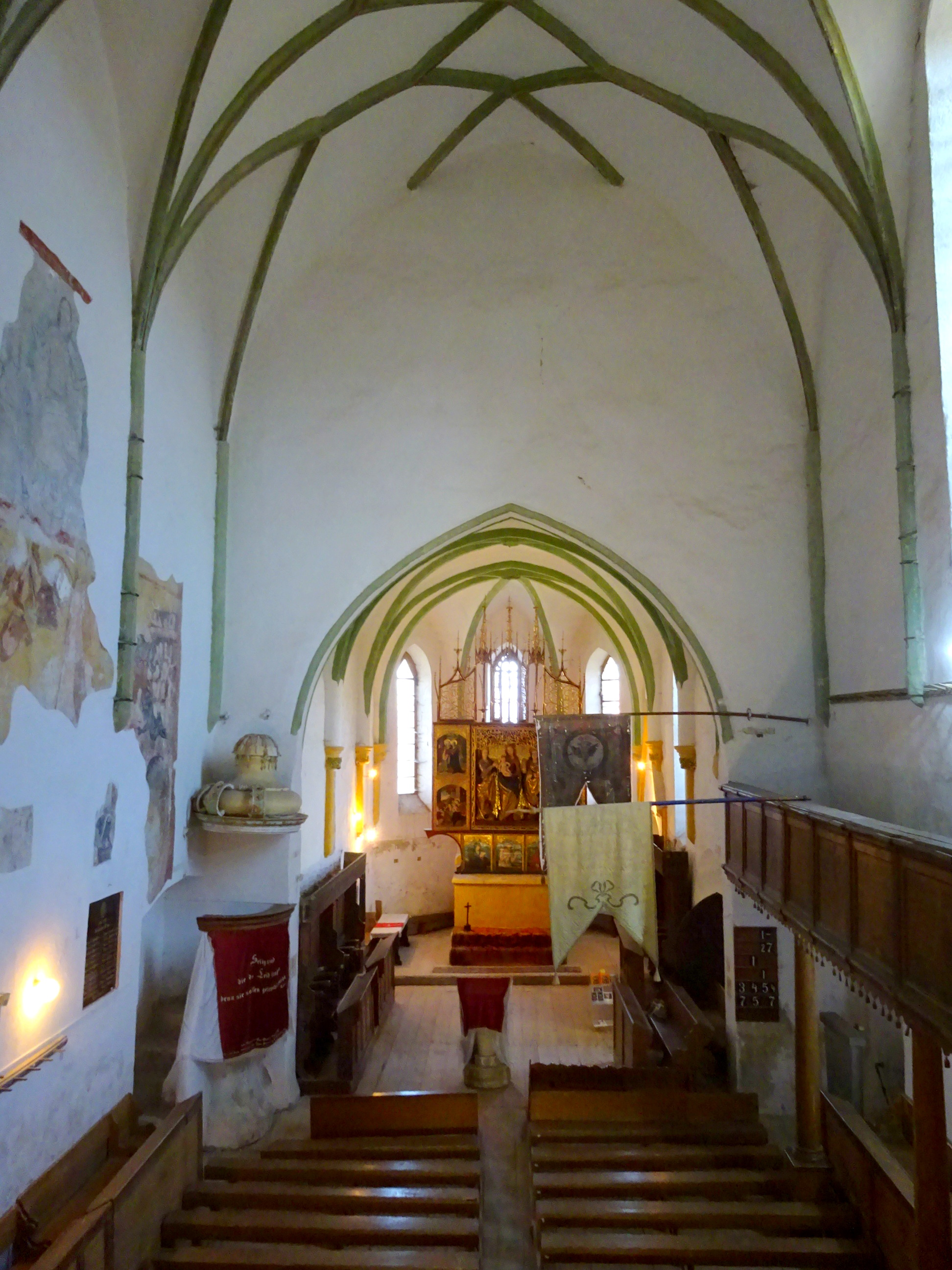
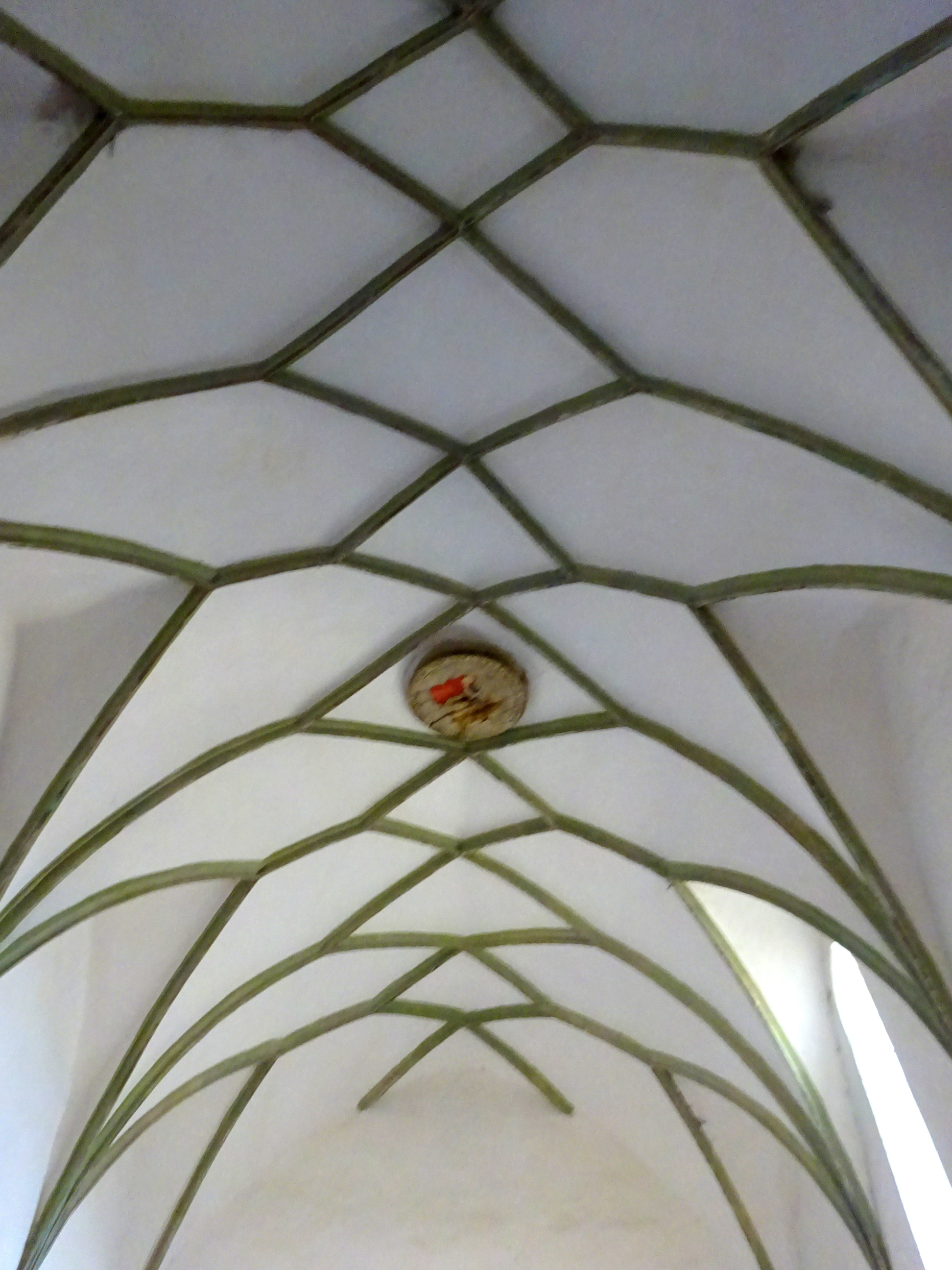
Bolta pe nervuri
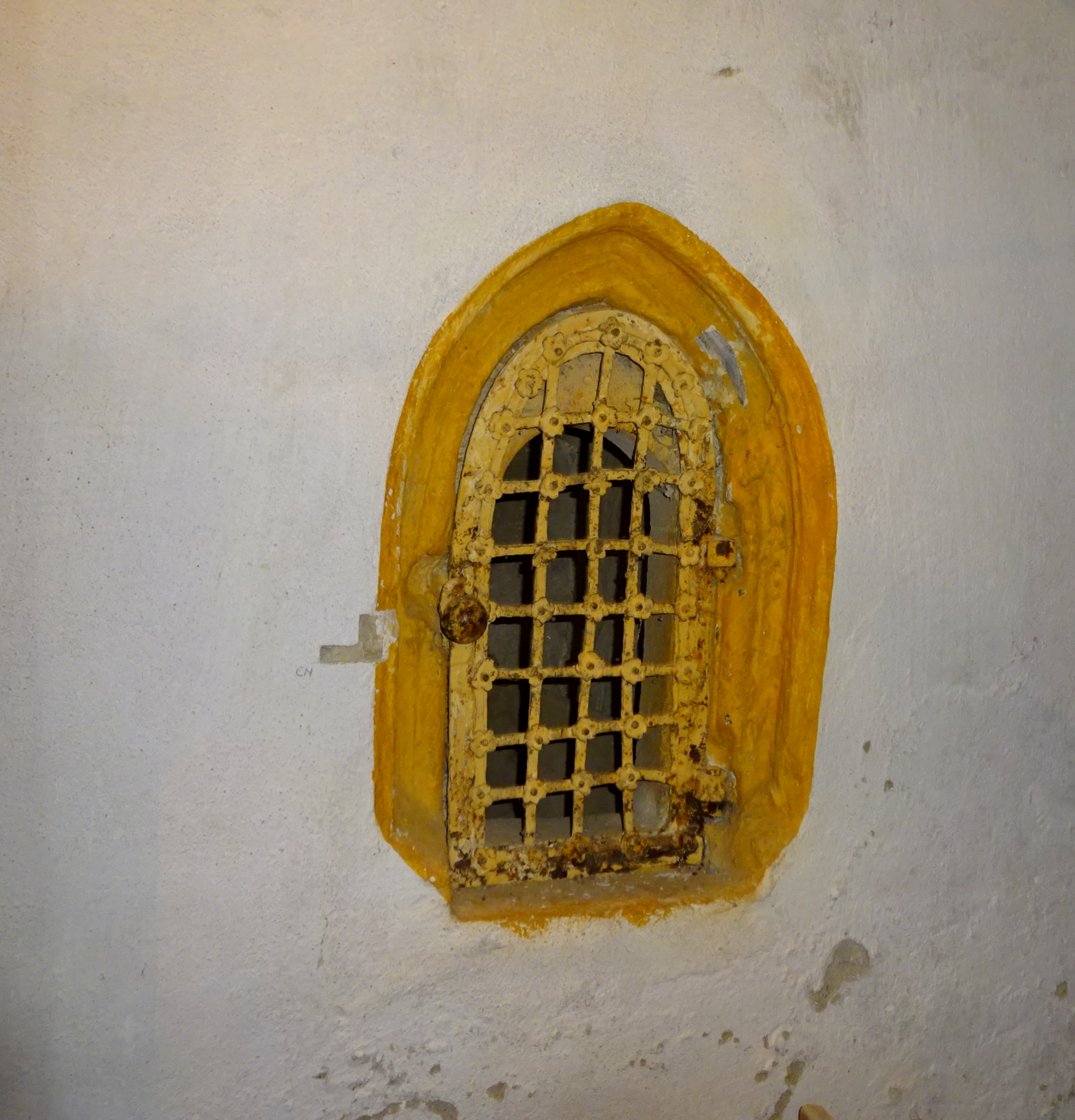
Tabernacul
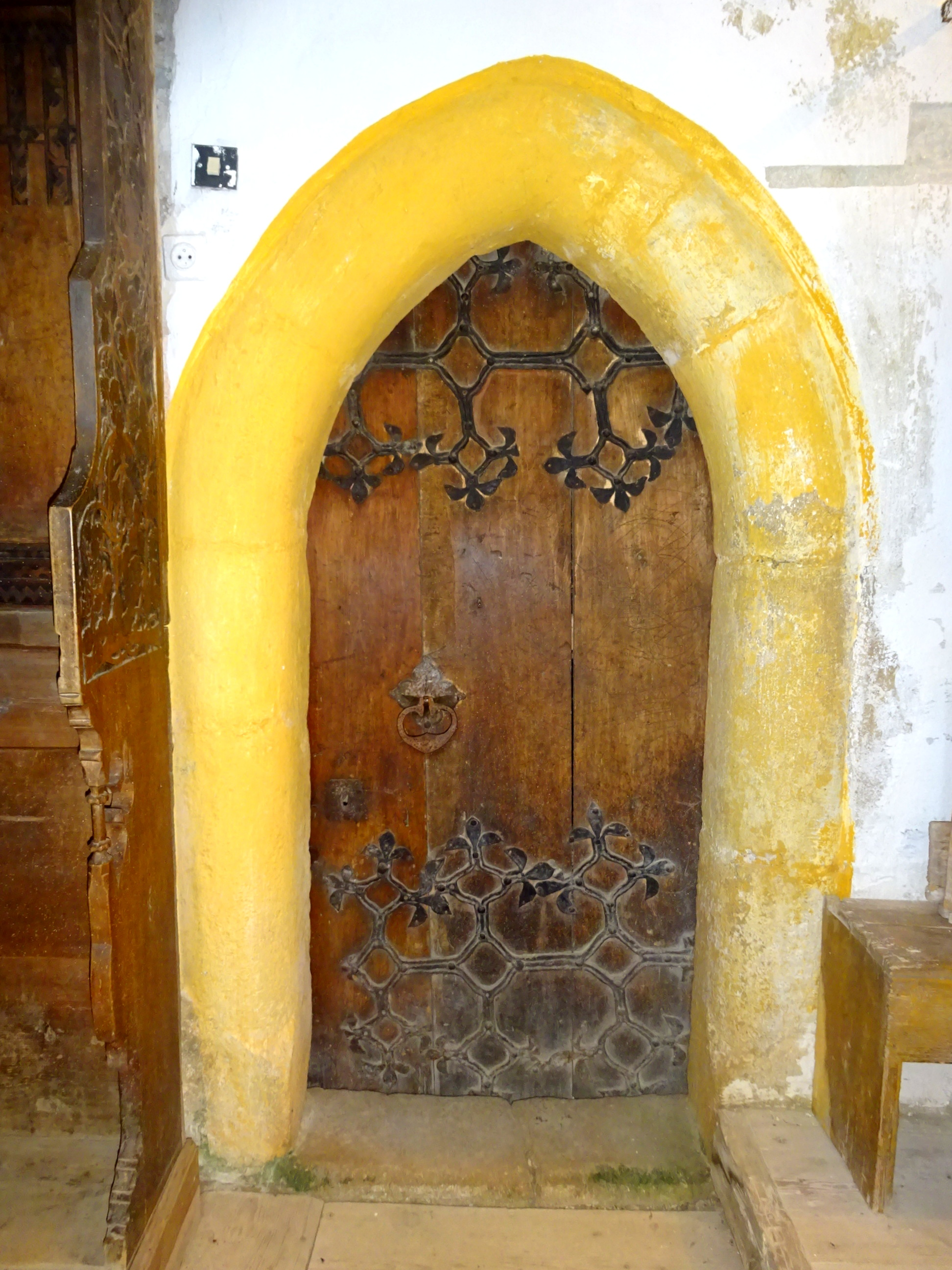
Ușa de intrare în sacristie
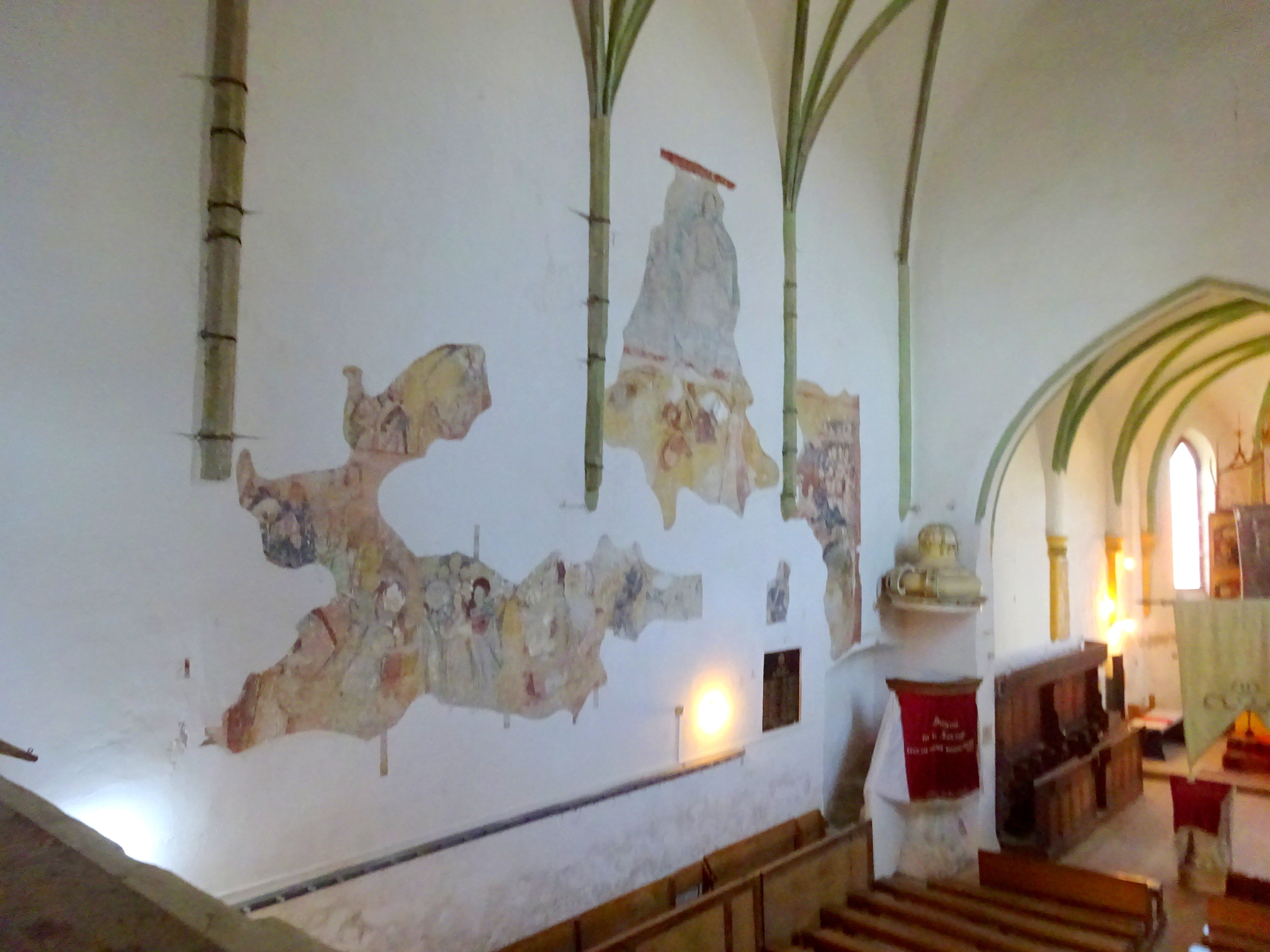
Fragmentele de pictură de pe peretele nordic
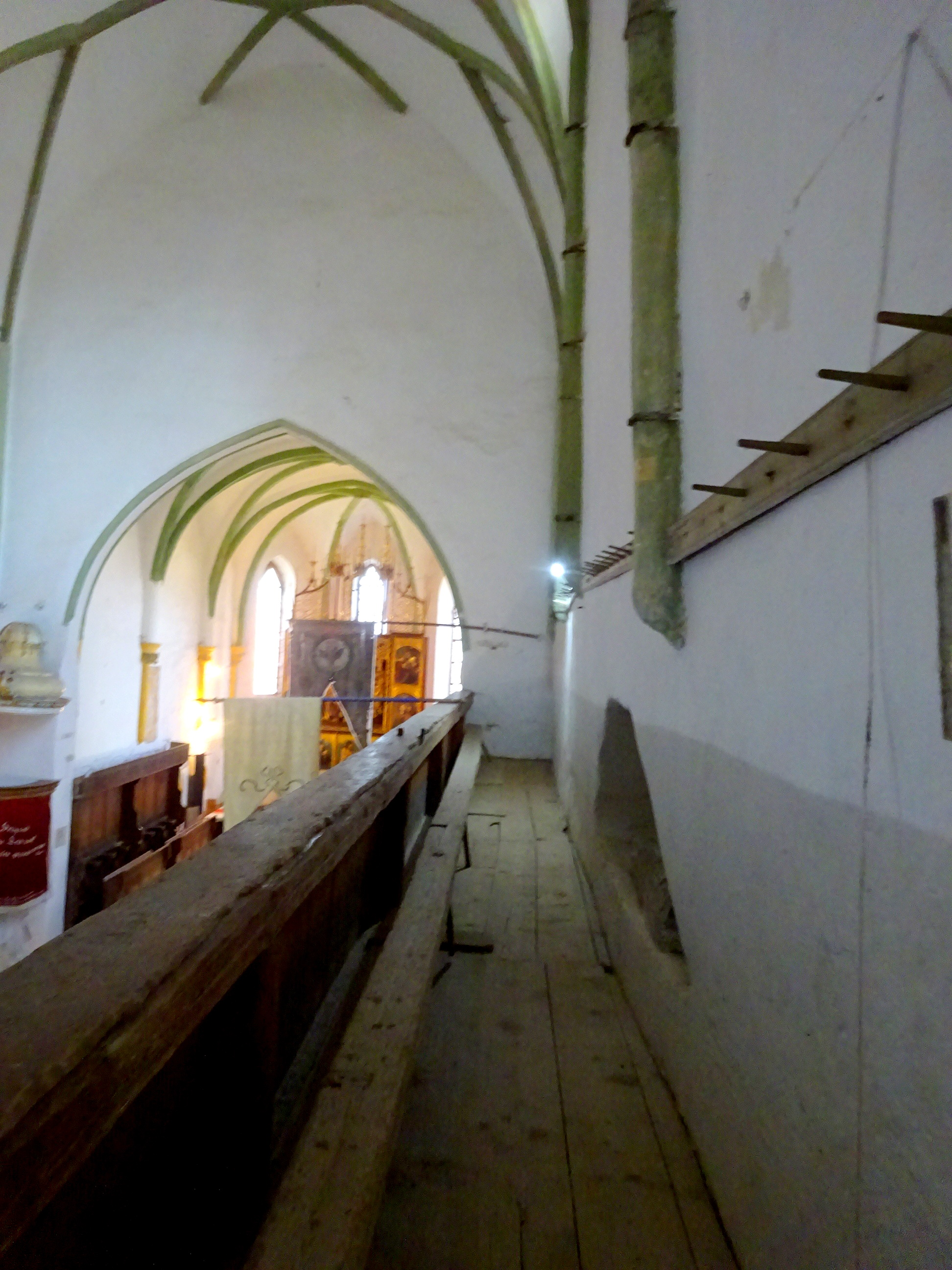
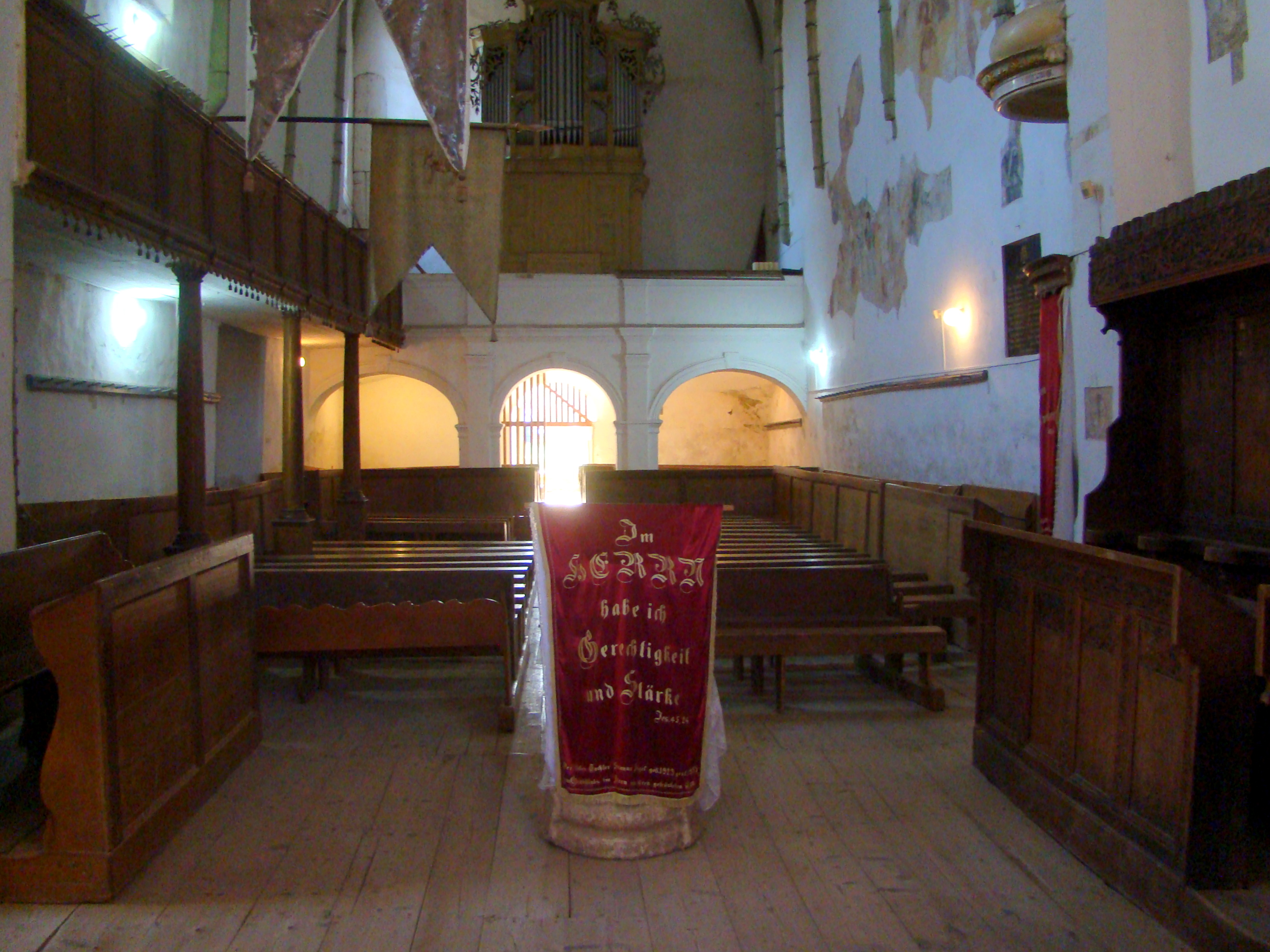
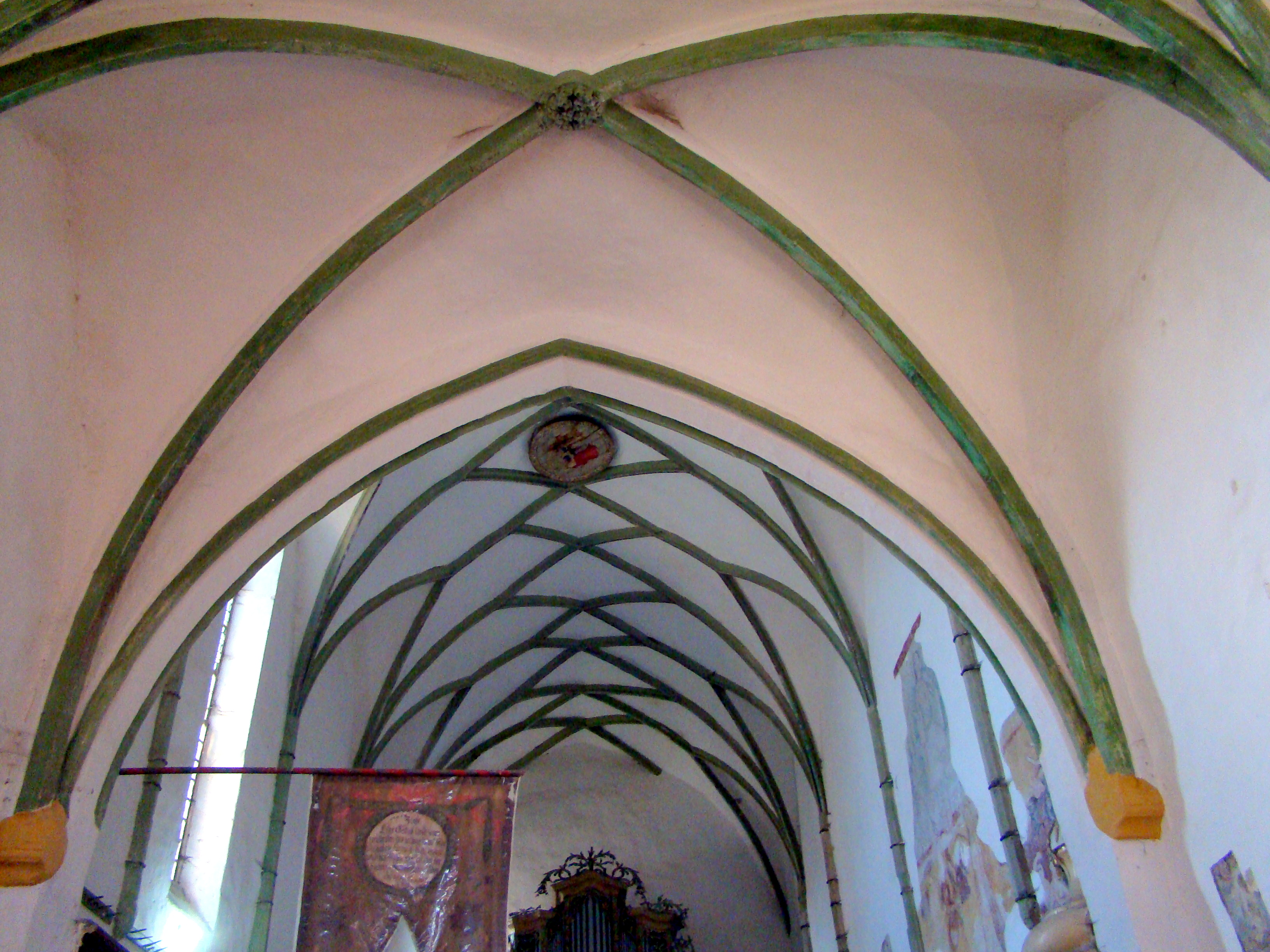
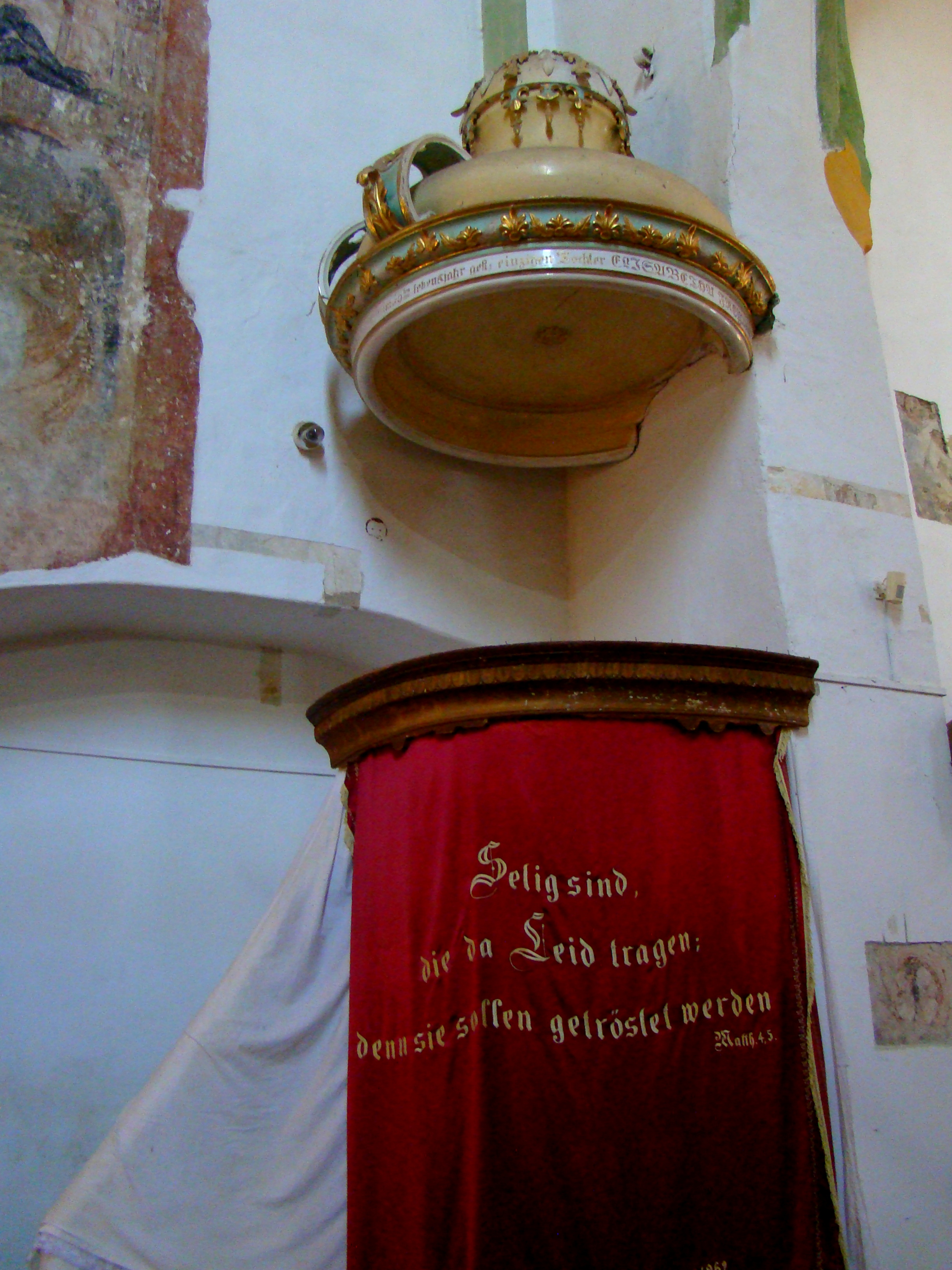
Amvonul
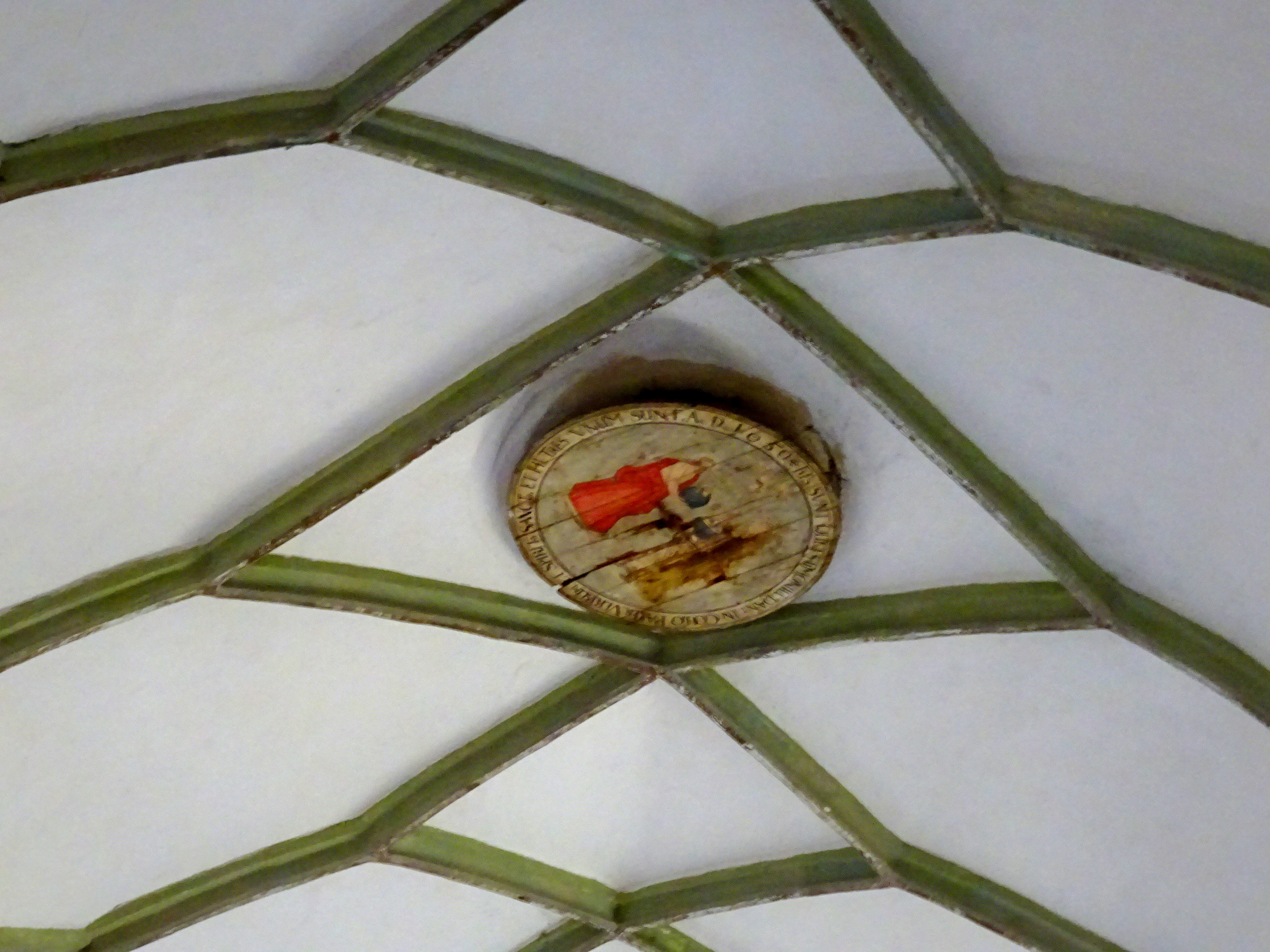
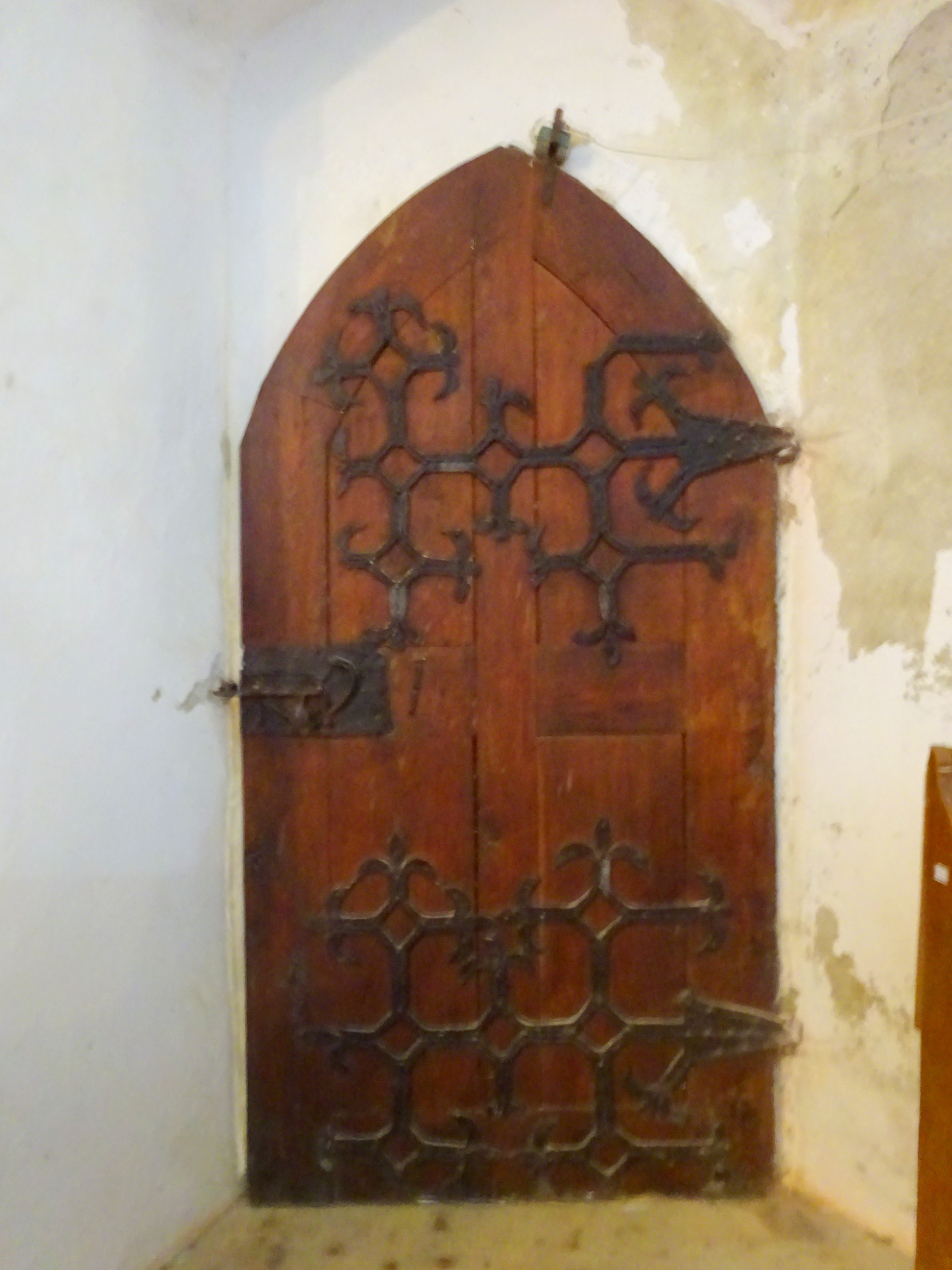
Dosul ușii de intare de pe latura de sud

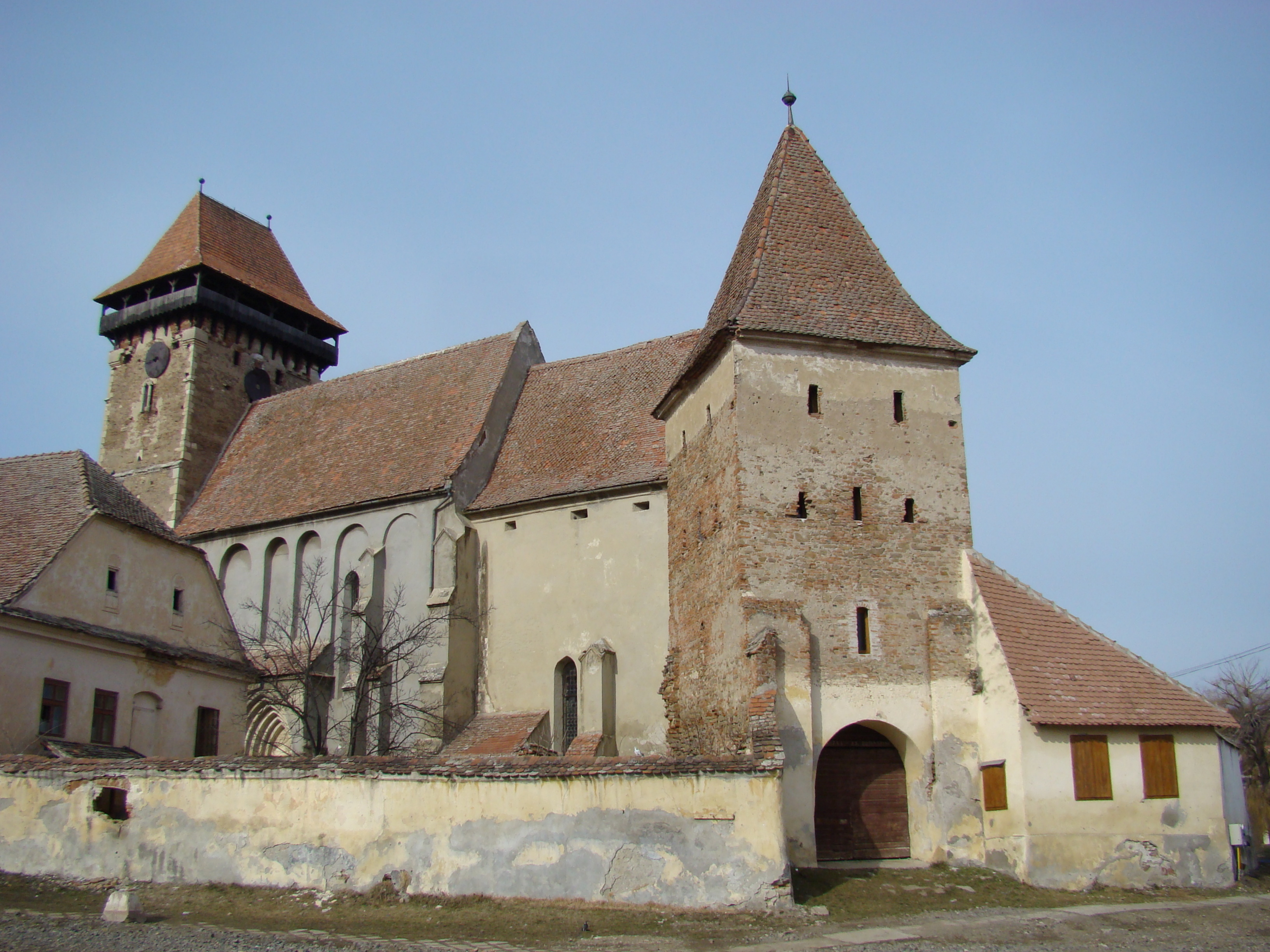
Ansamblul bisericii evanghelice fortificate, sat Băgaciu, județul Mureș, foto: februarie 2013.

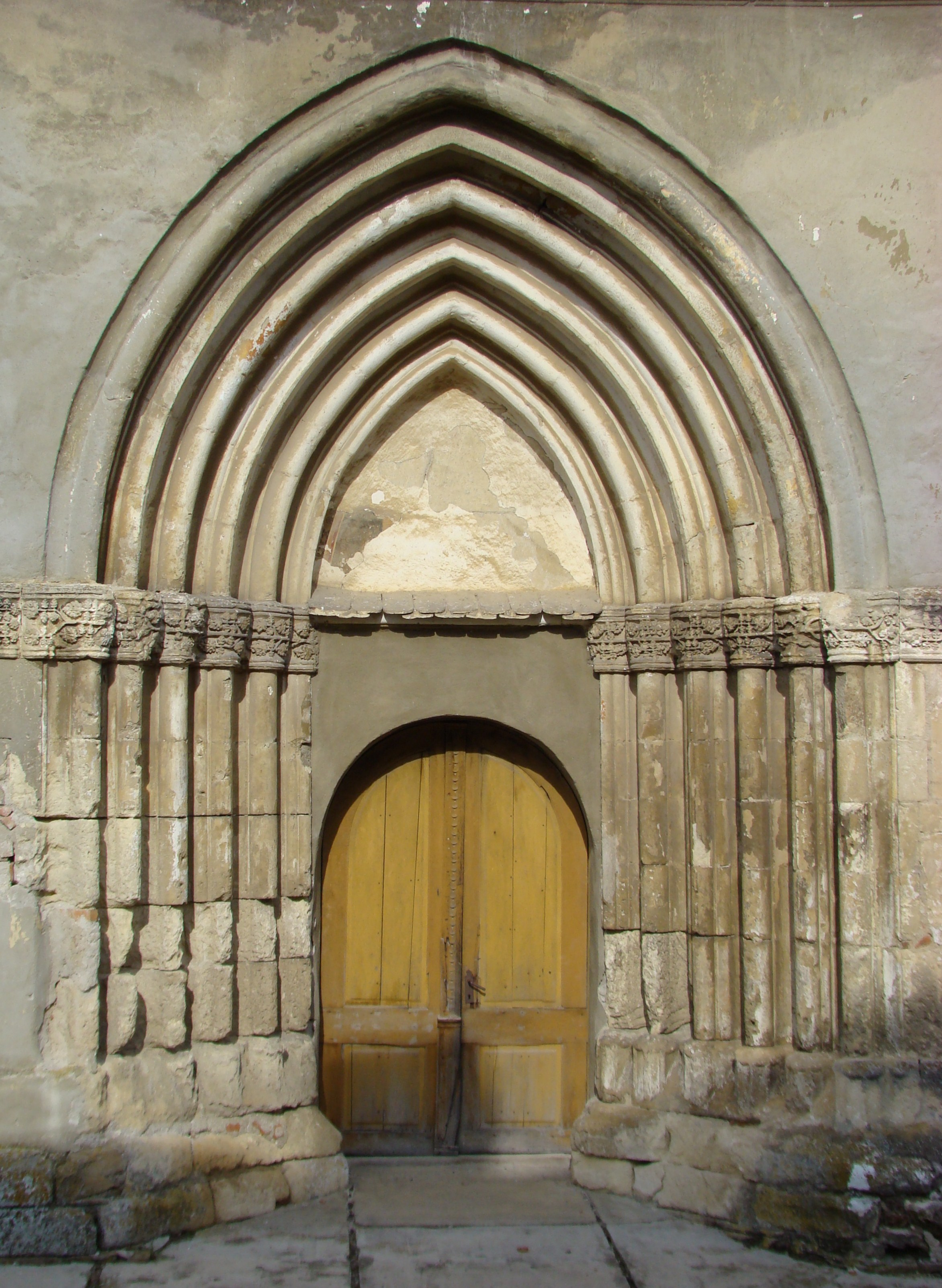
Portalul de pe latura sudică

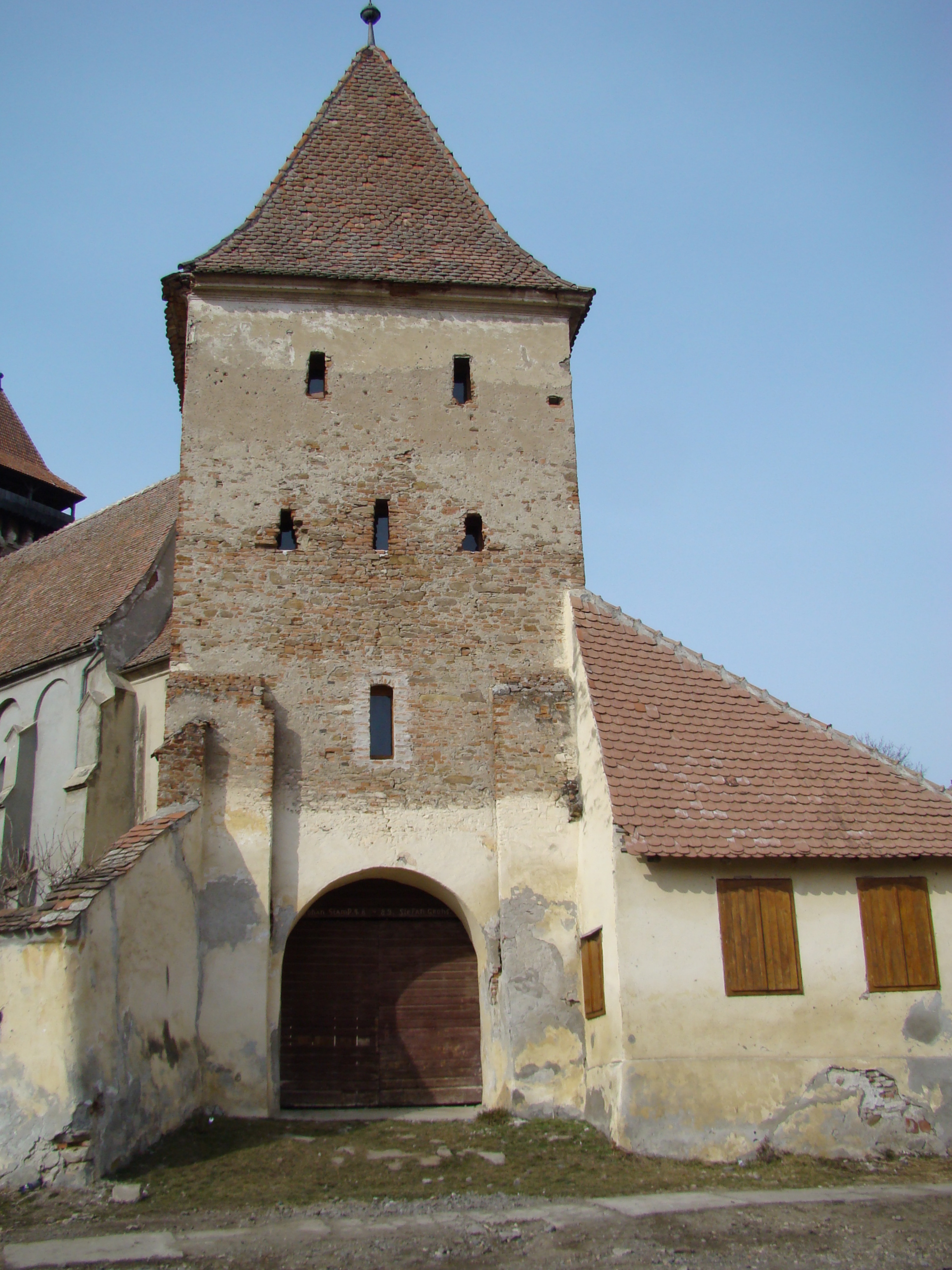
Turnul de poartă, parte a incintei fortificate

## Imagini din exterior

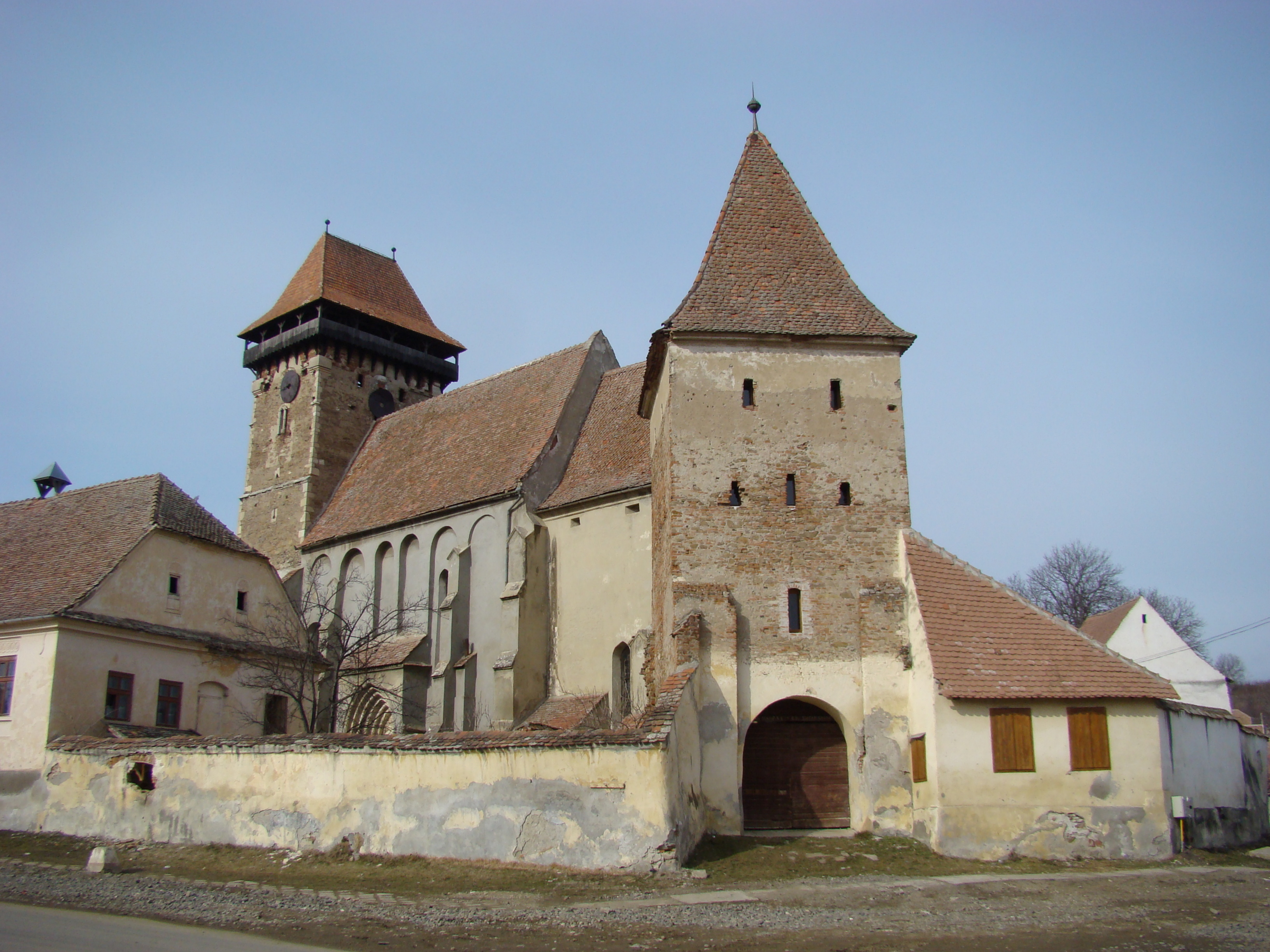
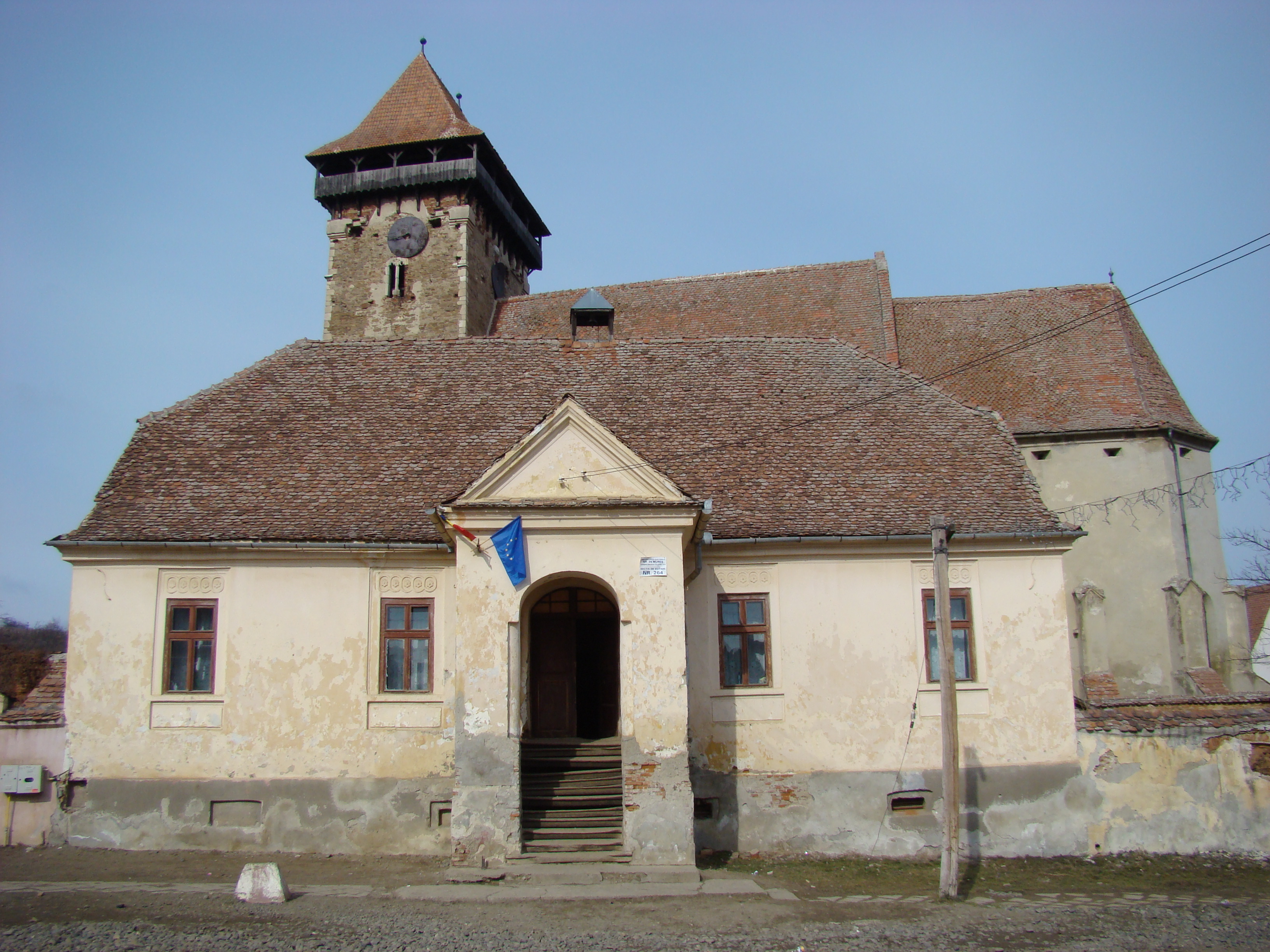
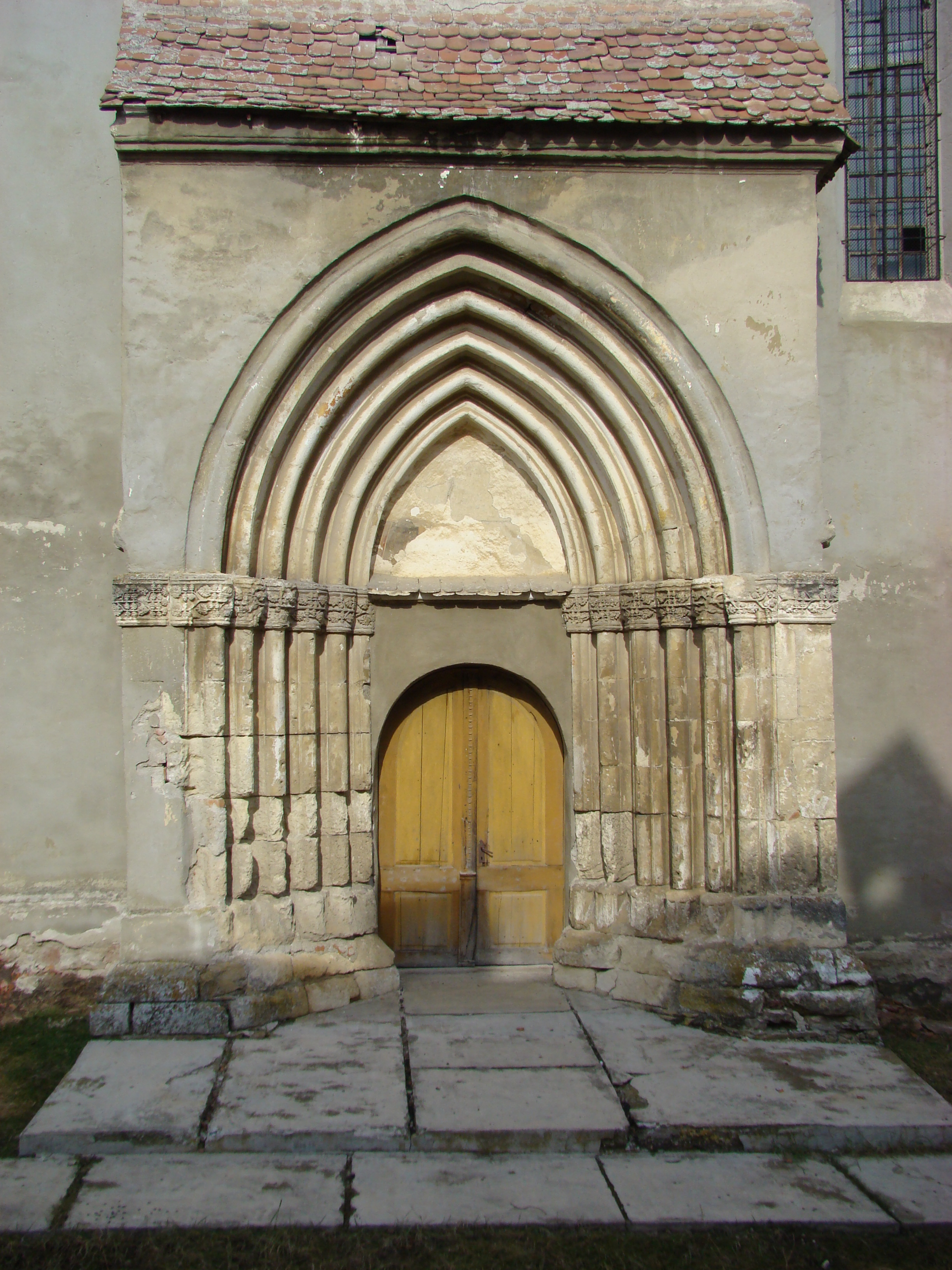
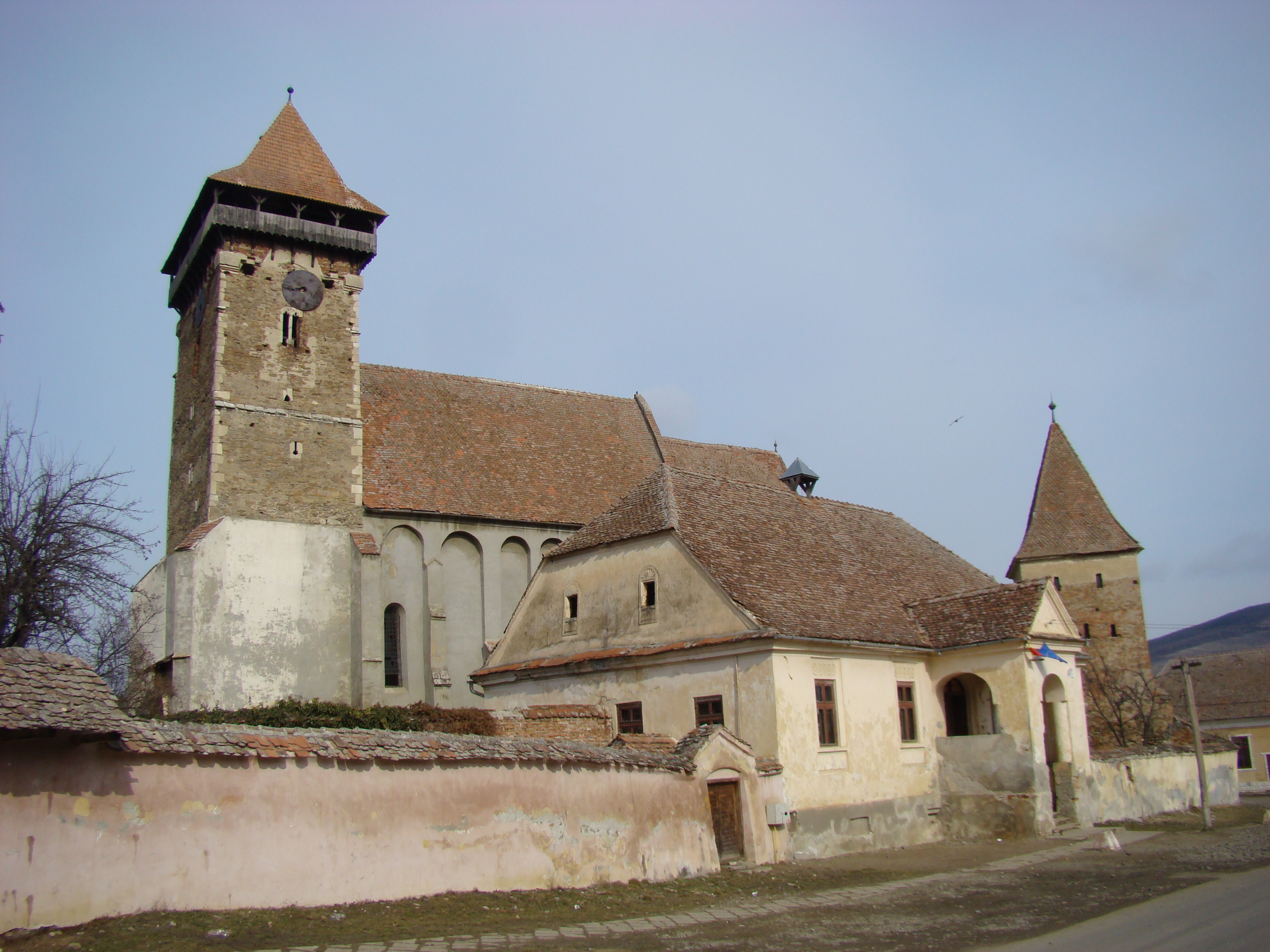
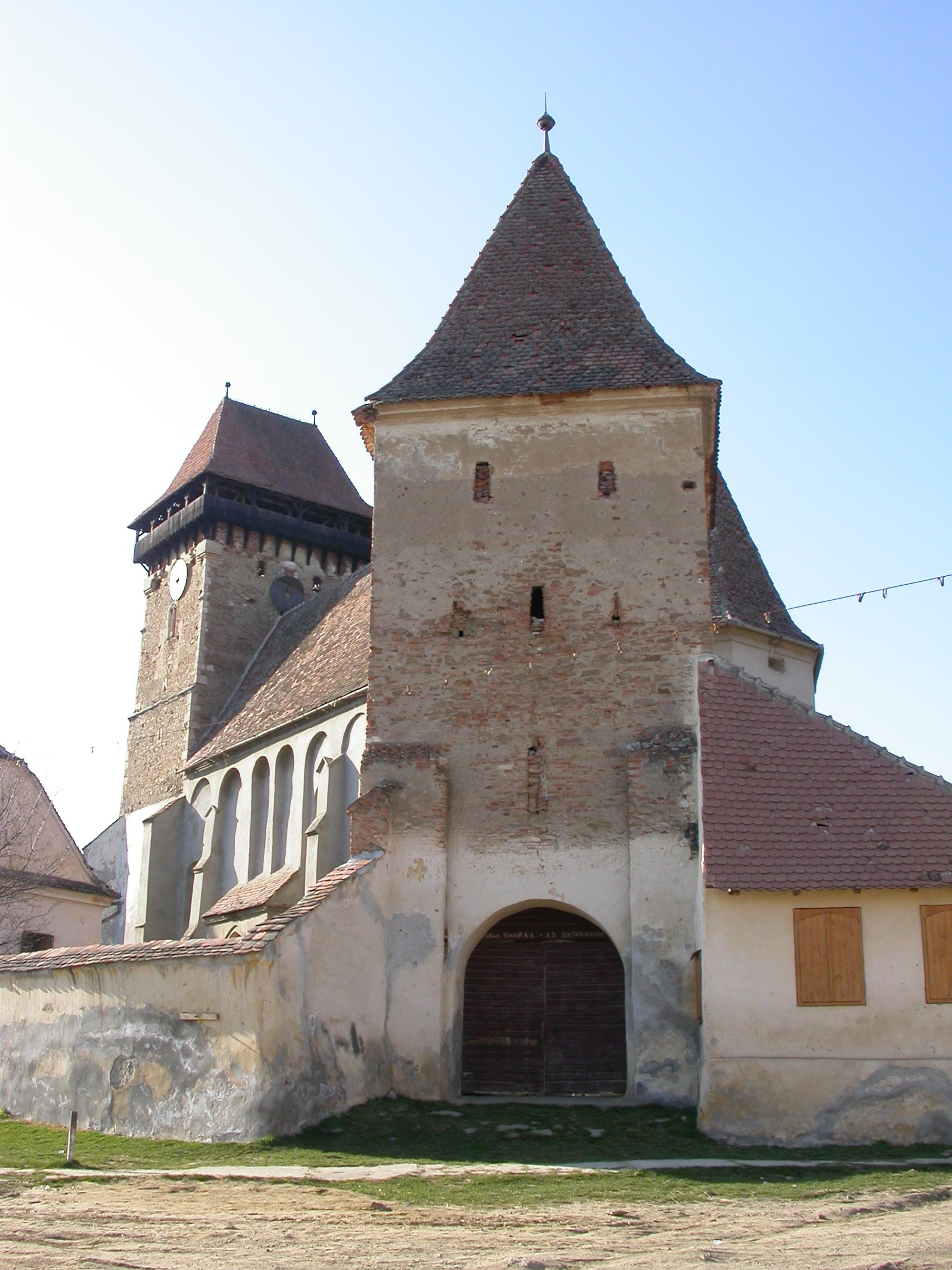
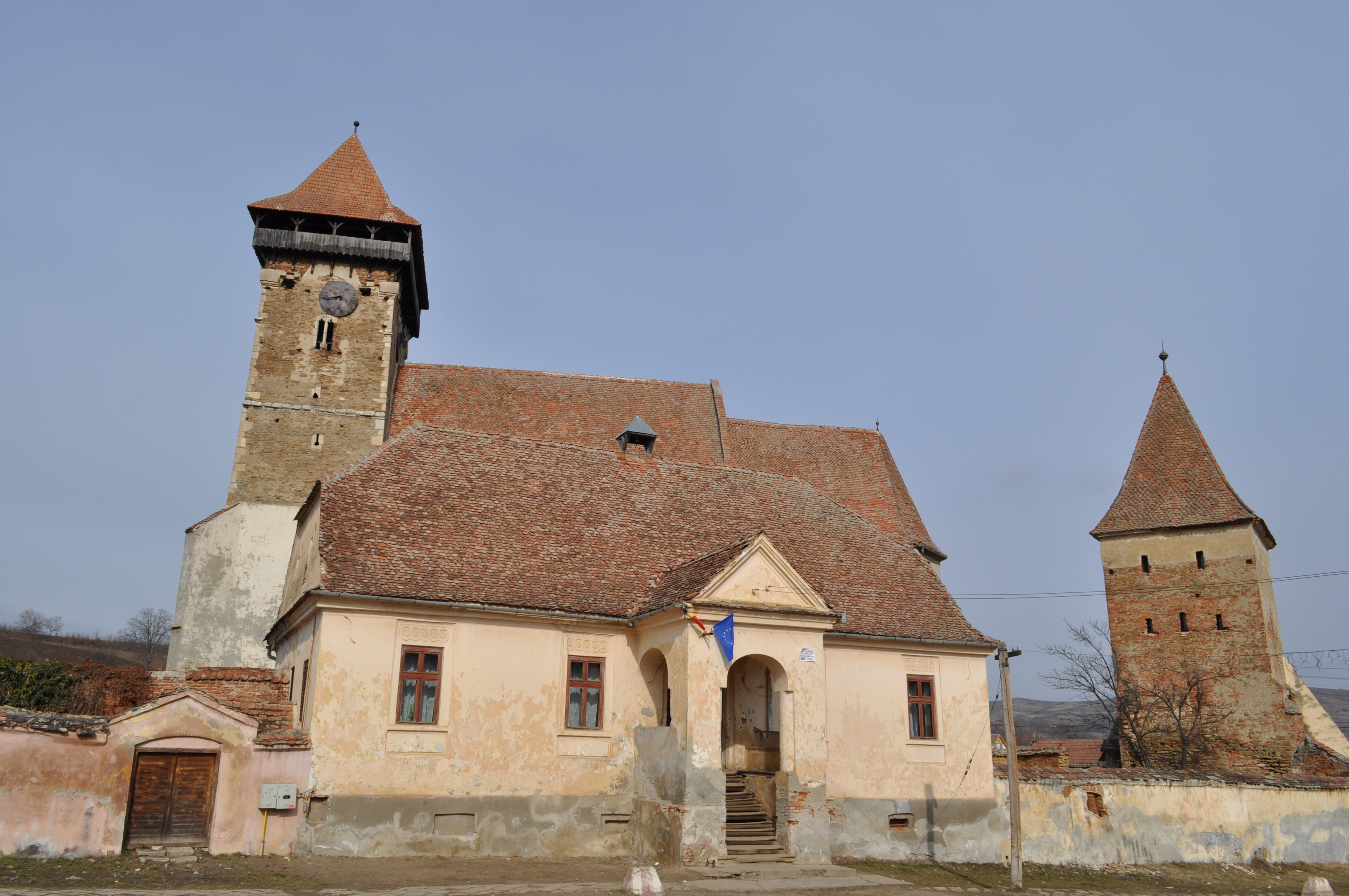
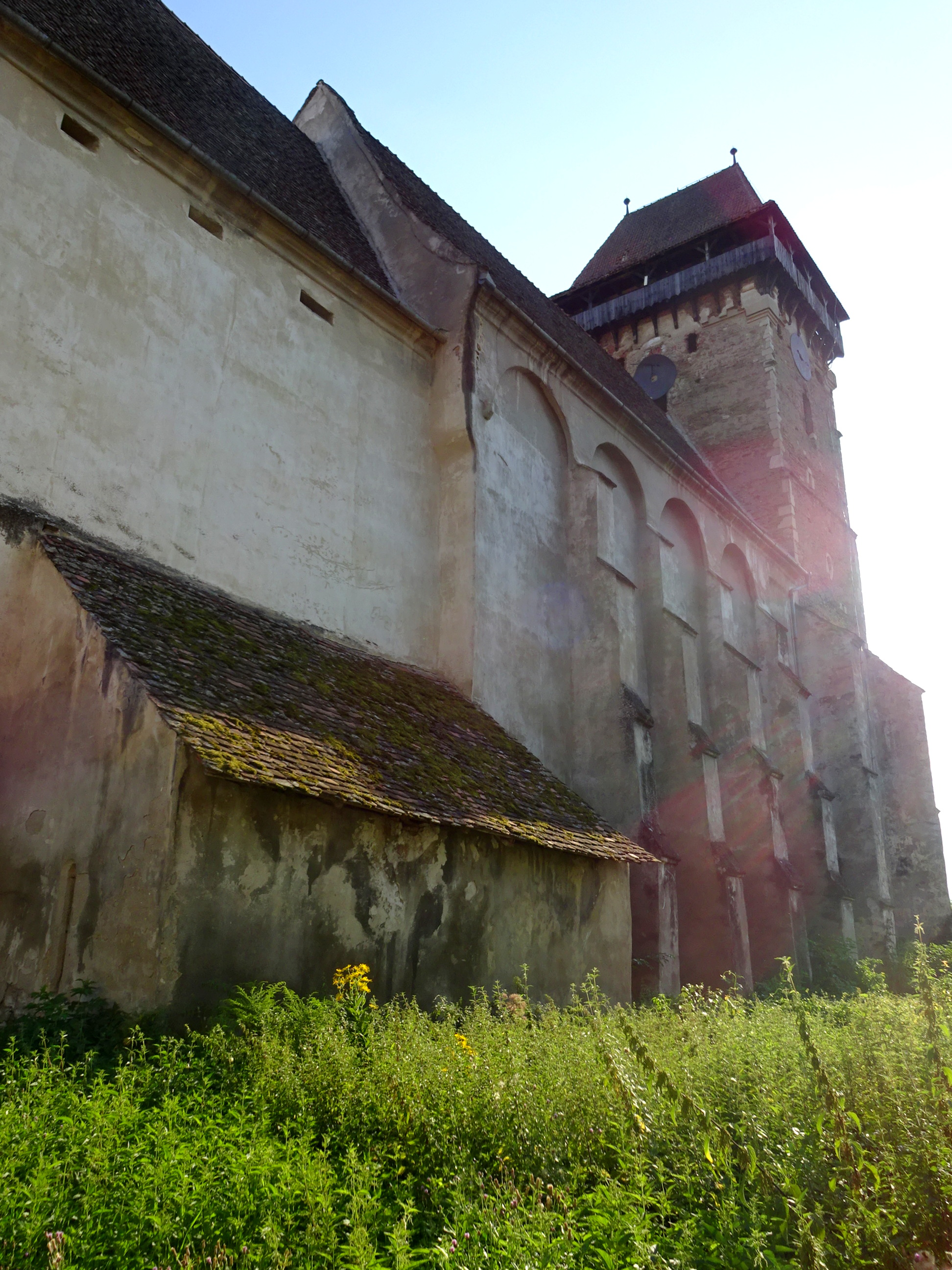
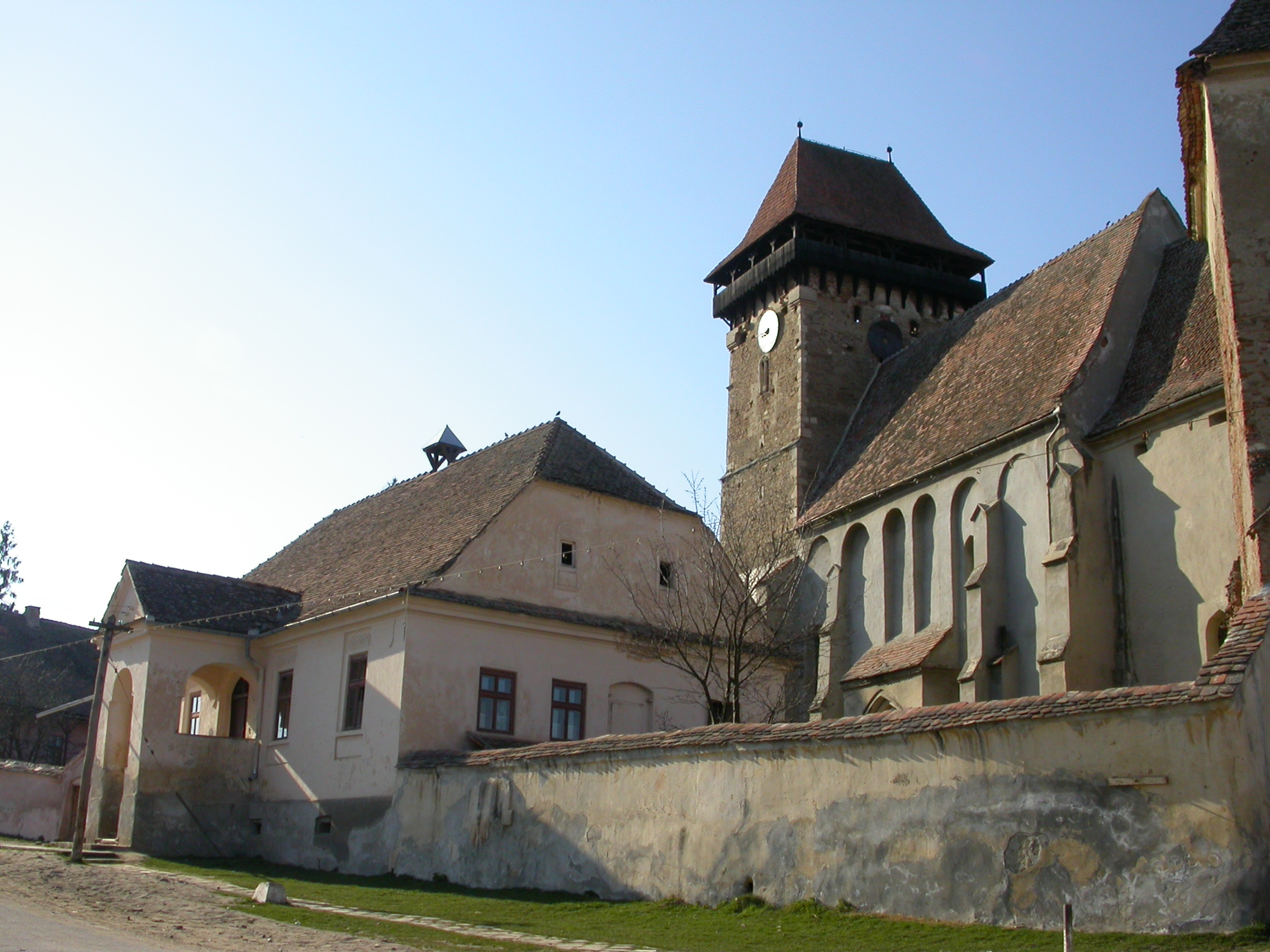
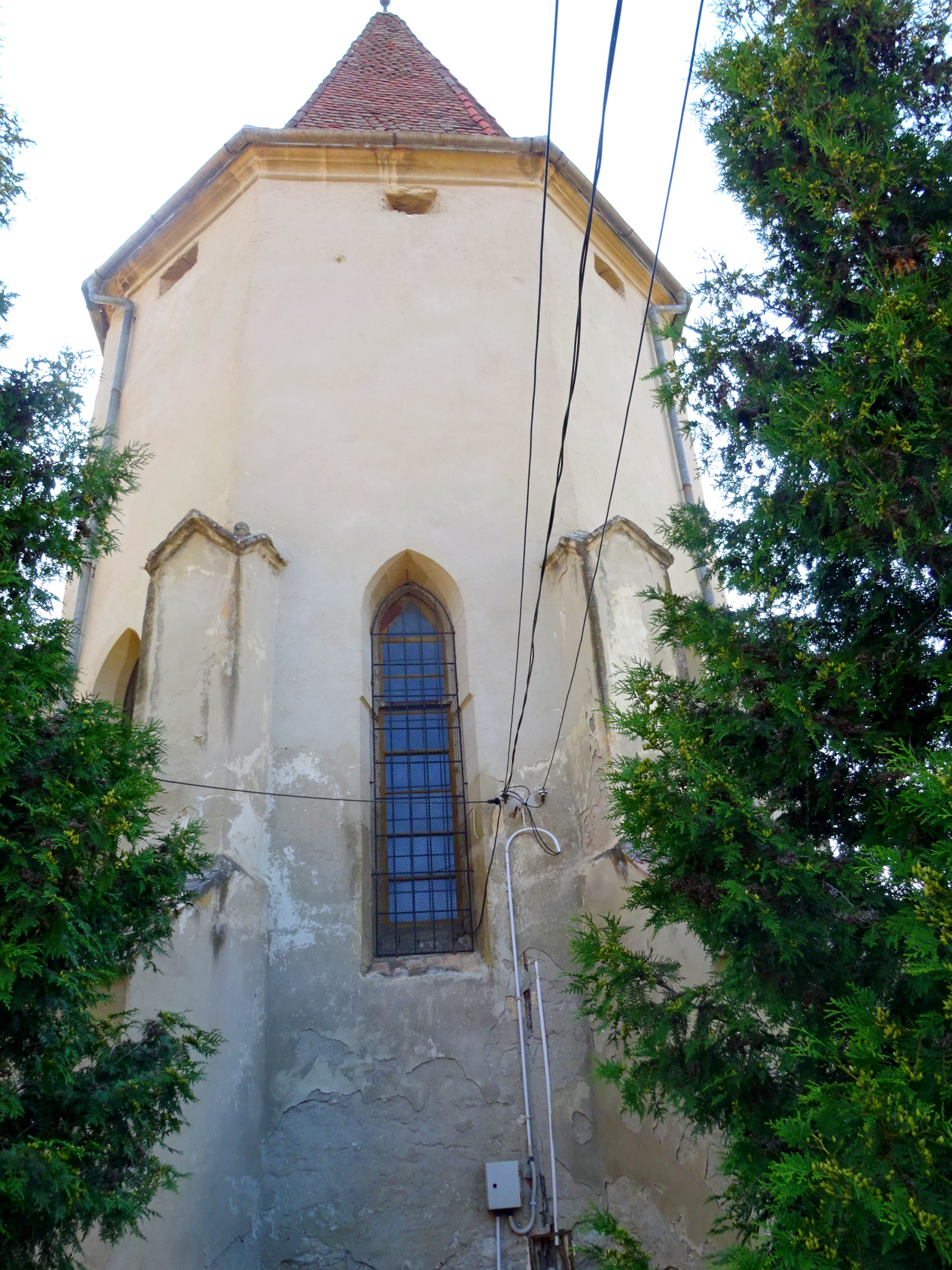
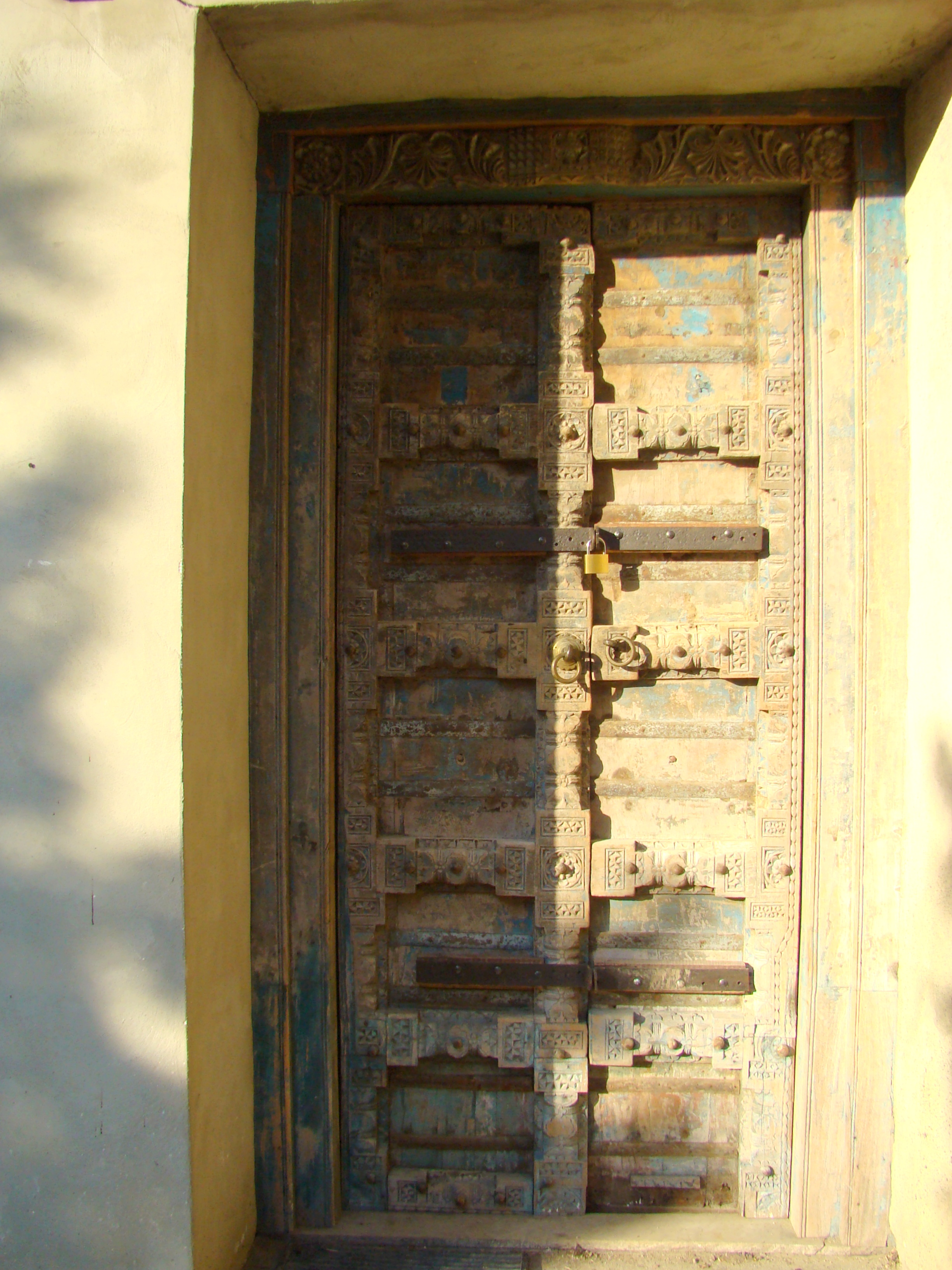
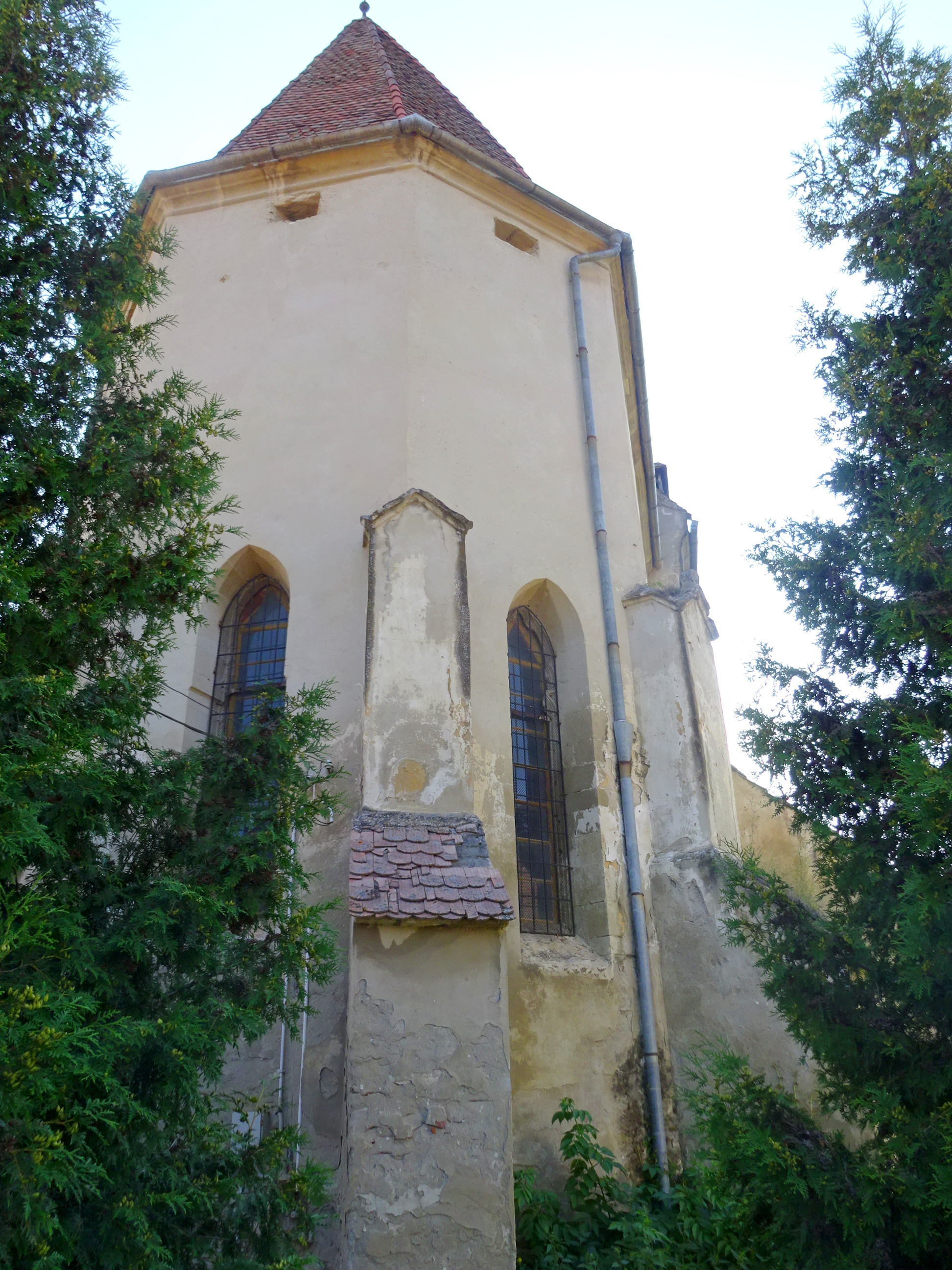
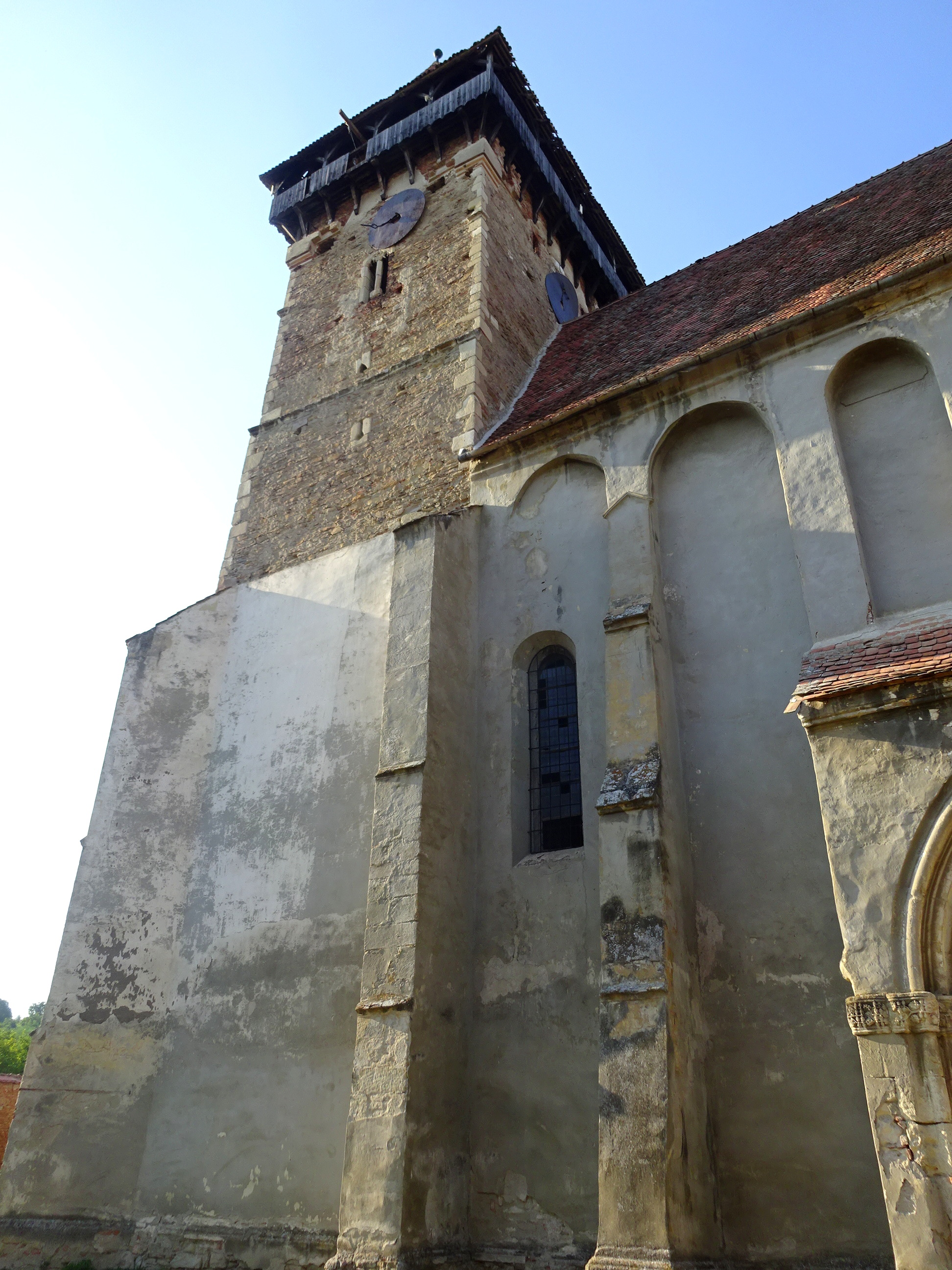
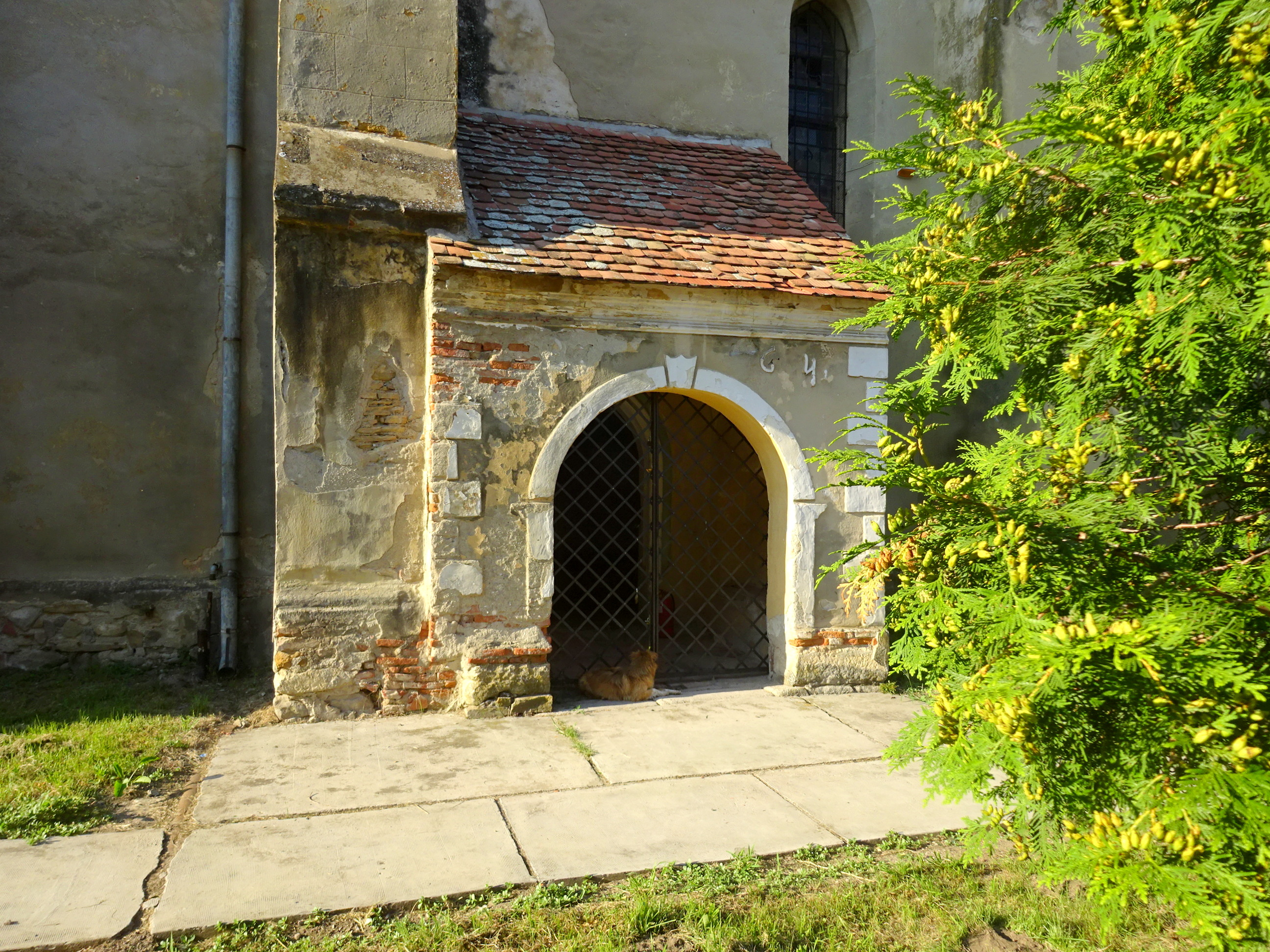
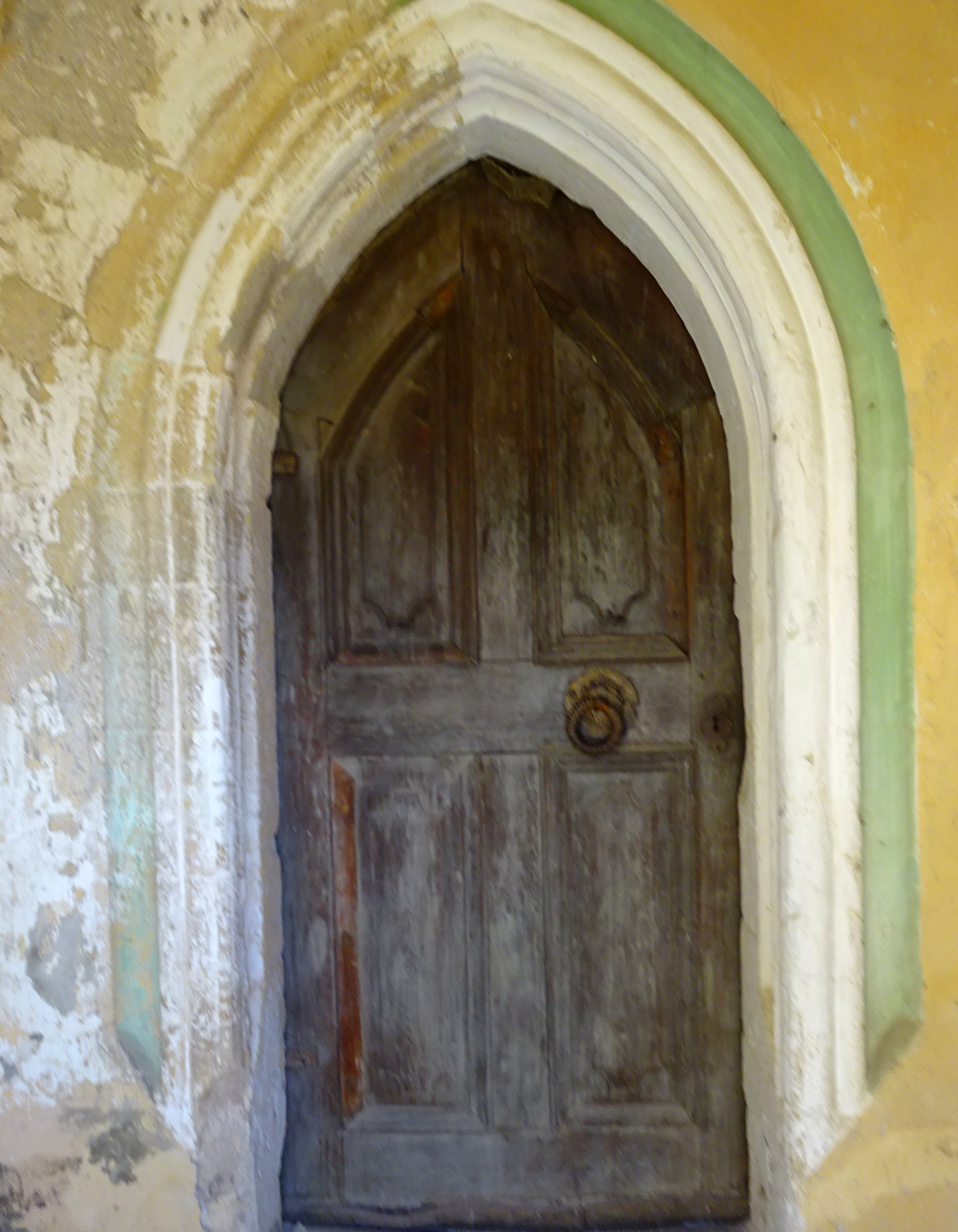
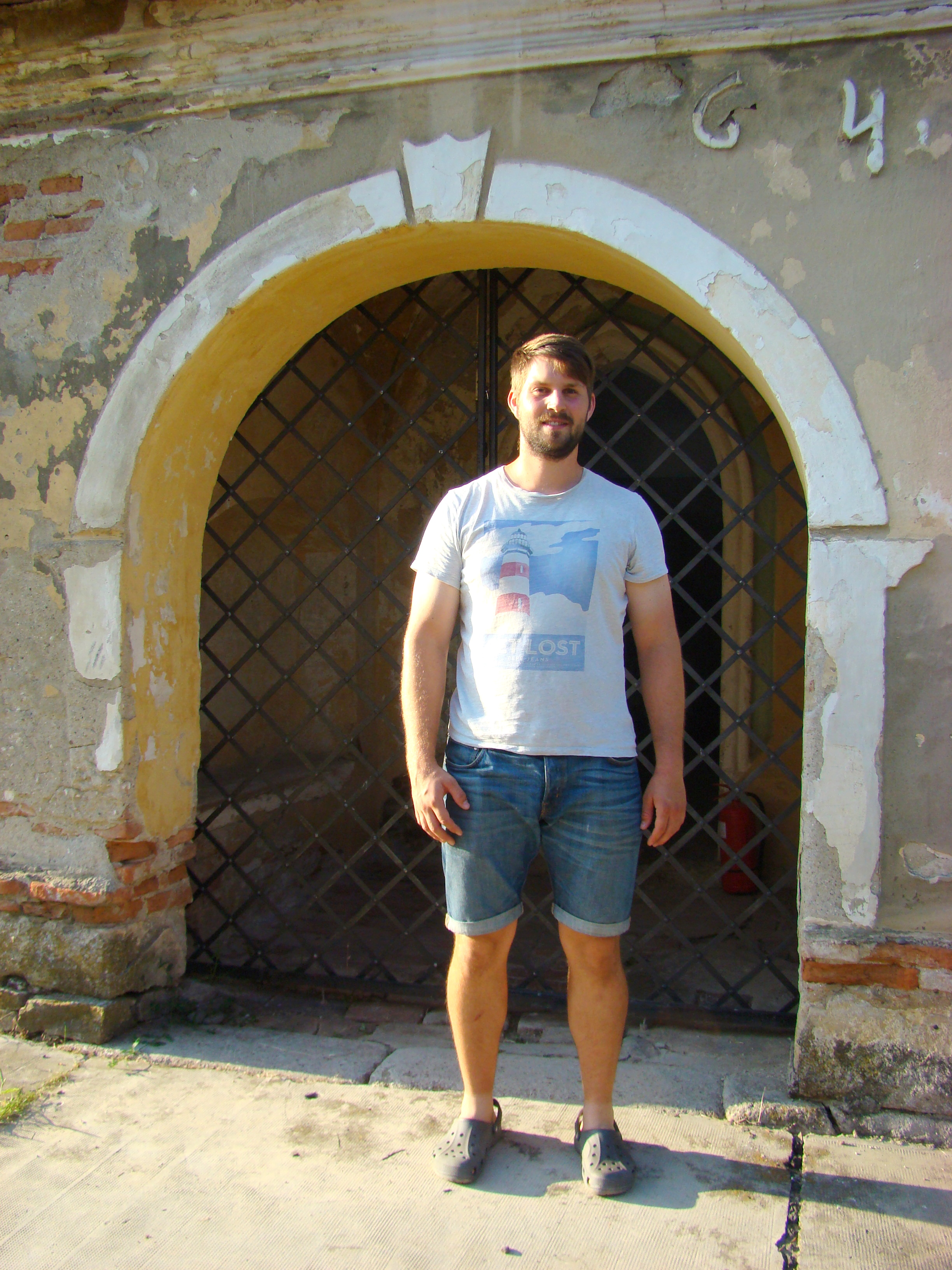
Curatorul bisericii: Konstantin Gaber, cetățean german, dintr-o familie de sași originari din Băgaciu
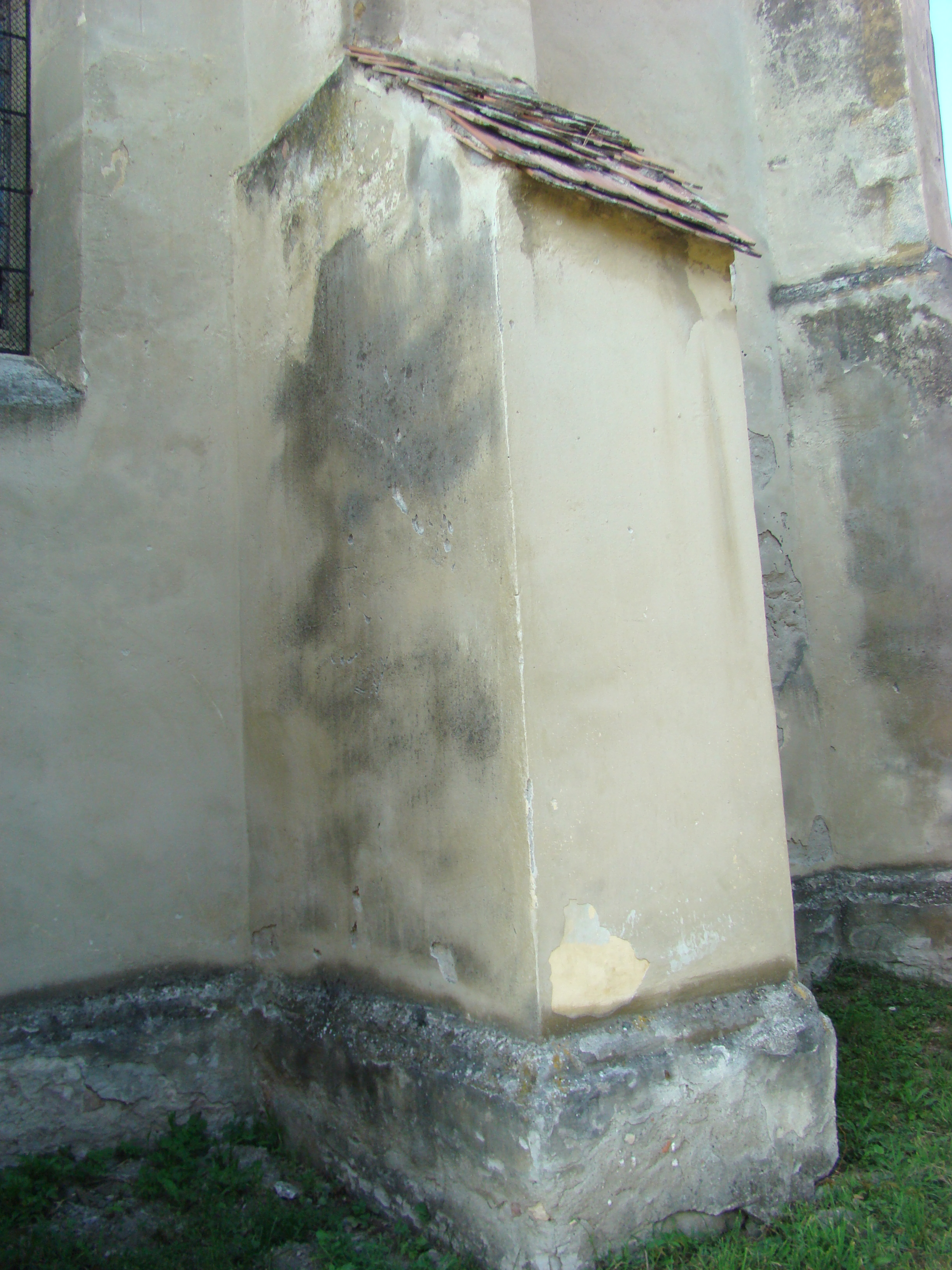
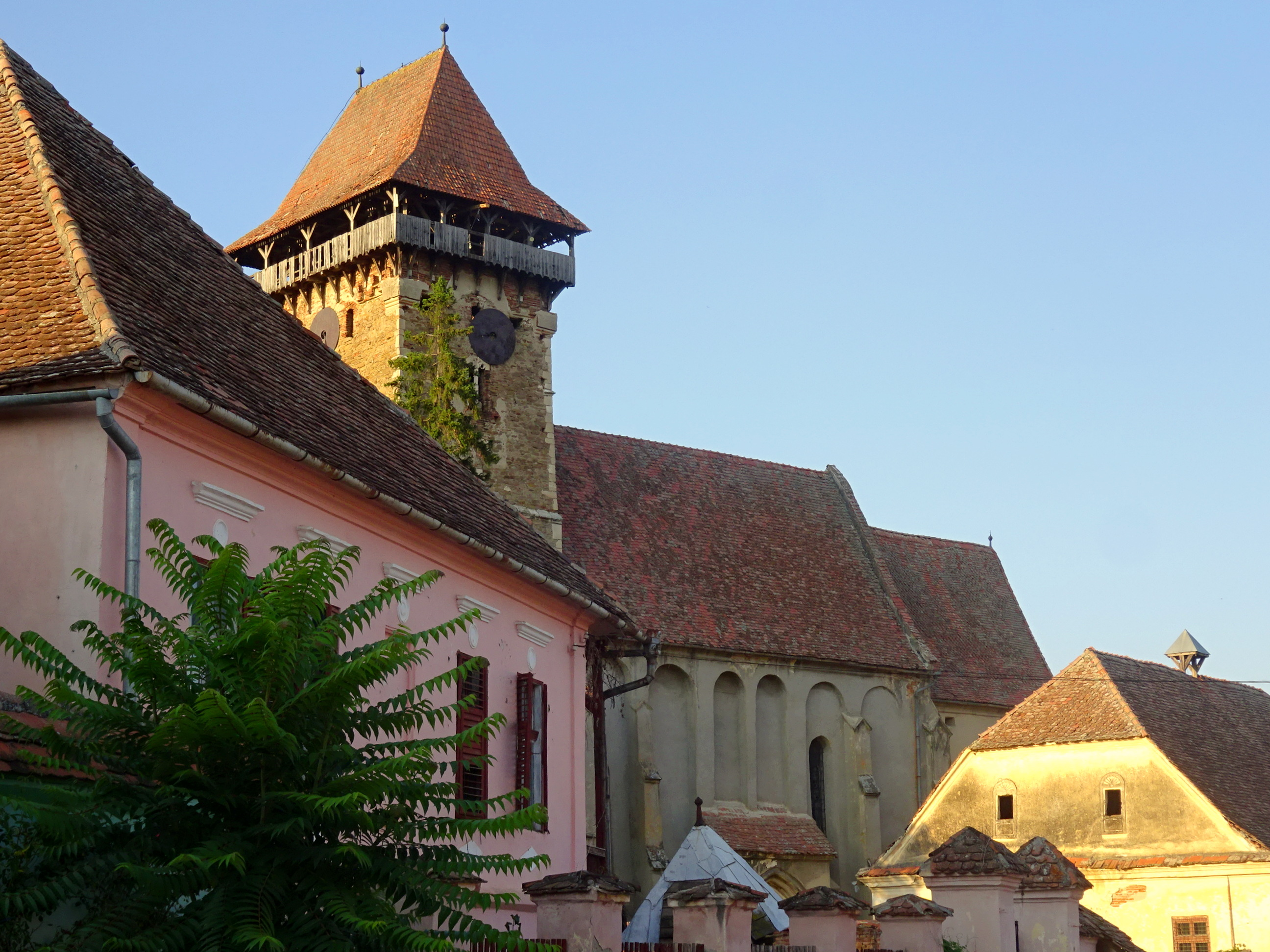

## Imagini din interior

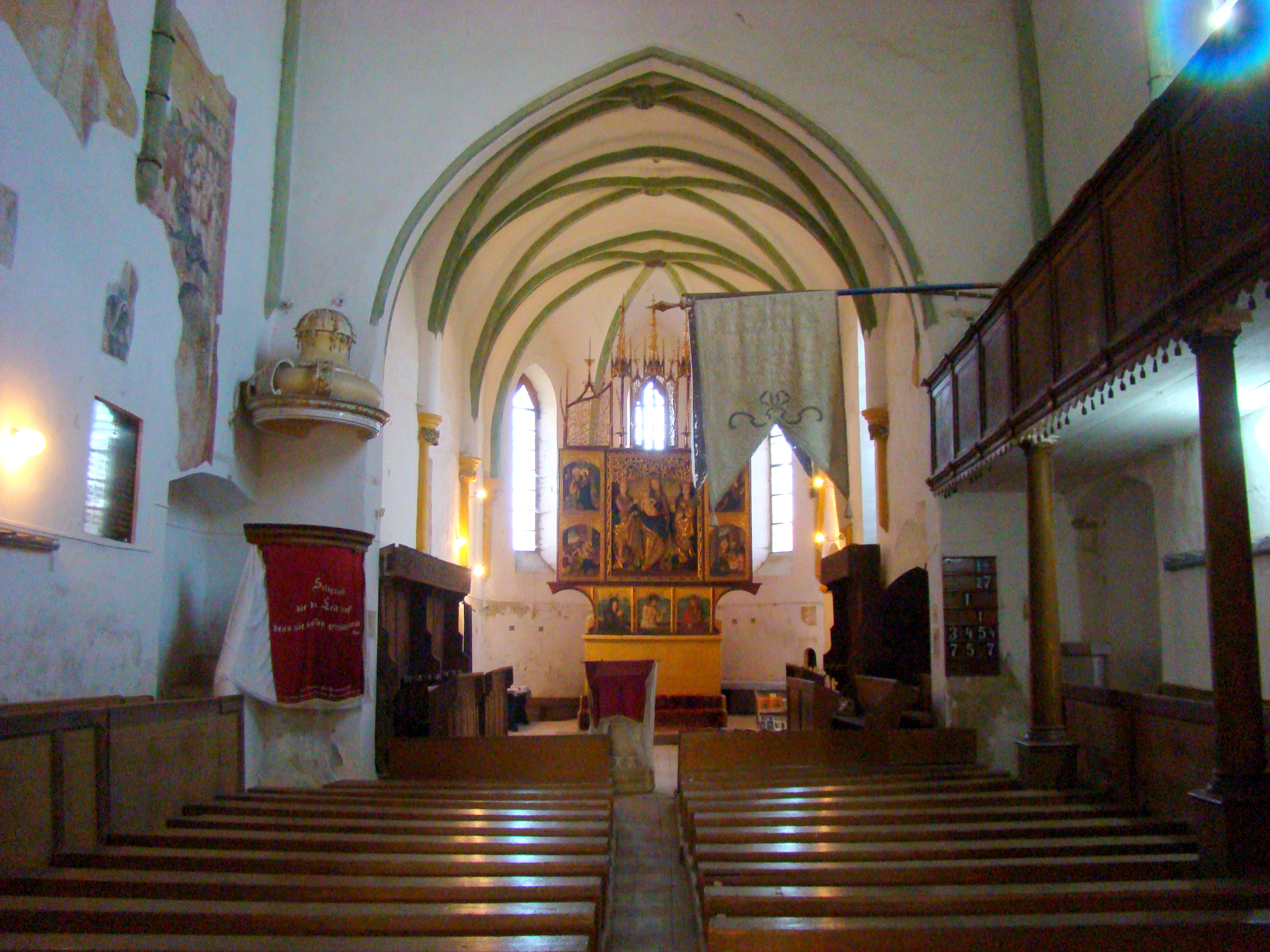
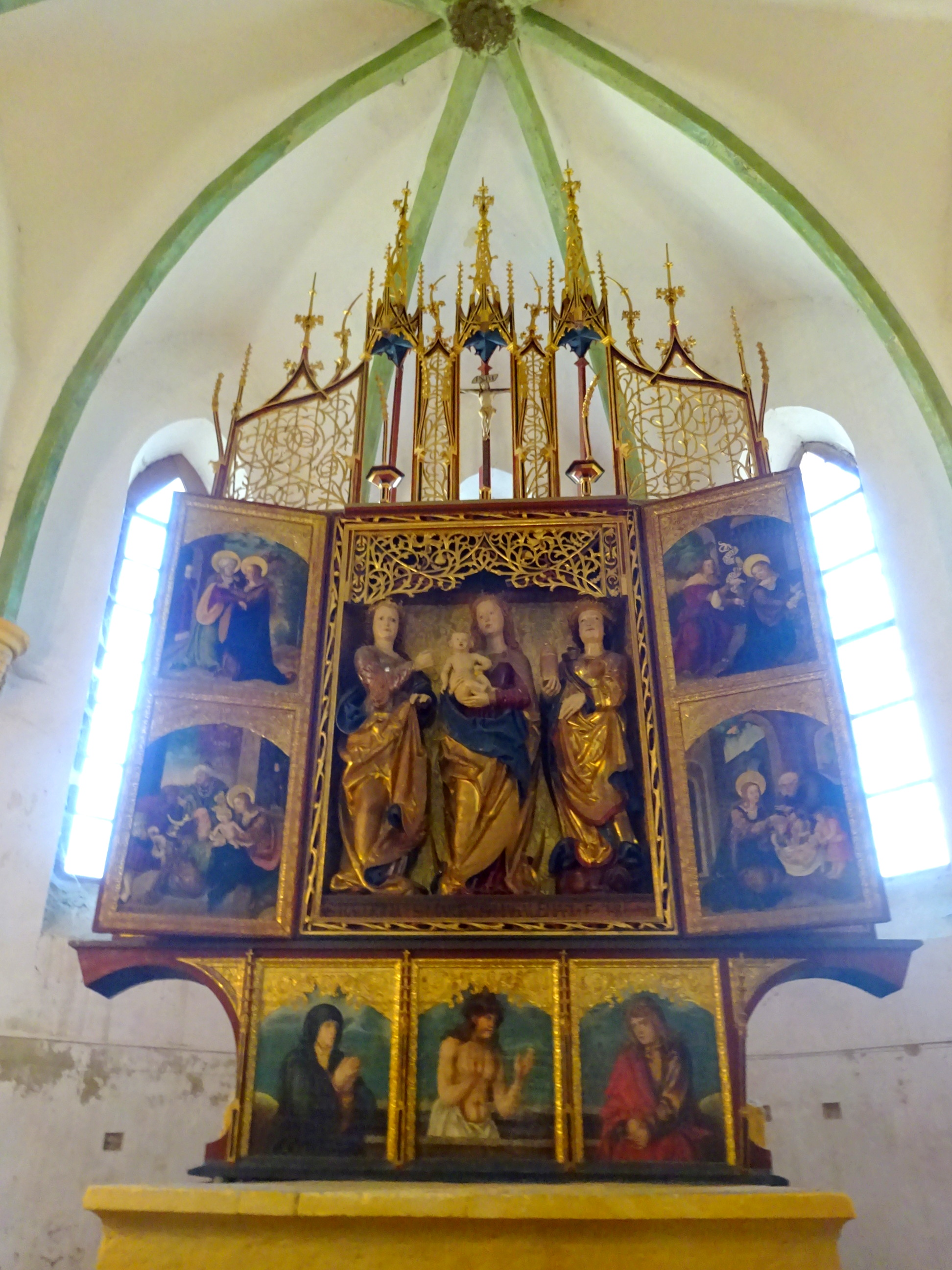
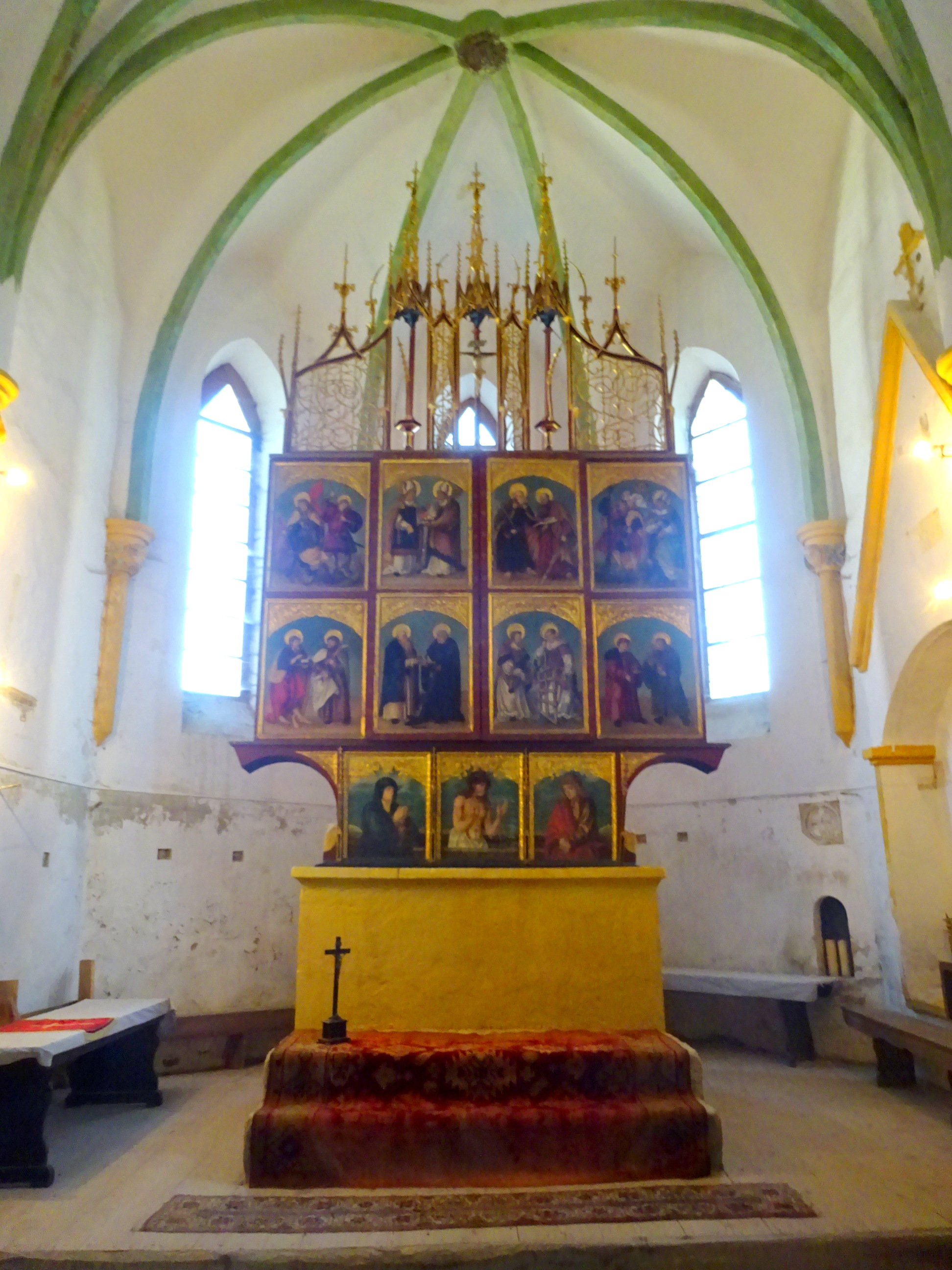
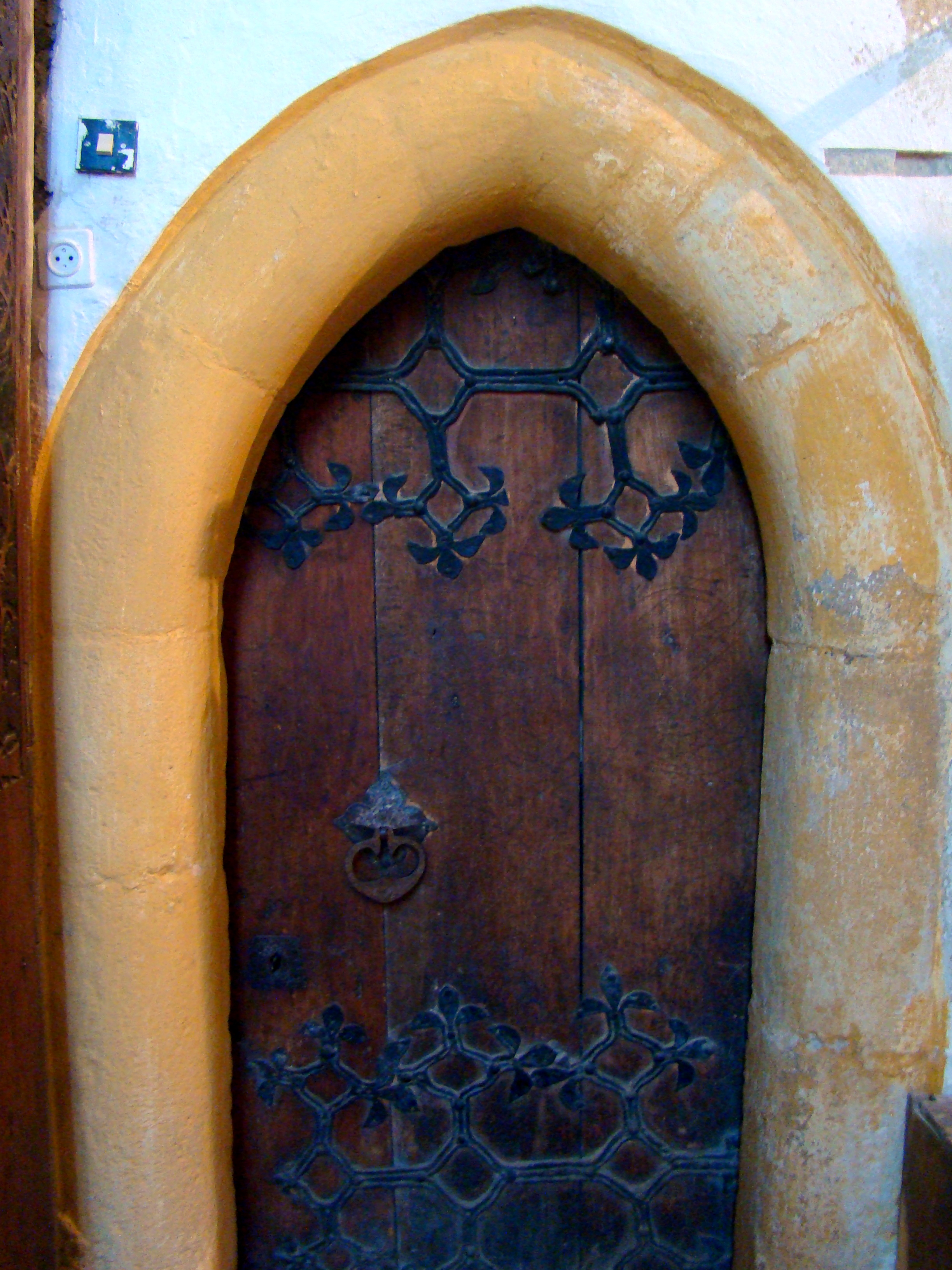
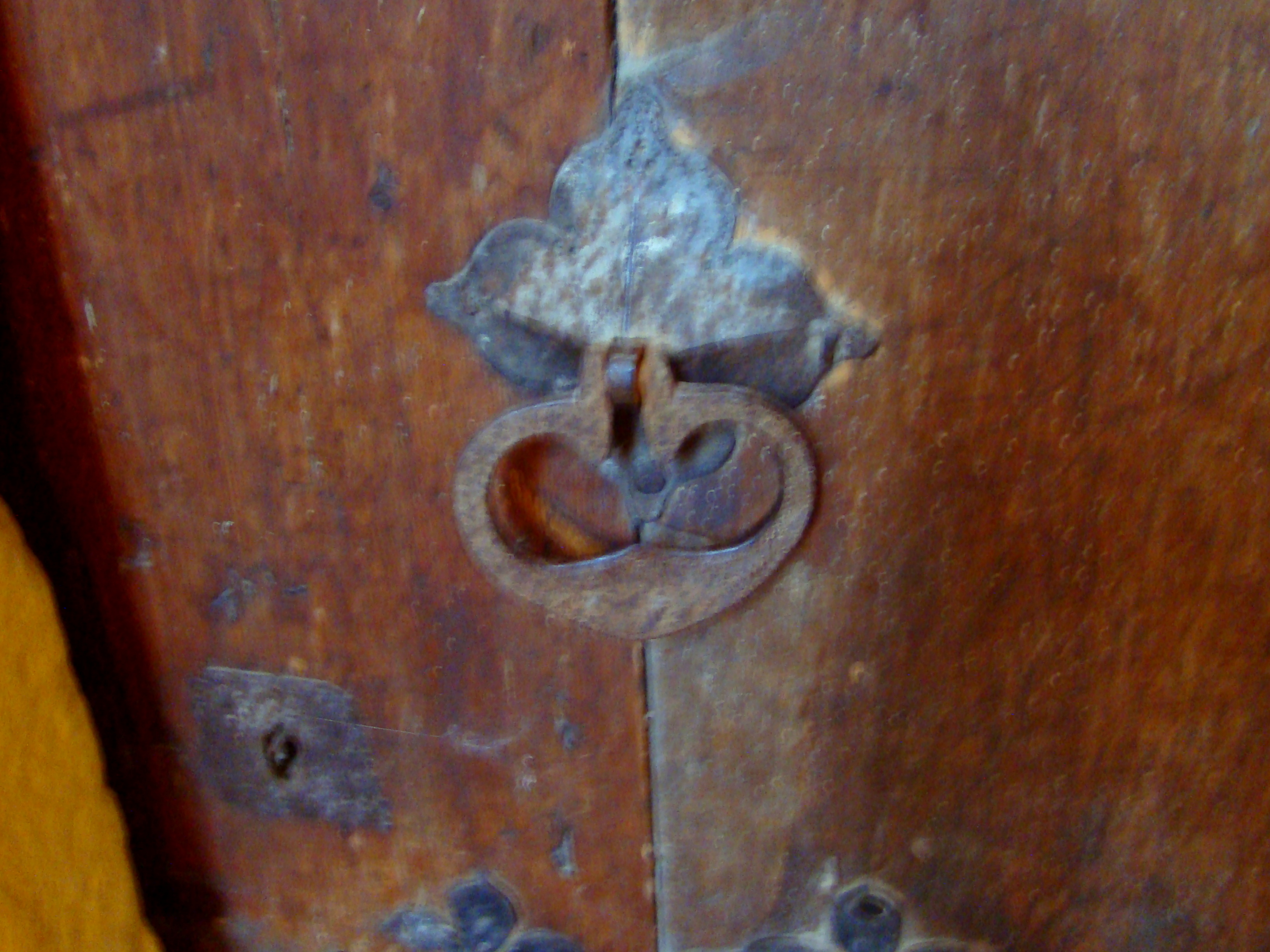
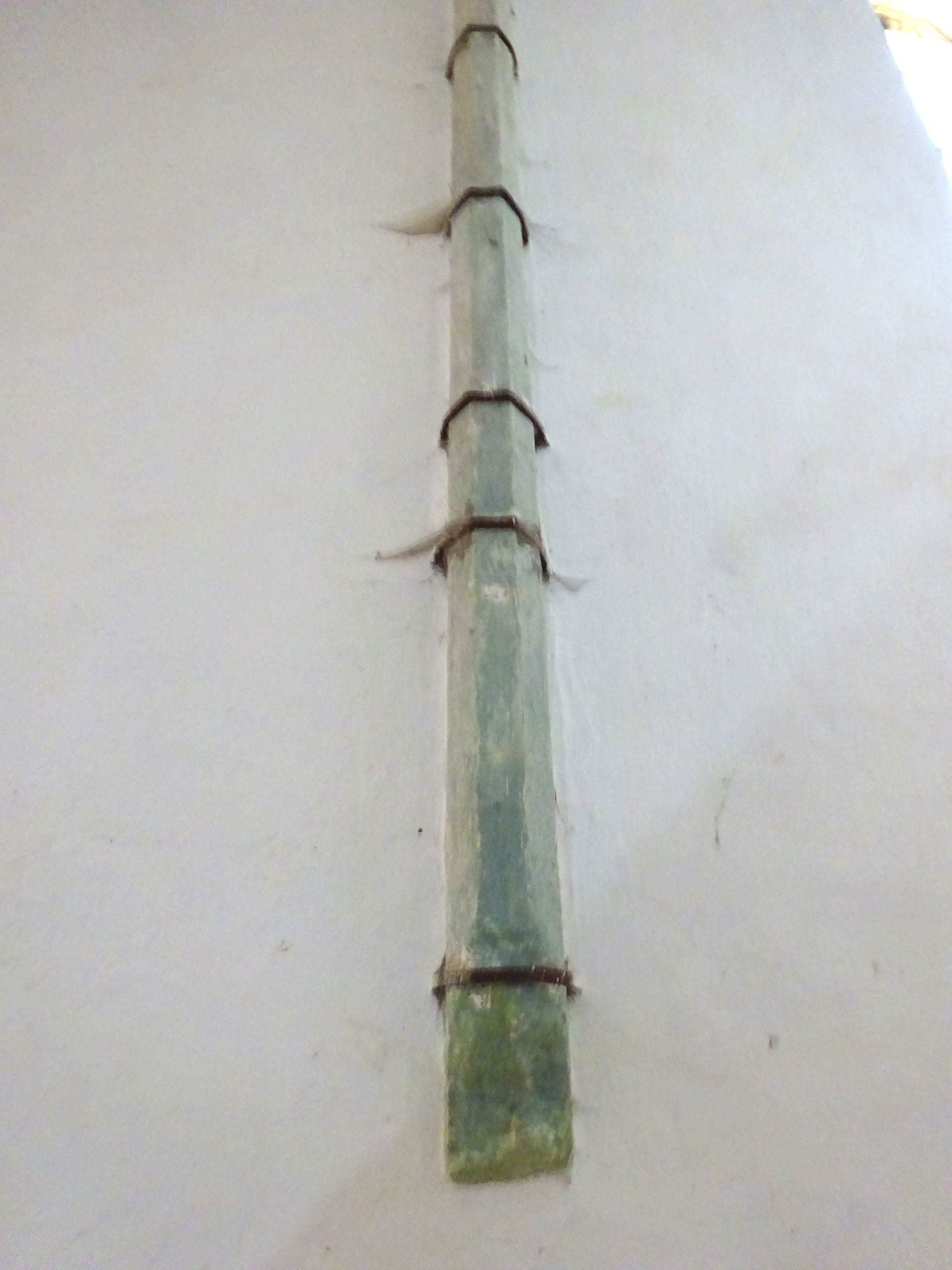
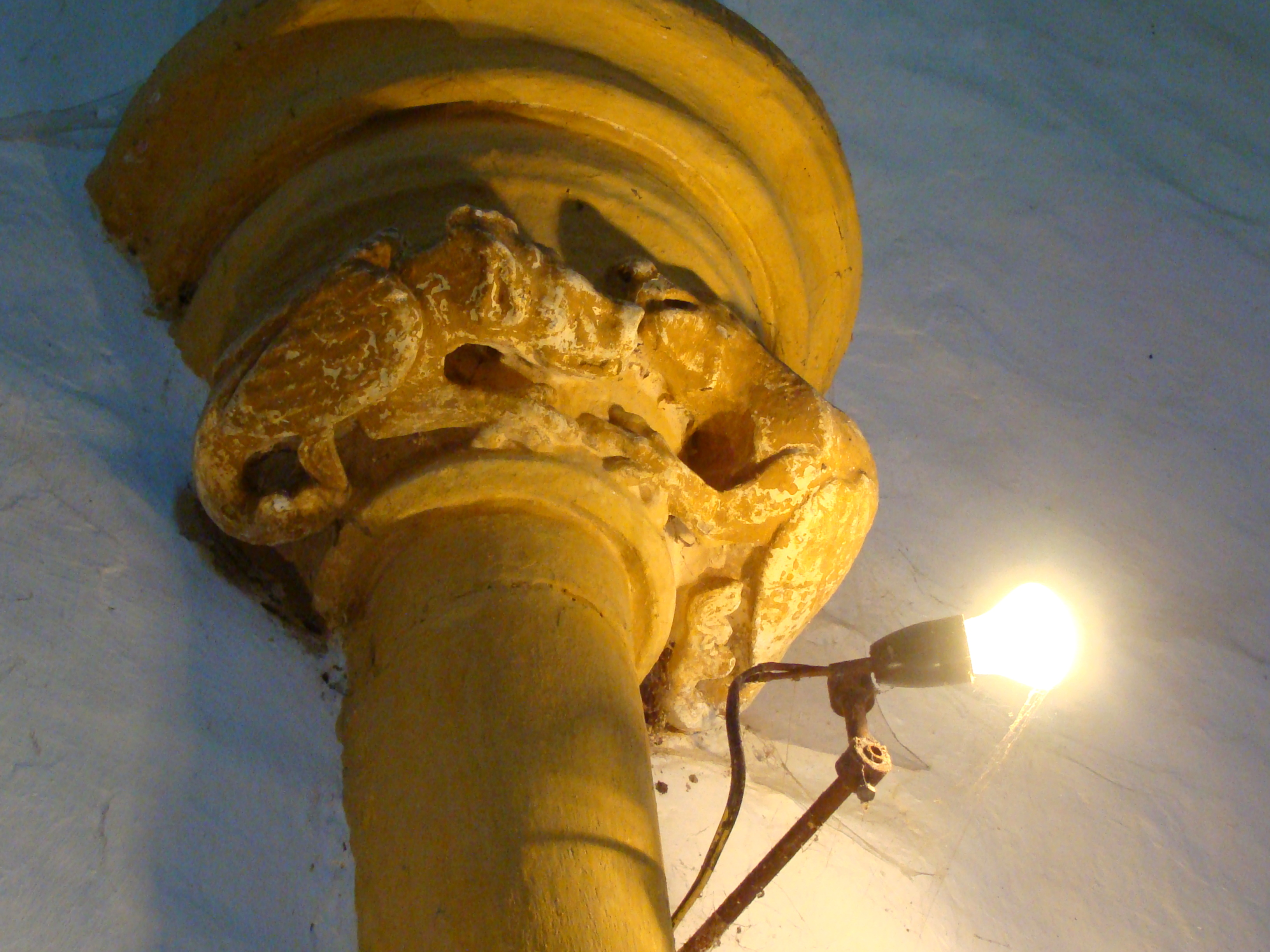
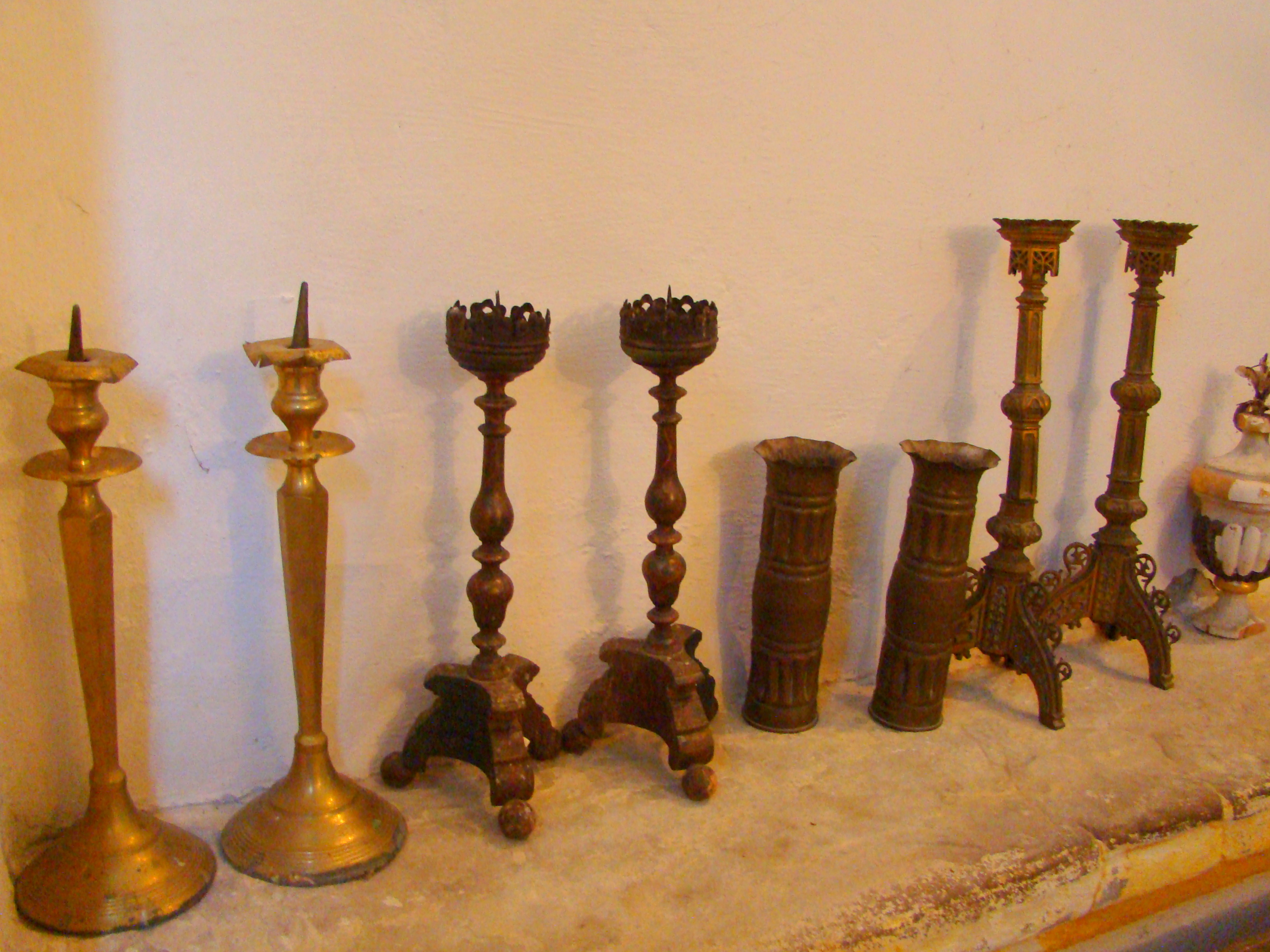
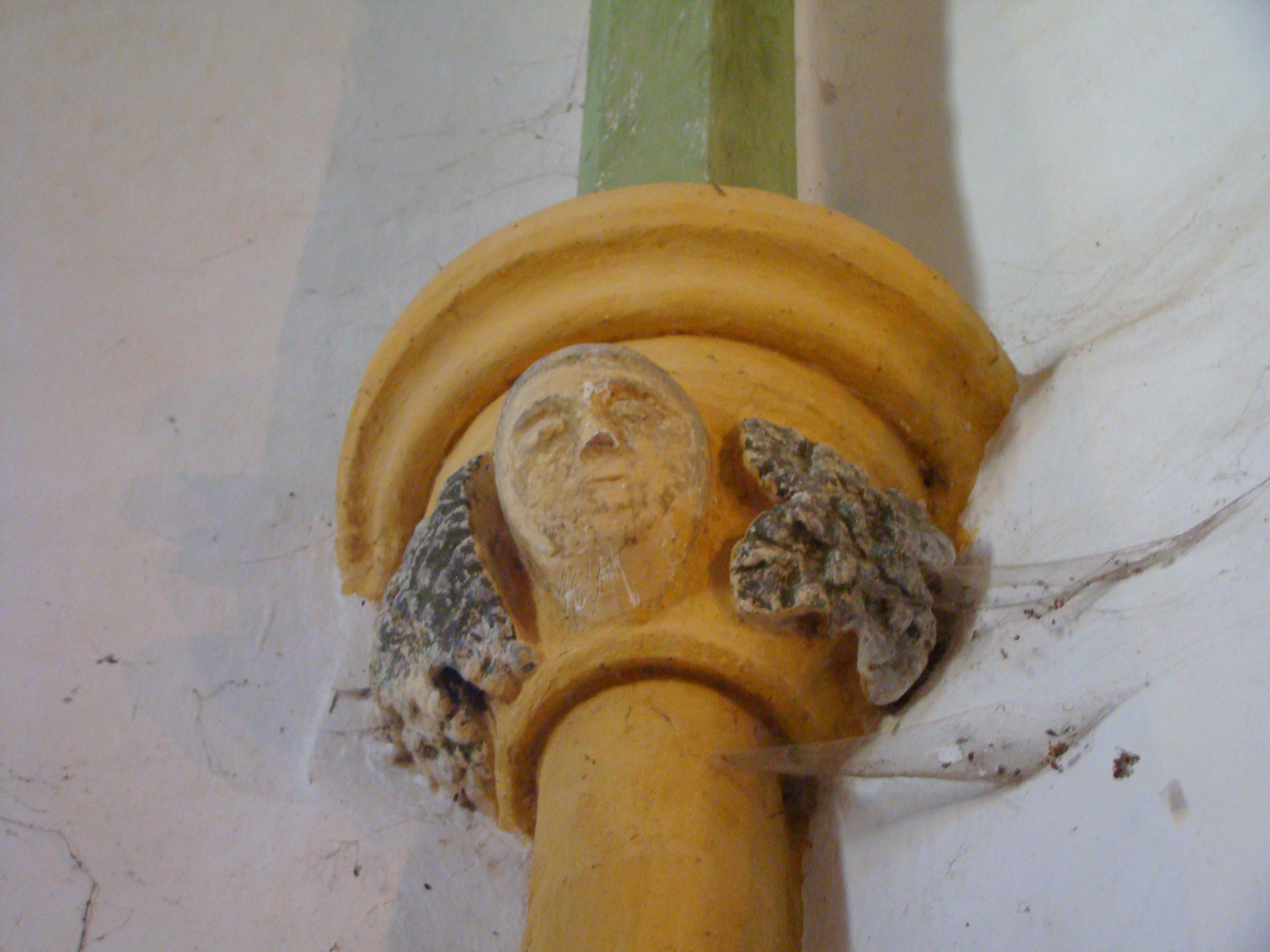
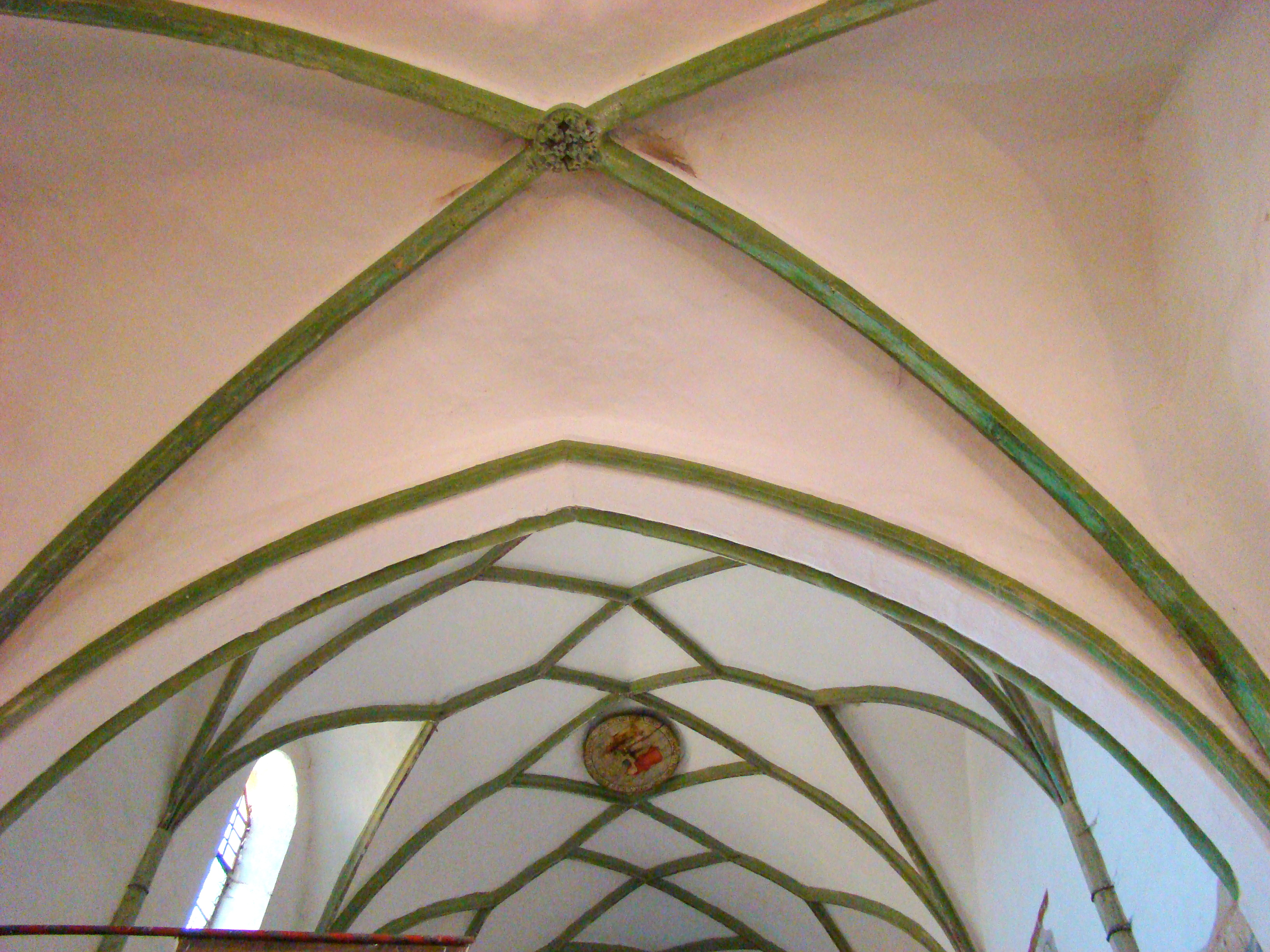
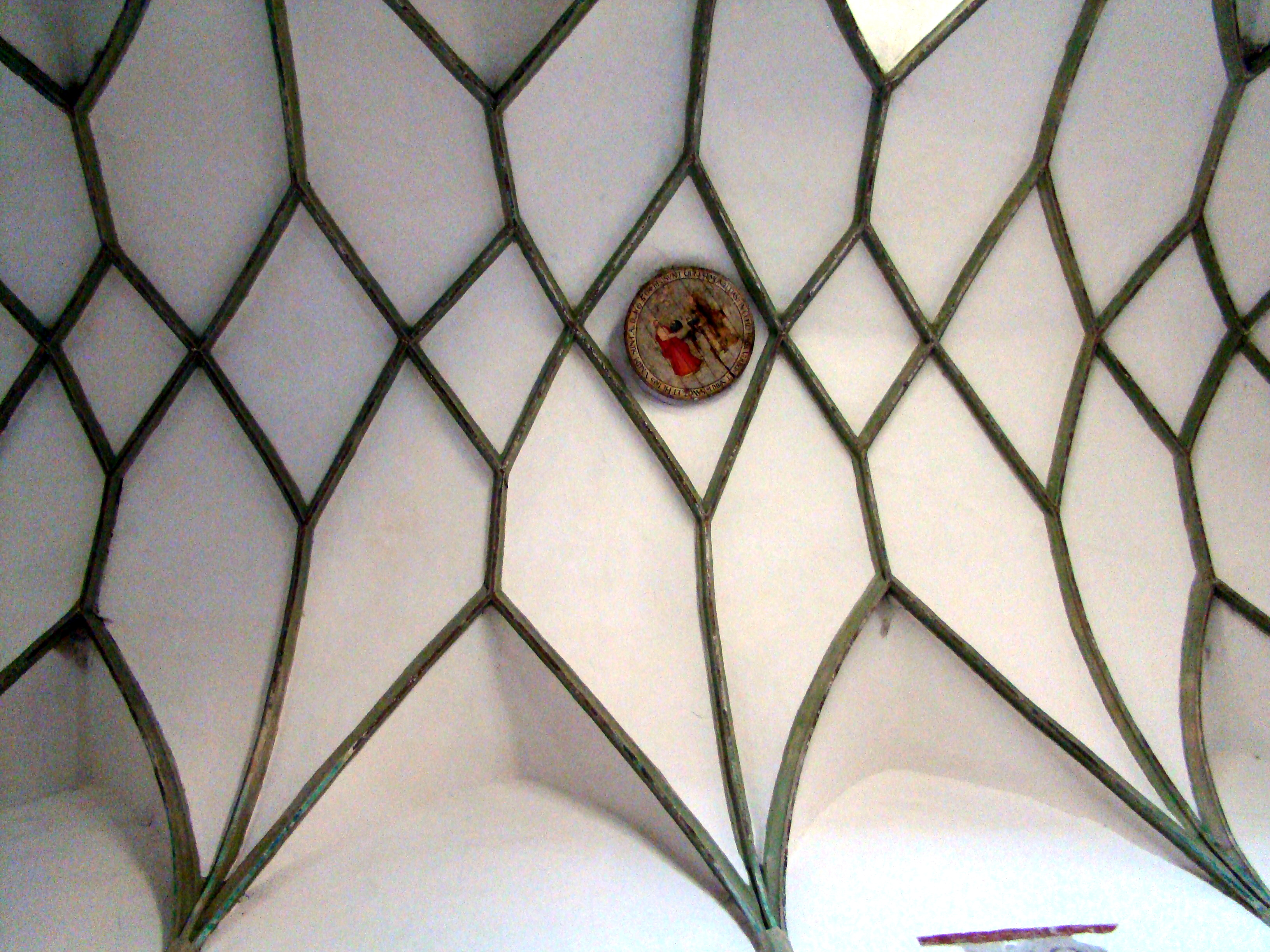
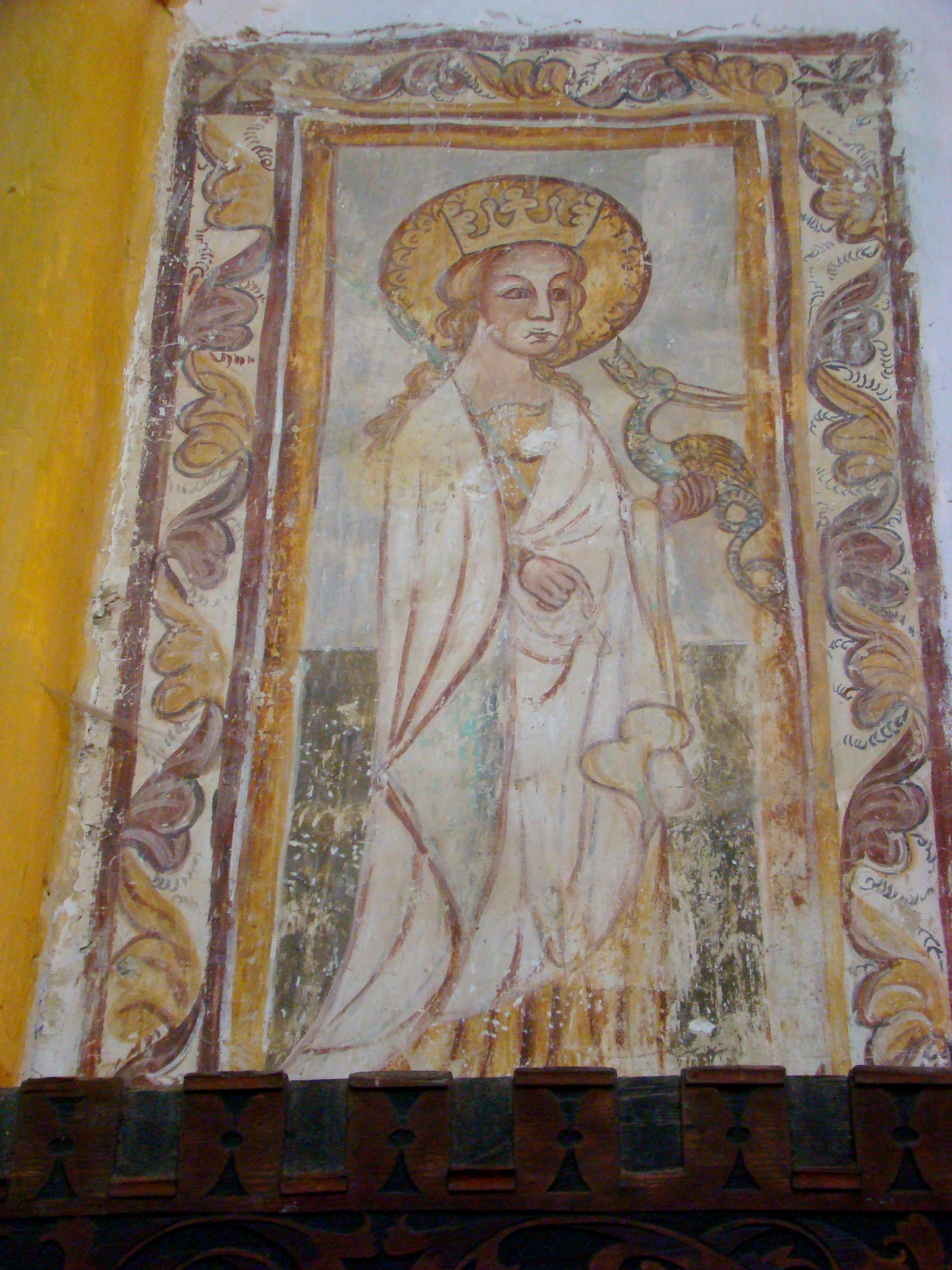
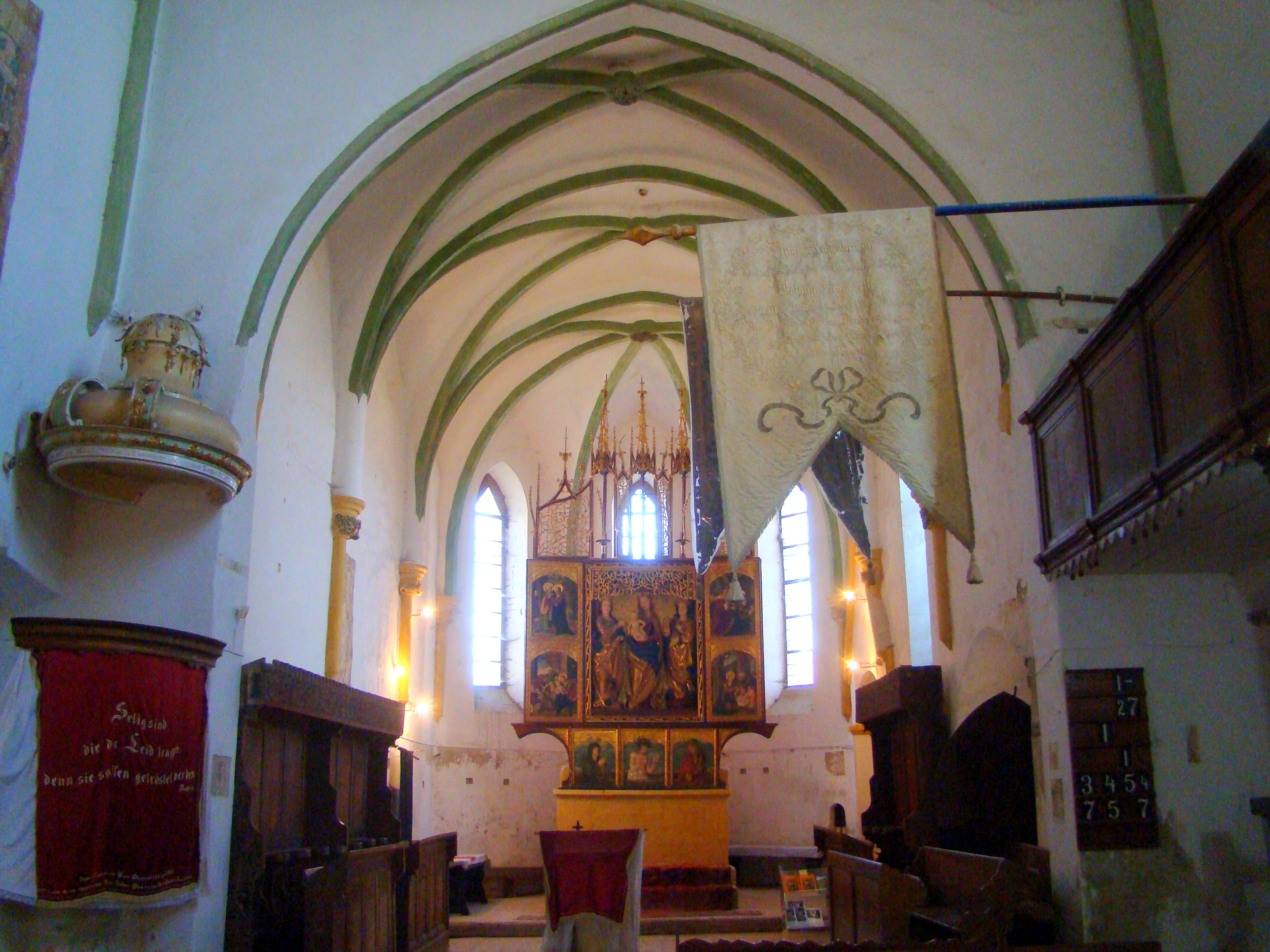
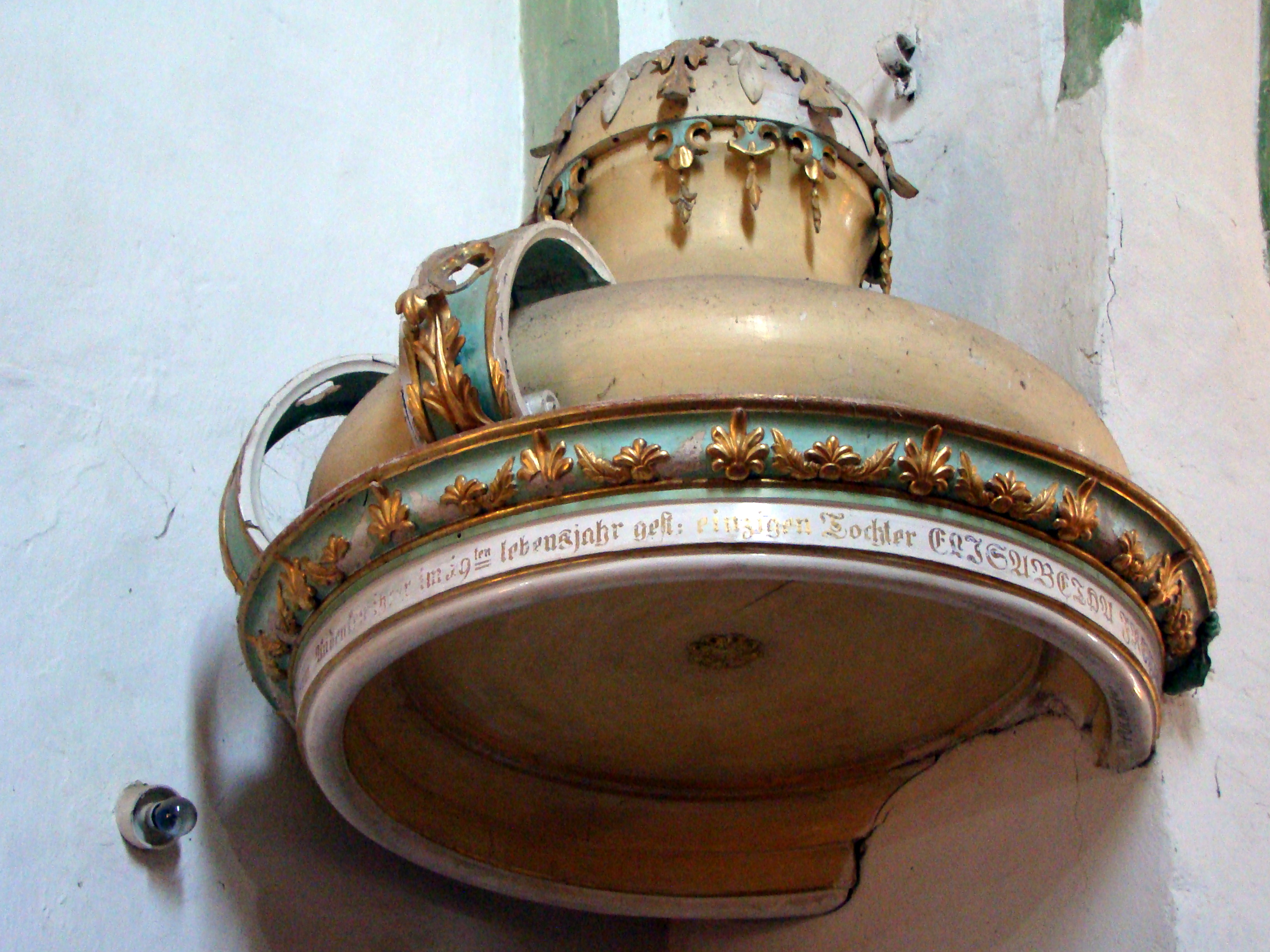
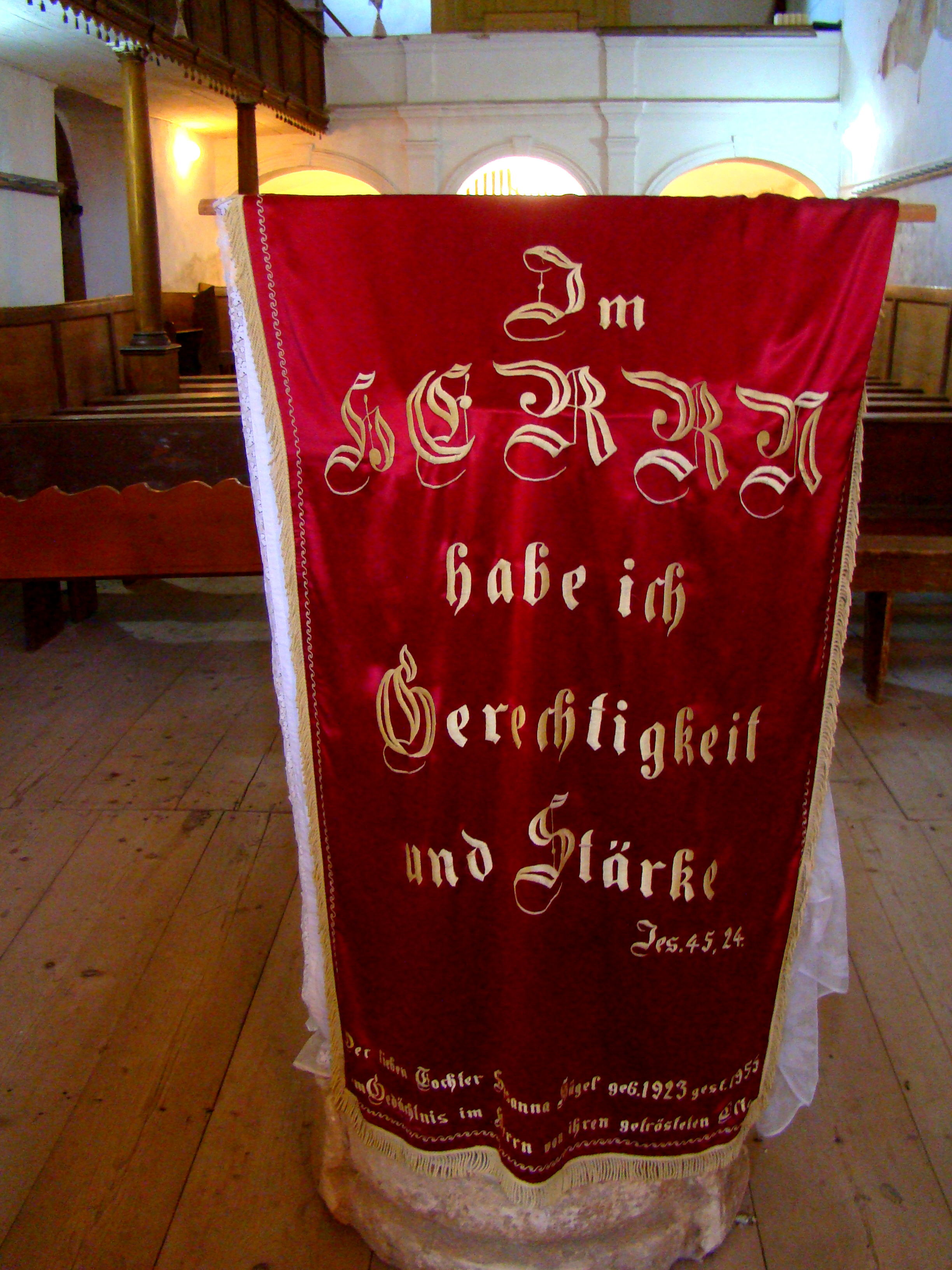
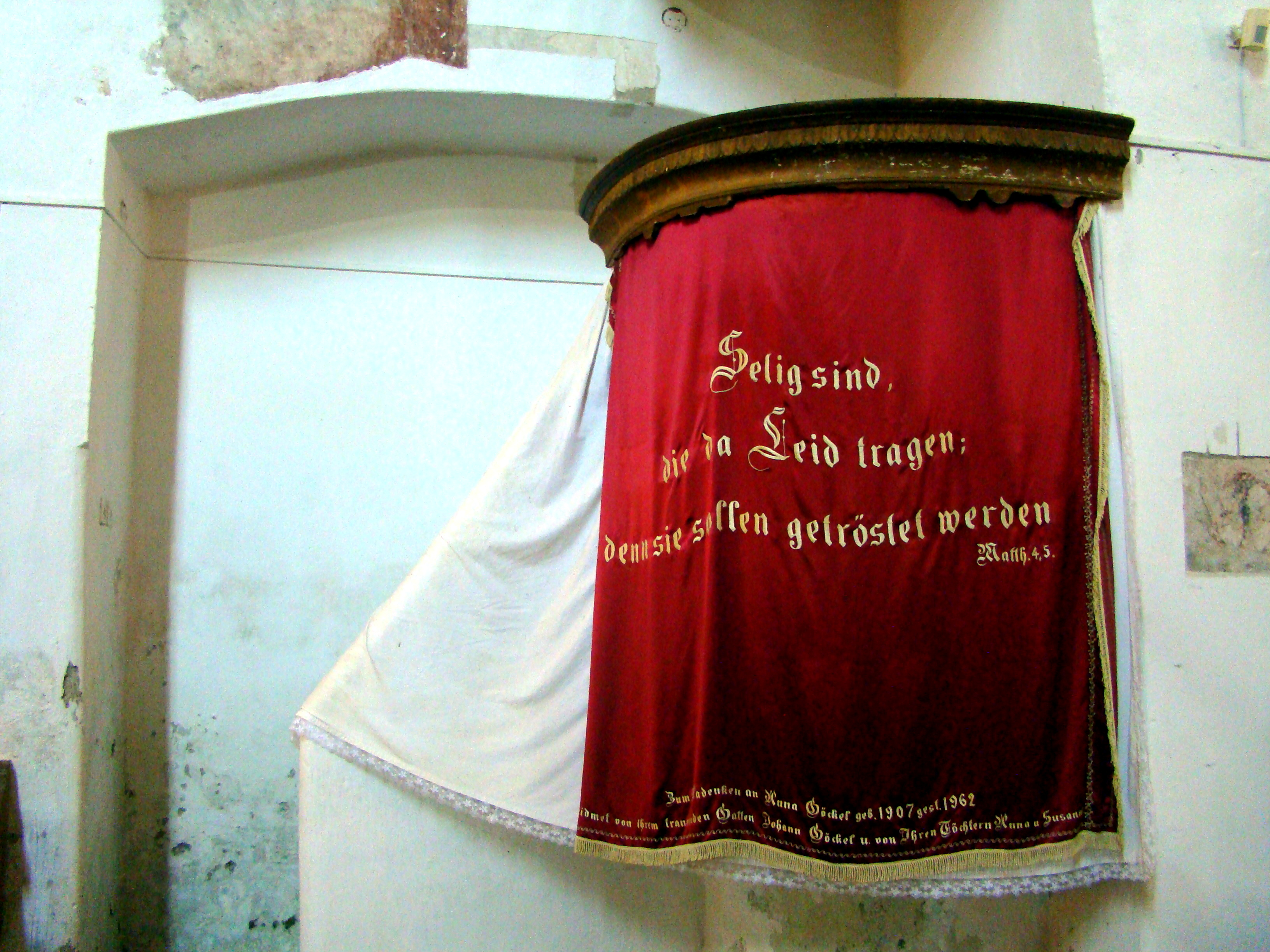
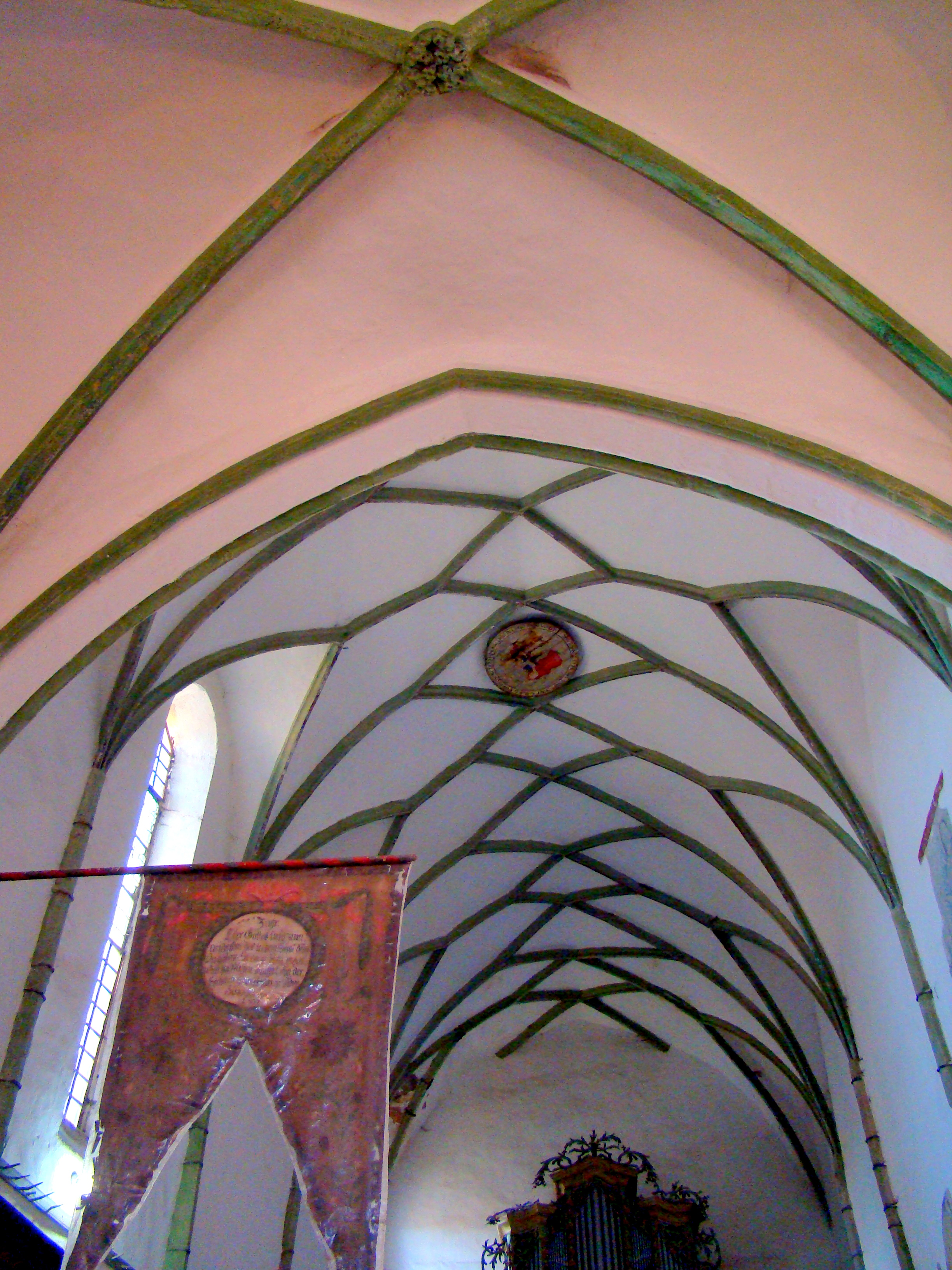
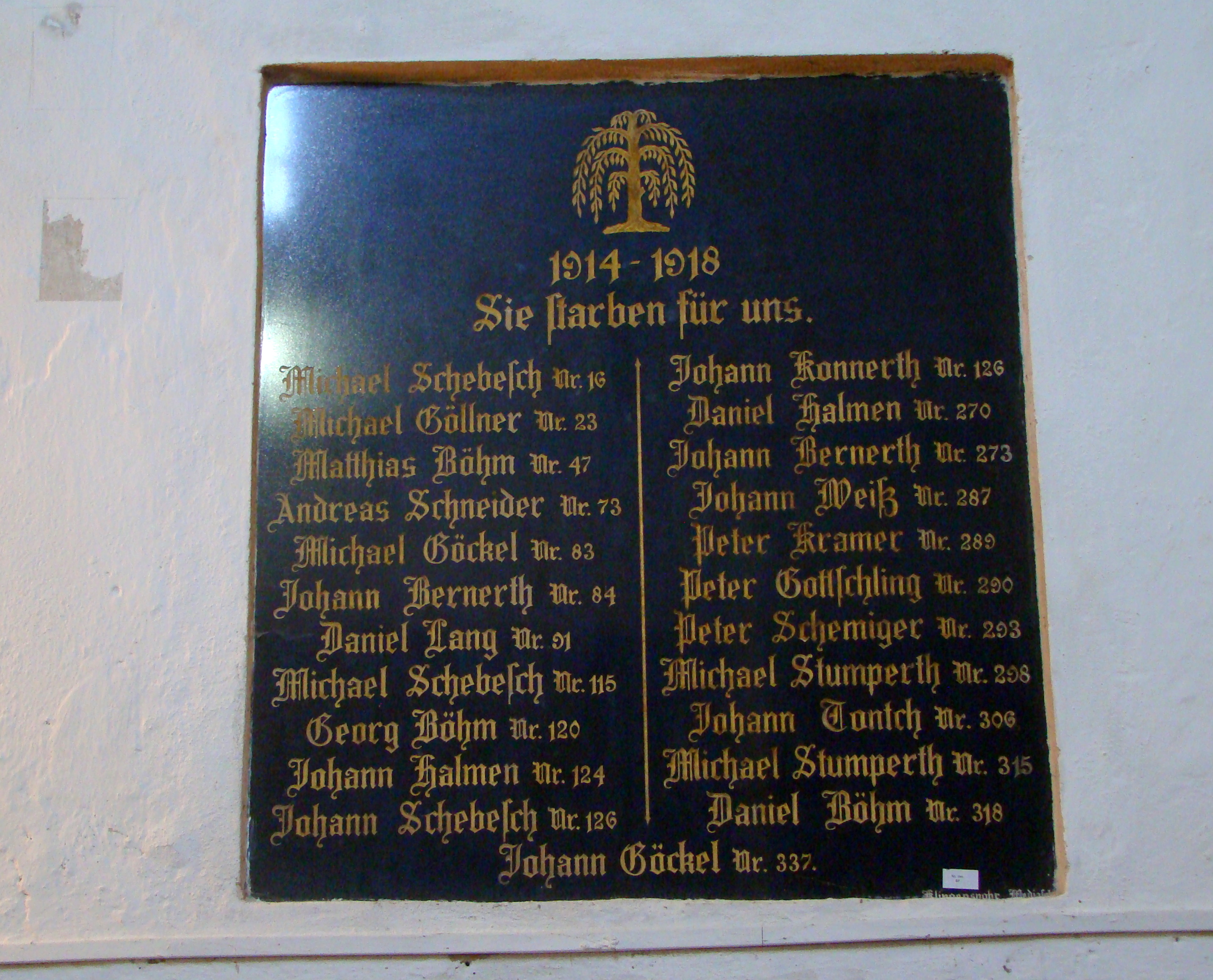
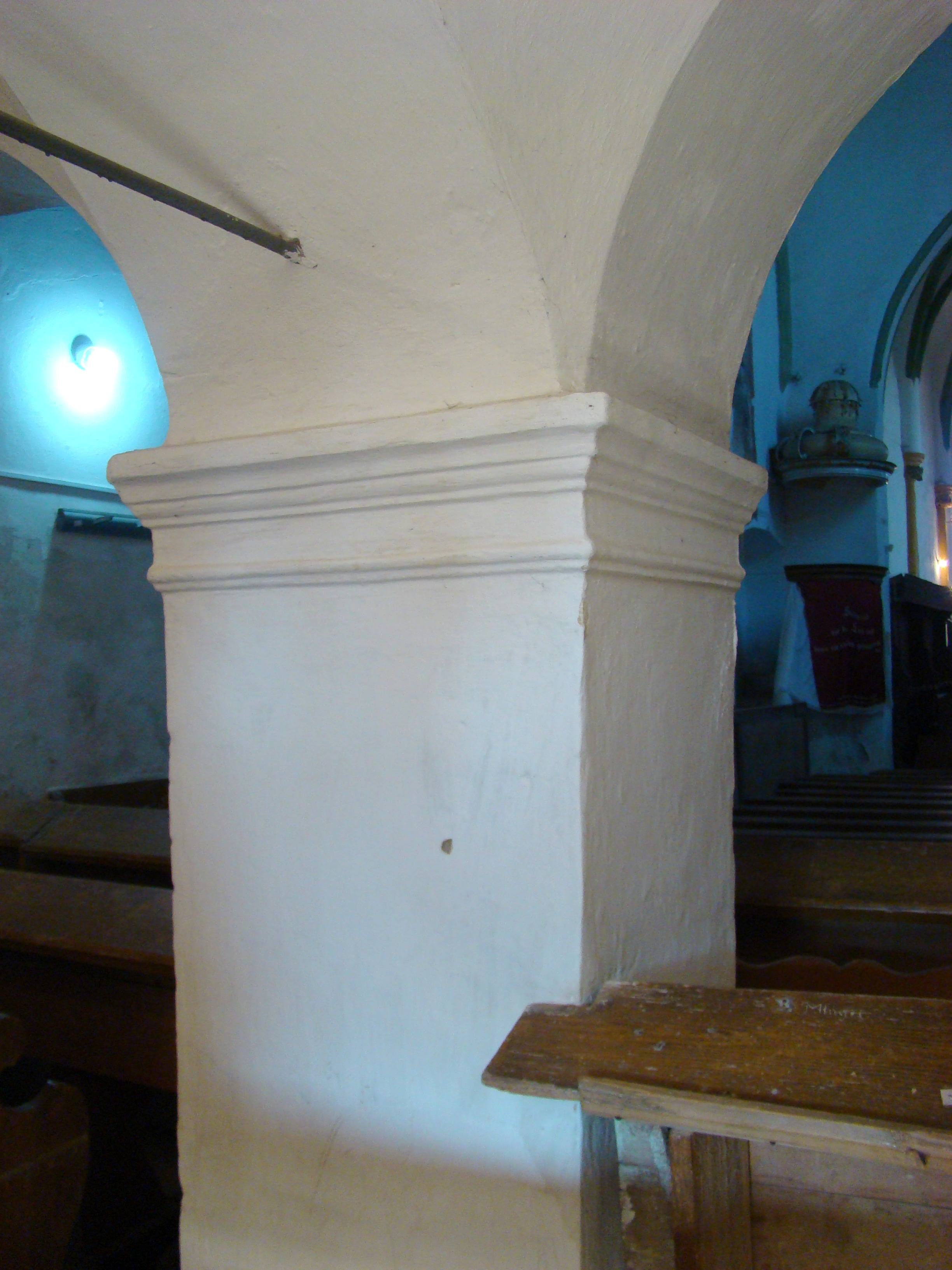
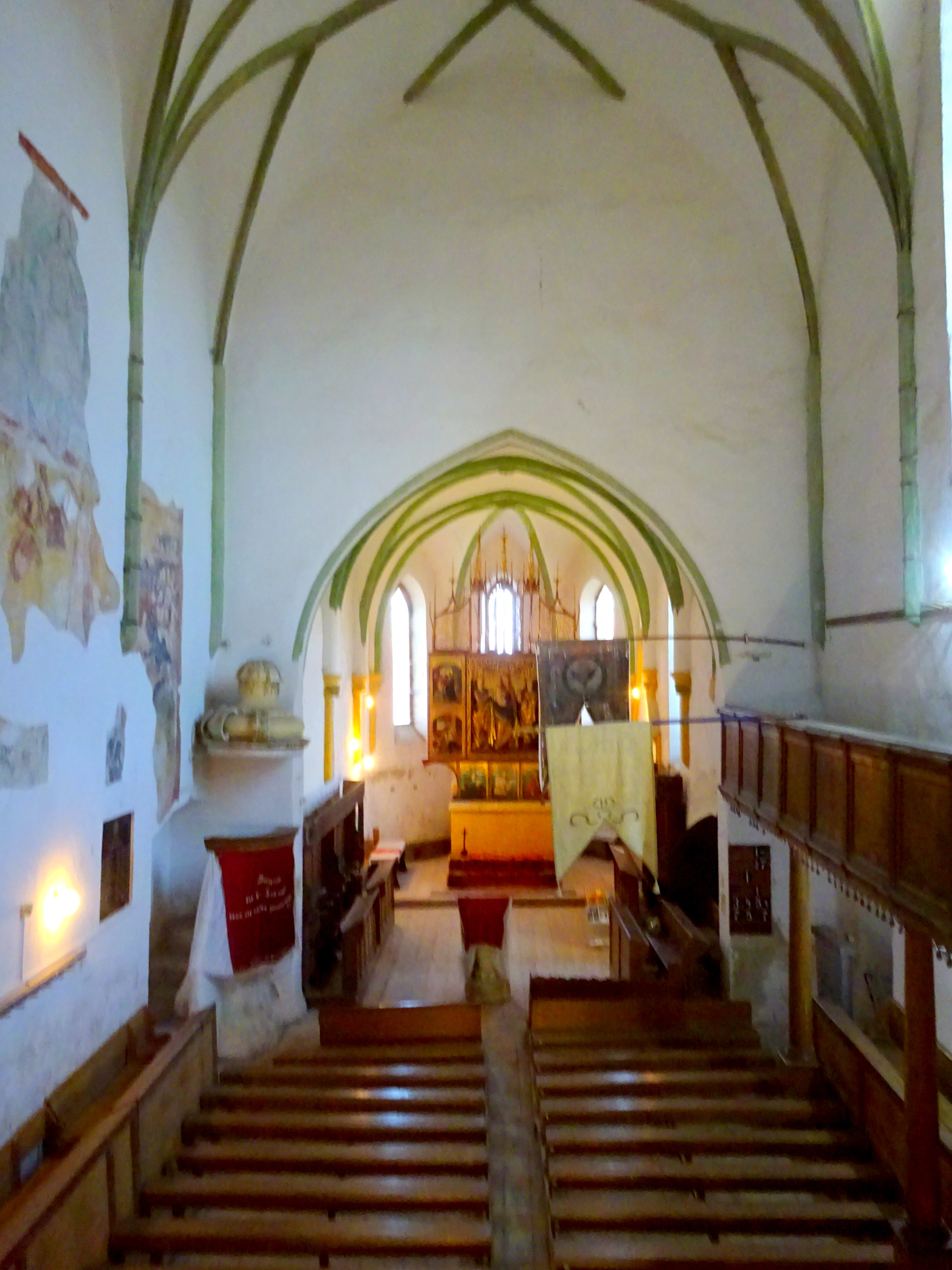
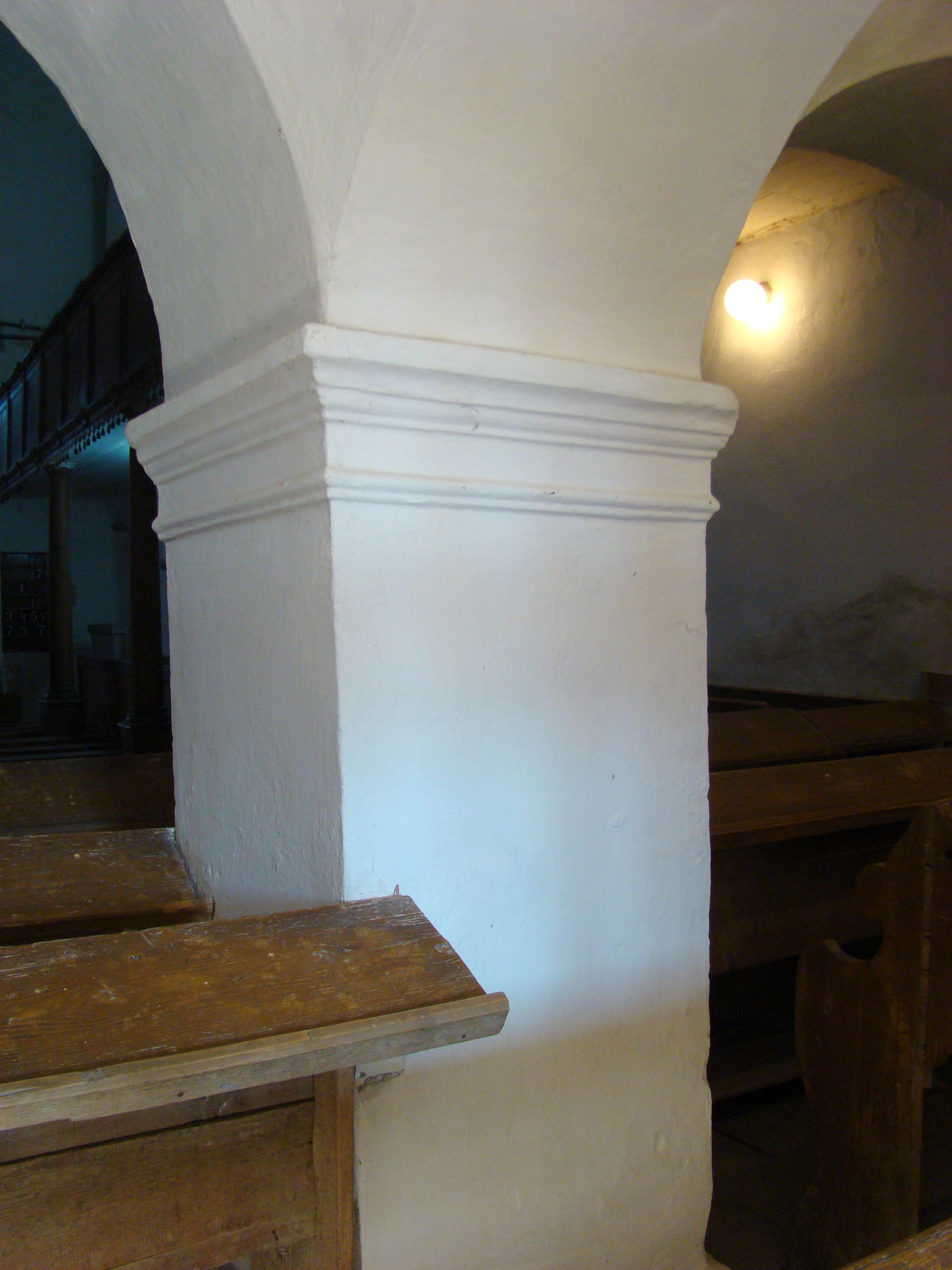